# Privighetoare de zăvoi
Privighetoarea de zăvoi sau filomela (Luscinia luscinia) este o pasăre migratoare insectivoră din familia muscicapidelor, de talie mică, de culoare brun-cenușiu-măslinie pe spate, cu o nuanță ștearsă brun-roșcată pe târtiță și coadă, gâtlejul alb, mărginit de două dungi cenușii nepronunțate, pieptul și flancurile presărate cu pete vagi brune și abdomenul alb, care cântă la fel de plăcut ca și privighetoarea roșcată.
Cuibărește în nordul, centrul și estul Europei, la est până în nordul Kazahstanului și cursul superior al râului Enisei, de asemenea în sudul Caucazului. Este o specie migratoare care iernează în sud-estul Africii. În România și Republica Moldova este oaspete de vară, cuibărește. În România specia este răspândită mai ales în partea de nord și nord-est. Elementele esențiale ale habitatului sunt solul acoperit cu un covor de frunze uscate, petice de ierburi înalte și dese, cu o mulțime de tufe înalte, arbuști sau arbori joși care formează desișuri sau păduri deschise, de obicei de-a lungul malurilor râurilor sau în apropierea apelor stătătoare, de regulă în văile râurilor sau în câmpiile joase. În România și Republica Moldova cuibărește în păduri umede de foioase (de preferință arini și mesteceni), cu arbori bătrâni, adesea în alunișuri, desișuri și vegetație abundentă din apropierea apei, în zăvoaie; dar și în parcuri cu arbori groși sau grădini cu tufișuri dese. Este o specie comună în România și Republica Moldova. În România populația este estimată la 90.000–200.000 de perechi cuibăritoare, iar în Republica Moldova la 15.000–30.000 de perechi cuibăritoare.
Privighetoarea de zăvoi este o pasăre de talie mică, are o lungime de 16–17 cm și o greutate de 14–37 g. Longevitatea maximă în libertate este de 8 ani și 11 luni. Sexele sunt asemănătoare și nu se pot diferenția după penaj, dar masculul este mai mare decât femela. Pasărea adultă are fruntea, creștetul, ceafa, părțile superioare și aripile de culoare uniformă brun-cenușie cu o nuanță măslinie, târtița, supracodalele și coada au o culoare ștearsă brun-roșcată. Fața, lorul, obrazul și regiunea auriculară sunt la fel ca și creștetul, dar adesea intens pătate cu brun-măsliniu, regiunea auriculară este mai distinct striată cu ocru-deschis și brun-măsliniu. Inelul ocular este ocru-brun, adesea incomplet sau întrerupt. Bărbia și gâtlejul au o culoare ștearsă albicioasă, gâtlejul este mărginit de două dungi malare laterale brun-cenușii. Pieptul și flancurile presărate cu pete vagi întunecate brune, cu un aspect solzos, formând de obicei o dungă pectorală indistinctă. Centrul abdomenului nepătat alb-murdar. Regiunea anală și subcodalele sunt albe sau albicios-murdare. Subcodalele au adesea câteva dungi transversale măslinii pe laturi. Ochii brun-închiși sau negri. Ciocul brun-corniu sau brun-negricios, jumătatea bazală a ciocului și marginile tăioase ale mandibulei roziu-deschise sau gălbui, comisura ciocului (umflătura marginală a ciocului) este gălbuie. Picioarele și labele sunt brun-deschise sau brun-rozii.
Privighetoarea de zăvoi este o pasăre secretoasă, mai des auzită decât văzută. Cântecul se aseamănă mult cu cel al privighetorii roșcate, dar este mai puternic, nu mai puțin frumos și chiar mai impresionant, dar de cele mai multe ori fără crescendoul splendid al privighetorii roșcate, în schimb conține câteva fraze mai seci și mai stridente. Noaptea se aude de la câțiva km. Cântă ziua și noaptea, mai ales în zorii zilei și seara, de obicei din interiorul desișurilor de tufe, arbori mici sau arbuști. Cântecul în locurile de cuibărit este interpretat mai ales de la începutul lui mai până la sfârșitul lui iunie sau începutul lui iulie, în special înainte de depunerea ouălor, apoi diminuează brusc, masculii care cântă mai târziu sunt probabil fără parteneră. De obicei cântă masculul. Poate cântă și femela pe perioade scurte, în special în timpul clocitului, mai ales în duet cu masculul. Frazele cântecului sunt mai lungi (5 secunde) și separate de pauze mai lungi (3–5 secunde) decât la priveghetoare roșcate. Cântecul cuprinde fraze variate, de obicei repetate de trei ori înainte de a trece la următoarea. Fiecare strofă adesea începe cu câteva fluierături „piu, piu, piu” sau „uiiit-uiiit-uiiit” melancolice, lente, apoi urmează o serie de note mai seci de ex. „ttttrrrr tttrrr tttrrr” sau mai stridente „ciok-ciok ciok", după care urmează o serie de fluierături mai muzicale sau flautine, inclusiv un „piuu piuu piuu, psii psii psii, ciduuu ciduuu ciduu” și un „ciii-bit ciii bit ciii bit” ascendent, cântecul se termină de obicei cu un huruit „toki tok tok” sec, ușor ascendent. Cântecul este proslăvit în poezie și proză ca și cântecul privighetorii roșcate.
Hrana este formată mai ales din insecte (gândaci trombari, pocnitori, carabide, furnici, omizi etc.), melci, dar consumă și unele fructe (de soc sau coacăze) și semințe. Se numără printre cele mai folositoare păsări, consumând cantități mari de insecte dăunătoare. Își procură hrana în interiorul subarboretului des, mai ales sub el, mai rar în coronamentul copacilor mici, uneori în locuri deschise prin frunze și vegetația putrezită sau de pe tulpini și ramuri agățând-se de ele ca și pițigoii, și câteodată urmărește insectele în zbor. Cuibul este amplasat pe sol, sub un arbore, între rădăcinile acestuia, sub grămezi de crengi aflate pe pământ, între ierburi foarte dese, în mijlocul unui desiș de urzici, fiind foarte bine camuflat. El este construit de către femelă din fire de ierburi uscate, crenguțe și frunze uscate, pe care-l căptușește cu fire de iarbă foarte fine, rădăcinuțe sau alte resturi vegetale fine, uneori cu păr de animale. Ponta este depusă în mai și este formată de obicei din 4–5 ouă, mai rar 6, clocite numai de către femelă timp de 13–14 zile. Depune o singură pontă pe an. Puii, după eclozare, sunt hrăniți la cuib de părinți timp de 9–12 zile, apoi aceștia părăsesc cuibul instalându-se pe diverse tufe din apropiere, unde mai primesc hrană de la părinți încă o perioadă, până devin independenți după alte 14 zile.

## Denumirea
Denumirea latină Luscinia a genului și luscinia a speciei provine din cuvântul latin luscinia = privighetoare sau cântăreață glorioasă, derivat din cluere = a fi faimos și canere = a cânta sau este o formă prescurtată a luscicinia (pasăre cântătoare crepusculară sau de seară) derivat din luscus = chior (probabil cu referire la crepuscul) + caner = a cânta. Denumirea latină Luscinia a genului a fost dată în 1817 de naturalistul britanic Thomas Ignatius Maria Forster. Denumirea latină a speciei luscinia a fost dată de taxonomistul Carl Linné în 1758.
Denumirea română a genului priveghetoare derivă din a priveghea (= a sta treaz, a nu dormi) și arată că această pasăre cântă noaptea. Denumirea română a speciei de zăvoi indică că această specie cuibărește adesea în zăvoaie (lunci). Altă denumire românească a speciei filomelă provine din greaca Philomela - fiica lui Pandion, regele Atenei, pe care zeii au transformat-o într-o privighetoare, după ce a fost violată de regele Traciei Tereus, și care își plânge soarta cântând noaptea. Alte denumiri ale acestei specii folosite în limba română după Dombrowski și Linția sunt priveghetoare mare, priveghetoare.

## Arealul și variația geografică
Privighetoarea de zăvoi este o specie monotipică (nedivizată în subspecii).
Cuibărește în nordul Europei (sudul Scandinaviei), centrul și estul Europei, la sud până în România, Republica Moldova, Ucraina, la est în Rusia până în nordul Kazahstanului și cursul superior al râului Enisei, de asemenea în regiunile colinare nordice ale Caucazului din Georgia și sudul Rusiei. Privighetoarea de zăvoi este o rudă apropiată a celebrei privighetori roșcate, răspândită mai la nord și mai la est, înlocuind-o la est de o linie care trece prin sudul Danemarcei, nordul Germaniei, sudul Poloniei și prin estul Europei spre țărmurile vestice ale Mării Negre.
Este o pasăre migratoare pe distanțe lungi care iernează în sud-estul Africii, mai ales la sud de ecuator, din sud-vestul Tanzaniei până în nordul Botswanei, nordul Zimbabwelui, nord-vestul Mozambicului și nord-estul Africii de Sud.
În Europa cuibărește din sudul și sud-estul extrem al Norvegiei, sudul și centrul Suediei (la nord până aproape de Skellefteå), estul și sudul Danemarcii (la nord până în Iutlanda) spre est prin sudul și centrul Finlandei, nord-estul Germaniei și Polonia (cu excepția sud-vestului), la sud prin Slovacia până în nord-estul Ungariei, România, nord-estul și estul Bulgariei și Republica Moldova, spre est până în Belarus și Ucraina.
În România, ca specie clocitoare este prezentă aproape în toată țara, mai ales în partea de nord și nord-est.
În Republica Moldova este oaspete de vară și o pasăre cuibăritoare obișnuită. Este răspândită pe întreg teritoriul Moldovei. În Codri și în unele locuri din Transnistria și în special în luncile Prutului este numeroasă, în nordul republicii este o specie obișnuită, în sudul republicii este întâlnită mai rar, deși în cele mai sudice gârnițe ale Moldovei - într-un loc din pădurea Flămînda din raionul Vulcănești pe 20 mai au fost înregistrați 10 masculi cântători. În cele mai adecvate habitate din pădurile luncilor Prutului pe o suprafață de aproximativ 10 ha cuibăreau cel puțin 25 de perechi. De exemplu, pe 26 mai 1964 pe o suprafață de aproximativ 5 hectare din pădurea Cuhnești (raionul Glodeni) au fost înregistrați 14 masculi cântători. Aproximativ aceeași densitate a privighetorii de zăvoi a fost observată pe 15–17 mai în pădurile Balatina, Cuhnești și Călinești. Foarte multe privighetori de zăvoi au fost găsite în pădurea din Hîncești. Aici în timpul unei excursii de două ore în ocolul silvic 18 la sfârșitul primei decade ale lui mai 1961, au fost înregistrați 28 de masculi cântători.
În Rusia cuibărește din nordul Sankt-Petersburgului, la latitudinea nordică de 62°, spre est până aproape de Tobolsk de pe râul Irtîș. În estul arealului hotarul speciei nu este clar și poate fi fragmentat, specia întâlnindu-se lângă Tomsk și spre est până în Acinsk, la sud de-a lungul Eniseiului până aproape de Krasnoiarsk, lanțul muntos central al Saianului de Vest, munții Salair și poalele Altaiului de Vest. La sud arealul din Rusia se întinde de la granița cu nordul Ucrainei spre est până la râul Ilek și râul Ural, la o latitudinea nordică de 49°, și nordul și nord-estul Kazahstanului, în valea cursului inferior al Uralului, rezervația naturală Naurzum, regiunea Kazahstanul de Nord, podișul Kokcetav, valea Irtîșului între Doloni și Serebriansk și în vestul Altaiului, inclusiv în regiunile colinare premontane. De asemenea, cuibărește în sud-vestul Rusiei și la poalele nordice ale Caucazului în Georgia (unde hibridizează cu privighetoarea roșcată) și în unele părți ale Armeniei unde este numeroasă, dar în alte părți este rară.
Iernează în sud-estul Africii, în principal din sud-estul Kenyei, nord-estul Tanzaniei (de la Arusha până la rezervație cinegetică Nkomazi) și mai continuu din sud-vestul Tanzaniei și Malawi până în sud-estul extrem al Republicii Democrate Congo, Zambia (în principal în centru și sud și valea cursului mijlociu al fluviului Zambezi, dar este absentă în nord-vest și vestul extrem), mai la sud în nord-estul Namibiei (fâșia Caprivi), nordul și nord-estul Botswanei, Zimbabwe, vestul și nord-vestul Mozambicului și nord-estul Africii de Sud (provincia Limpopo, uneori mai la sud până în Gauteng și nordul provinciei KwaZulu-Natal, o singură înregistrare în provincia Free State în februarie 2004 și altă înregistrare în provincia Eastern Cape în februarie 2014 – cea din urmă fiind cea mai sudică înregistrare).
Apariții accidentale anuale în număr mic au fost înregistrate în mod regulat primăvara și toamna în tot vestul Europei, la vest până în Spania și la sud până în Malta. De exemplu, apare accidental în Marea Britanie (în prezent anual), Franța, Belgia, Spania, Olanda, Elveția, Italia. Apare accidental în timpul vagabondajului și în Insulele Canare (în Fuerteventura în aprilie 1998), Nigeria (în septembrie 1975, octombrie 1976), Malta, Kuweit, Libia, Uganda (în ianuarie și decembrie 1917) și Mongolia (două înregistrări în noiembrie 2007).

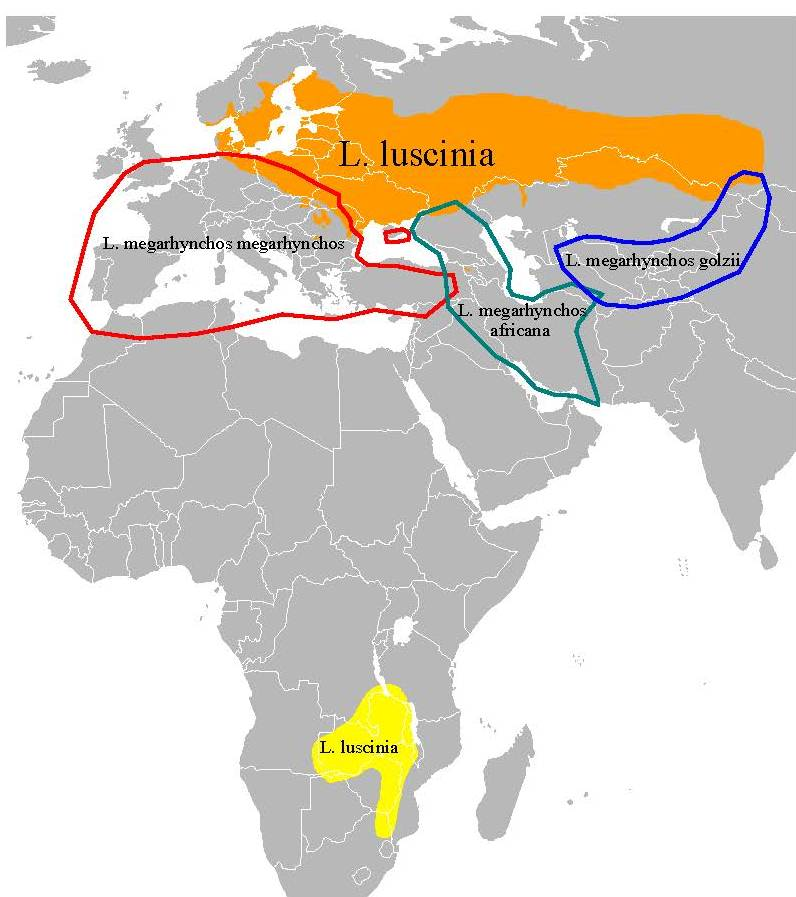
Arealul privighetorii roșcate (L. megarhynchos) și al privighetorii de zăvoi (L. luscinia). Este schițat arealul de reproducere a celor 3 subspecii de privighetoare roșcată: Luscinia megarhynchos megarhynchos, Luscinia megarhynchos africana și Luscinia megarhynchos golzii.

## Populația
Populația cuibăritoare totală din Europa la mijlocul anilor 1990 a fost estimată la 832.226–1.041.309 de perechi cuibăritoare, plus 100.000–1.000.000 de perechi în Rusia la vest de Urali.
O estimare ulterioară (inclusiv în Rusia Europeană) din 2000 a revizuit populația cuibăritoare la 3.700.000–6.900.000 de perechi, majoritatea fiind în Ucraina, Belarus, România, Letonia și Polonia, populația din Europa fiind considerată stabilă.
În prezent, populația cuibăritoare din Europa este estimată la 3.780.000–6.360.000 de perechi, ceea ce echivalează cu 7.550.000–12.700.000 de indivizi maturi. Europa reprezintă cca 60% din arealul global și o estimare foarte preliminară a mărimii populației globale este de 12.600.000–21.200.000 de indivizi maturi, dar este necesară o validare suplimentară a acestei estimări. Cele mai mari populații din Europa sunt în Rusia Europeană (2.400.000–4.300.000 perechi cuibăritoare), Ucraina (520.000–680.000 perechi cuibăritoare), Letonia (224.164–380.292 perechi cuibăritoare), Polonia (140.000–210.000 perechi cuibăritoare), Belarus (160.000–200.000 perechi cuibăritoare), Estonia (130.000–200.000 perechi cuibăritoare) și România (90.000–200.000 perechi cuibăritoare).
În România populația privighetorii de zăvoi este apreciată la 90.000–200.000 de perechi cuibăritoare. În Republica Moldova populația este estimată la 15.000–30.000 de perechi cuibăritoare. Este o specie cu un efectiv optim în Republica Moldova și care la etapa actuală nu se află în pericolul diminuării.
Populația europeană estimată de perechi cuibăritoare.
| Țara (sau teritoriul) | Populația estimată (perechi cuibăritoare) | Anul estimării |
| --------------------- | ----------------------------------------- | -------------- |
| Bielorusia            | 160.000–200.000                           | 2001–2012      |
| Bulgaria              | 10–50                                     | 2005–2012      |
| Republica Cehă        | 0–3                                       | 2001–2012      |
| Danemarca             | 9.000                                     | 2011           |
| Estonia               | 130.000–200.000                           | 2008–2012      |
| Finlanda              | 11.000–23.000                             | 2006–2012      |
| Georgia               | Prezent                                   |                |
| Germania              | 9.000–14.000                              | 2005–2009      |
| Ungaria               | 0                                         | 2000–2012      |
| Letonia               | 224.164–380.292                           | 2012           |
| Lituania              | 40.000–70.000                             | 2008–2012      |
| Moldova               | 15.000–30.000                             | 2000–2010      |
| Norvegia              | 500–1.000                                 | 2000–2013      |
| Polonia               | 140.000–210.000                           | 2008–2012      |
| România               | 90.000–200.000                            | 2010–2013      |
| Rusia Europeană       | 2.400.000–4.300.000                       | 2000–2008      |
| Slovacia              | 1.000–1.500                               | 2002           |
| Suedia                | 27.000–46.000                             | 2008–2012      |
| Ucraina               | 520.000–680.000                           | 2000           |
| Uniunea Europeană     | 681.000–1.150.000                         |                |
| Europa                | 3.780.000–6.360.000                       |                |

Efectivele europene (trendul populațional) au fost stabile în perioada 1980–2013. În ciuda unor declinuri, mai ales în zonele marginale ale arealului, care au avut loc în perioada 1990–2000, populațiile locale importante (de exemplu cele din Rusia) au fost stabile, astfel încât, în prezent, specia este considerată a avea o populație stabilă numeric.
Este o pasăre comună sau în unele locuri numeroasă în cea mai mare parte a arealului, uneori foarte numeroasă în partea centrală a cartierelor de iarnă. Arealul de cuibărit s-a extins în nordul și vestul Europei (cu o ușoară contracție în unele zone) în anii 1960 și din nou în anii 1980, principala extindere spre vest a arealului a avut loc în vestul Germaniei, Danemarca și Polonia, iar la nord în Norvegia, Suedia (după o contracție importantă a arealului) și Finlanda. Populația este în creștere în Suedia, Finlanda, regiunea Leningrad (Rusia) și probabil în Polonia.
În vestul Germaniei arealul s-a extins spre vest. În Germania de Vest în 1988 cuibăreau 10–100 perechi. În Germania de Est arealul s-a extins spre sud-vest în ultimii ani. În Danemarca s-a extins spre vest. În Norvegia s-a extins spre sud și nord. În Norvegia au fost estimate 200–500 perechi în 1984; începând cu anii 1960 numărul lor a început să crească.
În Suedia în secolul al XVIII-lea a cuibărit în cea mai mare parte a sudului și centrului Suediei, dar arealul s-a redus în secolul XIX și începutul secolului XX, când a fost găsită doar pe coasta de sud; apoi s-a extins din nou și arealul prezent este mai mare decât în secolul al XVIII-lea. În Suedia în 1988 au fost estimate aproximativ 15.000 de perechi, cu creșteri semnificative. În Finlanda s-a extins spre vest și nord. În Finlanda au fost estimate în 1958 aproximativ 200 de perechi, cu o creștere ulterioară imensă până la c. 8000 de perechi în 1988 și la peste 20.000–50.000 de perechi cuibăritoare până în 1990; cauzele presupuse a creșterii numărului au fost încetarea pășunatului și scăderea nivelelor lacurilor, permițând astfel creșterea vegetației incluziv în pădurile tinere de foioase.
În Polonia s-a extins spre vest, în 1976 este rară, dar ulterior populația a crescut mult, la 140.000–210.000 perechi cuibăritoare până în 2012. În Cehoslovacia nu au fost raportate modificări. În România populația până în 1988 a scăzut (V. Ciochia în Cramp, S. The Birds of the Western Palearctic.). Se întâlnește rar (mai puțin de 50 perechi cuibăritoare) în Bulgaria.
În regiunea Leningrad (Rusia) s-a extins spre nord-est începând cu anii 1900 și a fost înregistrată o creștere recentă a populației. Se întâlnește rar în sud-centrul Rusiei (dar sunt puține date recente despre populațiile de aici) și poate fi răzleț distribuită sau absentă în unele părți din vestul Ucrainei; probabil este destul de numeroasă în munții Salair.
A cuibărit în estul Austriei (până la începutul secolului al XIX-lea). 
A fost înregistrată în timpul verii și posibil a cuibări în Serbia în 1900, 1904, 1920, 1948, 1950 și 1972.
Este rară sau puțin numeroasă în timpul pasajului în Armenia, Azerbaidjan și Iordania. Se întâlnește rar în timpul pasajului în estul Arabiei Saudite (în special în aprilie, mai și septembrie), este neobișnuită sau rară în statele Golfului Persic (mai ales în Oman, Qatar, Emiratele Arabe Unite, Bahrain și Kuweit), Yemen, Kenya la vest de Valea Marelui Rift și în părțile sudice ale arealului de iernat. Puțin numeroasă în timpul migrației de primăvară și rară toamna în Liban și Siria; numeroasă în timpul pasajului prin Irak și destul de comună în timpul migrației de primăvară prin nordul Iranului, dar rară toamna.
Rară sau destul de numeroasă în pasaj prin jumătatea estică a Africii, în funcție de zonă. În cartierele de iarnă în unele locuri este comună sau foarte numeroasă.

## Recunoașterea în teren

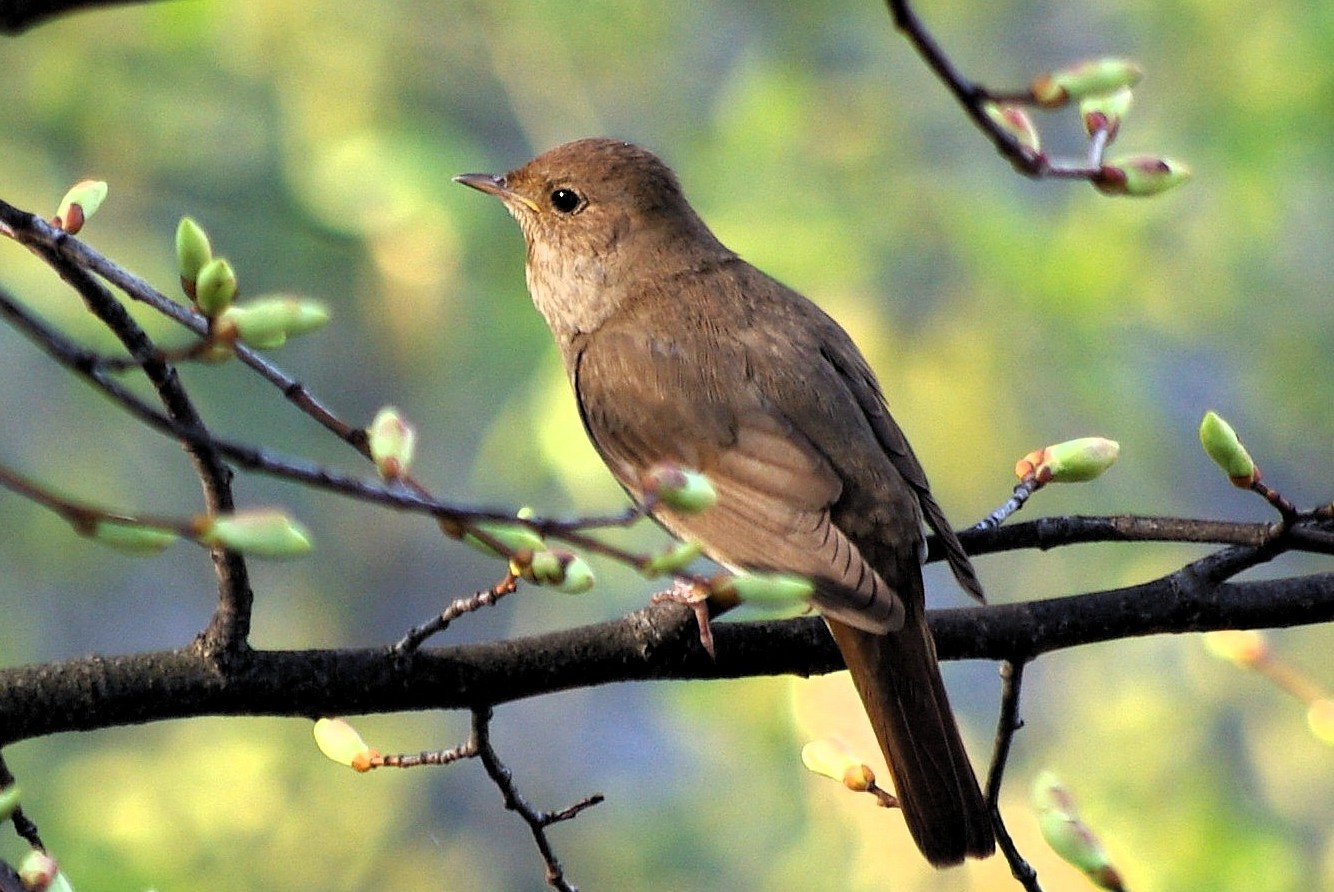
Privighetoarea de zăvoi fotografiată în Uglici, regiunea Iaroslavl, Rusia

Are o lungime de 15–17 cm. Forma, aspectul general și comportamentul sunt similare cu cele ale privighetorii roșcate, deosebindu-se de ea prin coloritul penajului mai șters, mai cenușiu-măsliniu, pătat pe piept, și o voce chiar mai bogată. Sexele sunt similare.
Adultul are părțile superioare de culoare modestă, unicoloră, ștearsă, brun-cenușie (uneori mai vie, asemănătoare cu cea a privighetorii roșcate), supracodalele și coada au o nuanță ușor mai viu roșcată (dar unii indivizi pot avea coada mai închisă fără o nuanță roșcată), există un contrast neînsemnat între coadă și restul părților superioare. Culoarea feței în mare parte este similară cu cea a părților superioare sau regiunea auriculară este puțin mai întunecată, ochiul mare de culoare închisă este înconjurat de un inel ocular îngust de culoare deschisă.
Părțile inferioare au o culoare ștearsă albicioasă, de obicei mai deschisă, aproape albă pe bărbie, gâtlej și centrul abdomenului. Gâtlejul este mai clar delimitat decât la privighetoarea roșcată de două dungi malare laterale brun-închise sau cenușii. Pieptul și flancurile presărate cu pete vagi sau vermiculații întunecate sau brune, cu un aspect ca ros de molii. La păsările vădit pătate, pieptul este în întregime brun sau brun-cenușiu și formează o dungă pectorală care separă în mod distinct coloritul gâtlejului și abdomenului, spre deosebire de privighetoarea roșcată. Centrul abdomenului nepătat, dar regiunea anală și subcodalele sunt ocru-deschise, uneori cu dungi sau pete vagi brune pe părțile laterale ale subcodalelor.
Zborul și alte comportamente sunt identice cu ale privighetorii roșcate, dar de regulă este mai sperioasă și adesea scapă vederii alergând și ghemuindu-se. Își clătină și răsucește coada și își balansează partea posterioară a corpului destul de încet și mecanic. Nu este gregară, dar se adună în grupuri mici în timpul pasajului. Spre deosebire de privighetoarea roșcată preferă să cuibărească în locuri mai umede.
Cel mai bun mijloc de identificare a privighetorii de zăvoi este cântecul său. Diferențierea de privighetoarea roșcată este destul de ușoară în cazurile în care diferențele coloritului penajului, contrastul cozii și culoare părții inferioare anterioare sunt pe deplin vizibile, dar indivizii mai roșcați, cu pieptul pătat indistinct, posibil nu pot fi identificabili pe teren, dacă nu cântă. Văzută de sus și din spate, cea mai bună distincție a privighetorii de zăvoi este contrastul redus dintre coloritul șters brun-roșcat al cozii și cel brun-șters al părților superioare; privită de jos și din față se observă gâtlejul deschis la culoare și pieptul vag pătat. Numai când se vede bine (ceea ce se întâmplă foarte rar datorită obiceiului său de a sta ascunsă) se pot observa inelul ocular, dungile malare de pe laturile gâtlejului, pieptul vag vermiculat sau pătat, flancurile fin striate mai întunecat, și uneori dungile sau petele vagi întunecate de pe părțile laterale ale subcodalelor.

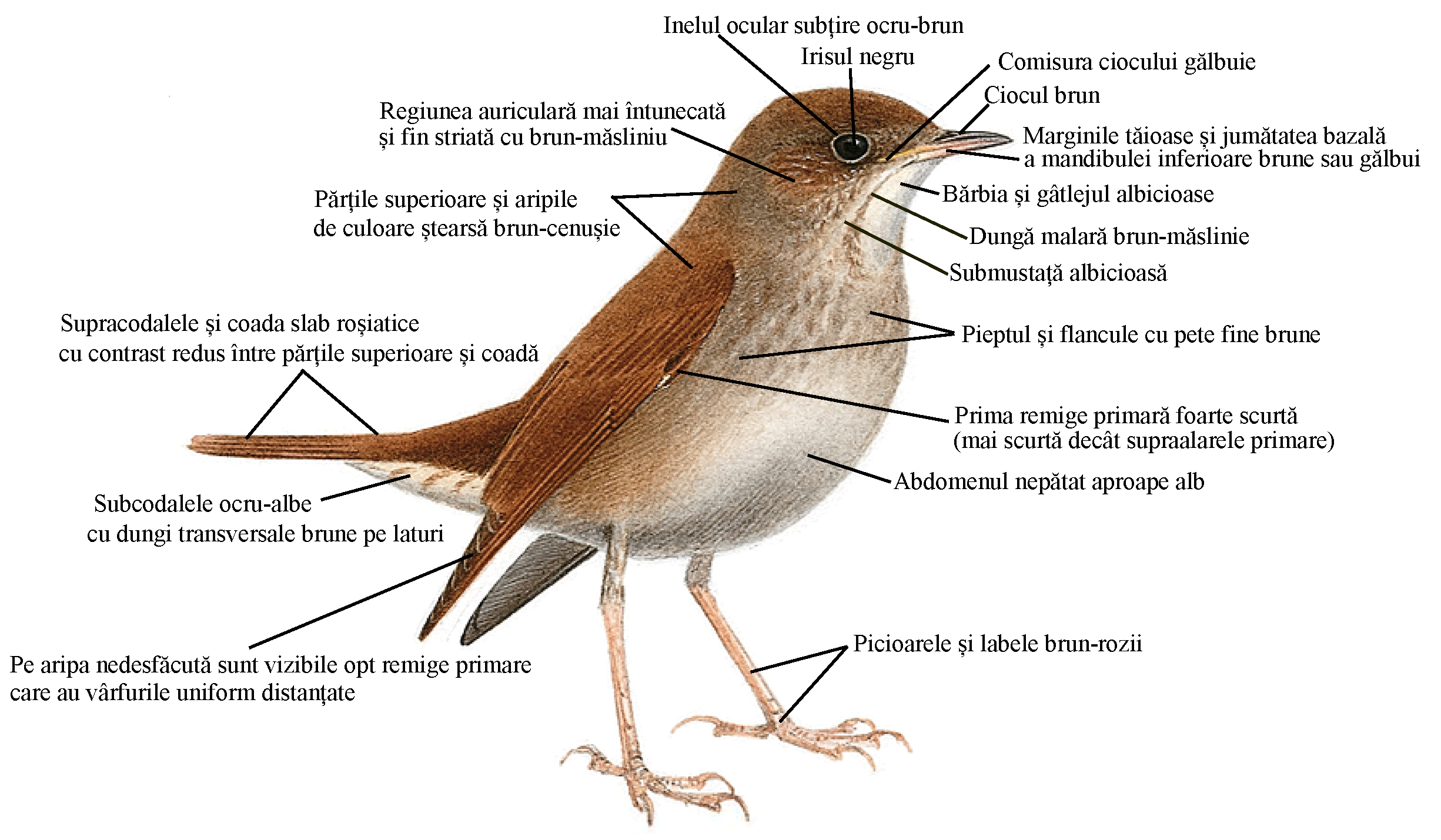
Privighetoarea de zăvoi

## Descrierea

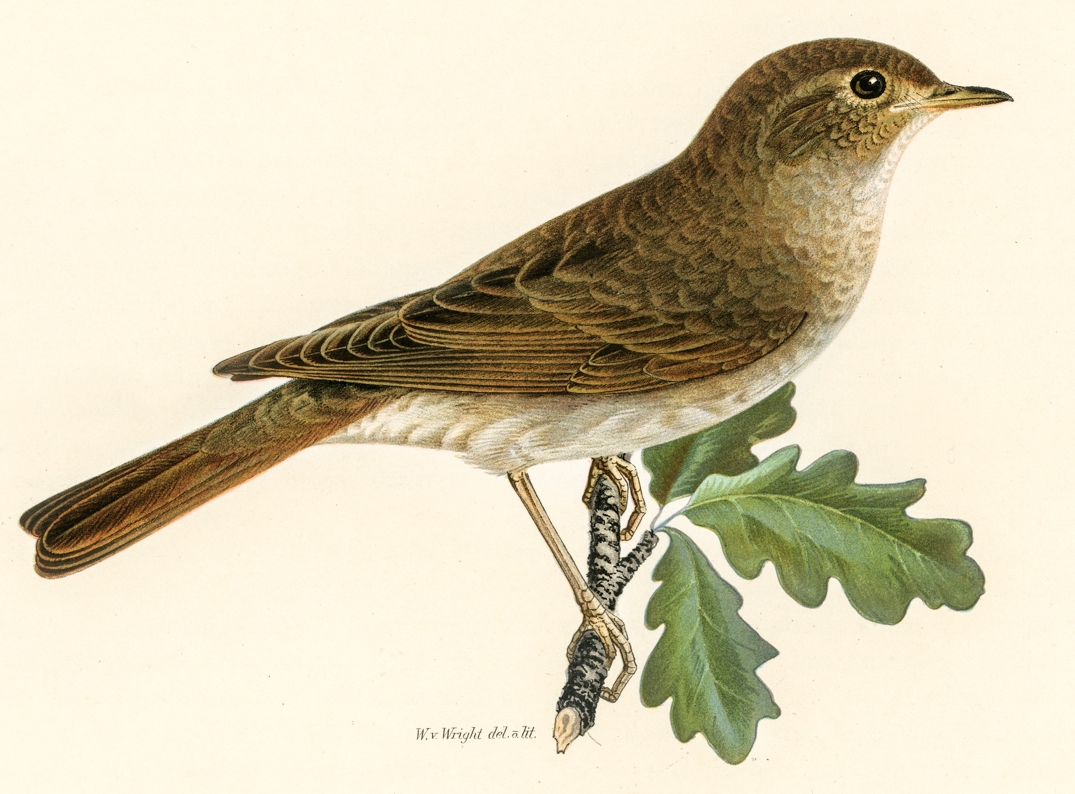
Privighetoarea de zăvoi după Svenska fåglar.

Pasărea adultă are o lungime de 15–17,5 cm și o greutate de 14–37 g; anvergura aripilor 24–26,5 cm. Sexele sunt asemănătoare și nu se pot diferenția după penaj. Variația sezonieră este mică.
Adultul privighetorii de zăvoi este foarte asemănător ca mărime, colorit și comportament cu cel al privighetorii roșcate (Luscinia megarhynchos), dar este similar ca structură numai cu subspecia estică a ei Luscinia megarhynchos hafizi. Are aripile mai ascuțite și coada un pic mai mai lungă decât subspecia europeană Luscinia megarhynchos megarhynchos. Părțile superioare, tectricele supraalare și remigele terțiare au o culoare mai ștearsă, brun-măsliniu-închisă sau brun-pământie, nu la fel de brun-roșcată sau brun-închisă ca L. m. megarhynchos, și nu la fel de măsliniu-cenușiu-deschisă ca L. m. hafizi. Privighetoare de zăvoi se deosebește de privighetoarea roșcată prin coada și târtița mai puțin viu colorate, mai puțin roșiatic contrastante, spatele mai cenușiu sau mai cenușiu-măsliniu, și de obicei pieptul presărat cu pete difuze (vagi) brun-cenușii. Adesea are o dungă malară pe laturile gâtlejului mai puternic dezvoltată. Prima remige primară foarte redusă în lungime (uneori vizibilă în teren). Privită de sus și din spate, cea mai bună distincție este contrastul redus dintre coloritul șters brun-roșcat al cozii și cel brun-șters al părților superioare; privită de jos și din față se remarcă gâtlejul deschis la culoare și pieptul pătat.
Privighetoare de zăvoi are penajul modest colorat. Pasărea adultă are fruntea, creștetul, ceafa, părțile superioare și aripile (inclusiv tectricele supraalare, remigele terțiare și marginile remigelor) de culoare uniformă ștearsă brun-cenușie sau brun-pământie cu o nuanță măslinie, și un contrast mai redus între părțile superioare și coadă; unele păsări au o nuanță mai vie brună, asemănătoare cu cea a privighetorii roșcate.
Remigele aripilor și supraalarele primare sunt ca la privighetoarea roșcată; culoarea marginilor externe ale lor este variabilă, uneori distinct brun-roșcată și contrastantă cu părțile superioare și supraalarele brun-măslinii. Steagurile interne ale tectricelor supraalare, remigelor aripilor și remigelor terțiare sunt negre. De la o distanță foarte mică sau ținută în mână, se poate vedea că penele alulei au două culori, cu centrul (steagul intern) întunecat sau negricios și marginea exterioară deschisă brun-cenușie (ca și restul aripii), în contrast alula este mai uniform colorată la privighetoarea roșcată.

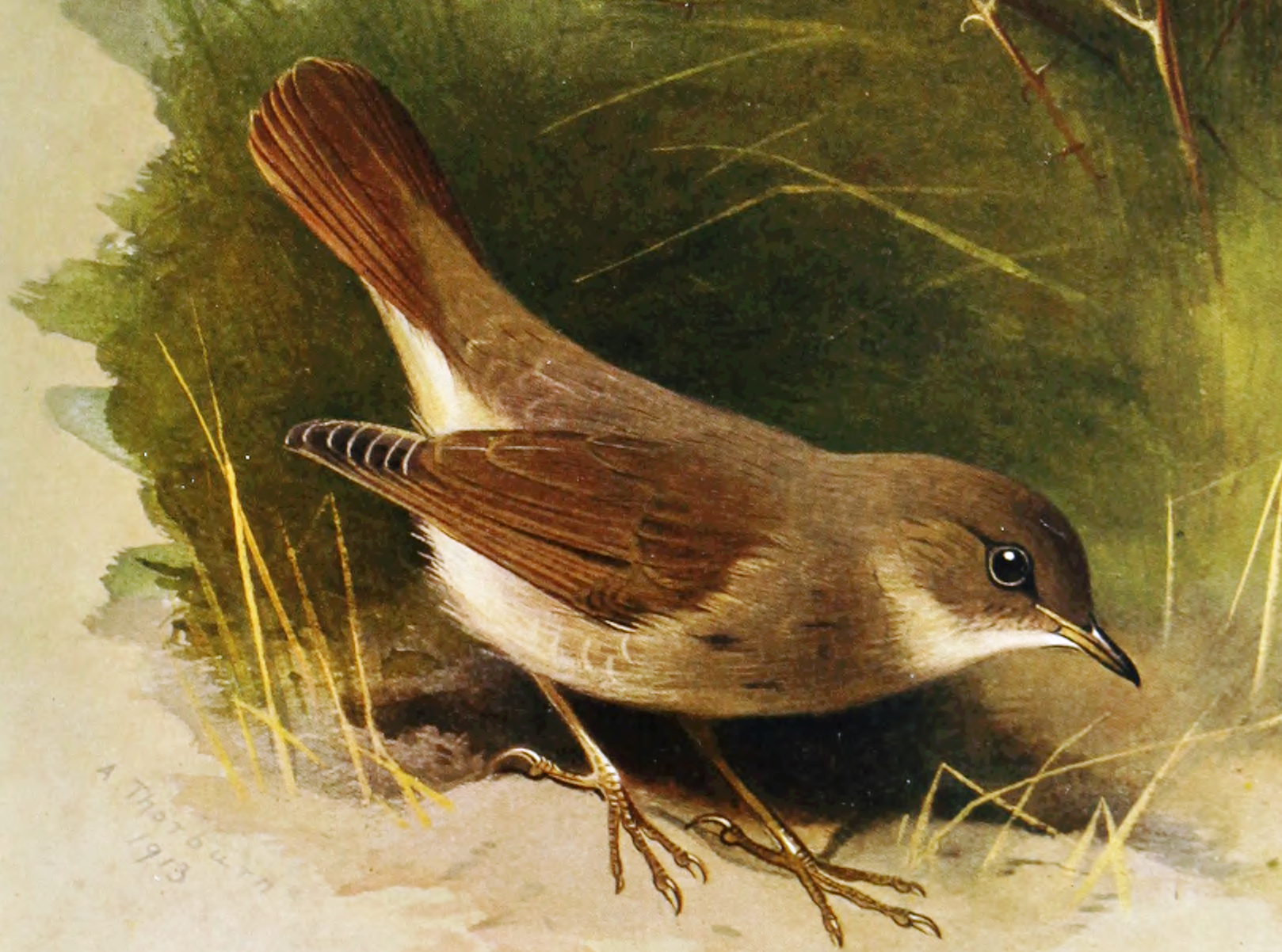
Privighetoarea de zăvoi după Archibald Thorburn.

Supracodalele și coada au o nuanță mai vie brun-roșcată sau slab roșiatică decât restul părților superioare, ca și la privighetoarea roșcată, dar nuanță brun-roșcată de pe coadă este mai puțin vie și perechea centrală de rectrice adesea este mai puțin roșcată, fiind în special brun-profundă și primele rectrice laterale sunt de obicei brun-închise. Această diferență a culorii cozii este destul de evidentă în timpul zborului, chiar dacă pasărea se cufundă în vegetație. Există o mare variație a culorii cozii, unii indivizi pot avea coada de culoare mai întunecată brun-roșcată ștearsă sau mai brunie, fără o nuanță roșcată, și multe păsări nu pot fi identificate după acest caracter. Târtița are o culoare ștearsă și există un contrast neînsemnat între coadă și restul părților superioare (privighetoarea roșcată are de obicei o culoare mai vie pe târtiță, precum și pe coadă). Coada de obicei contrastează mai mult în primii ani.
Fața, lorul (lorum), obrazul și regiunea auriculară sunt la fel ca creștetul și părțile superioare sau sunt pătate mai intens cu brun-măsliniu, regiunea auriculară este puțin mai întunecată și mai distinct fin striată cu ocru-deschis și brun-măsliniu, dar există o mare variație individuală. Ochiul mare de culoare închisă este înconjurat de un inel ocular subțire, vag conturat, de culoare deschisă ocru-brună sau ocru-deschisă și este adesea incomplet sau întrerupt spre lor (lorum), dar adesea mai contrastant decât la privighetoarea roșcată. Sprânceana cenușie de pe laturile creștetului este absentă sau slab conturată și mai puțin prezentă decât la privighetoarea roșcată.

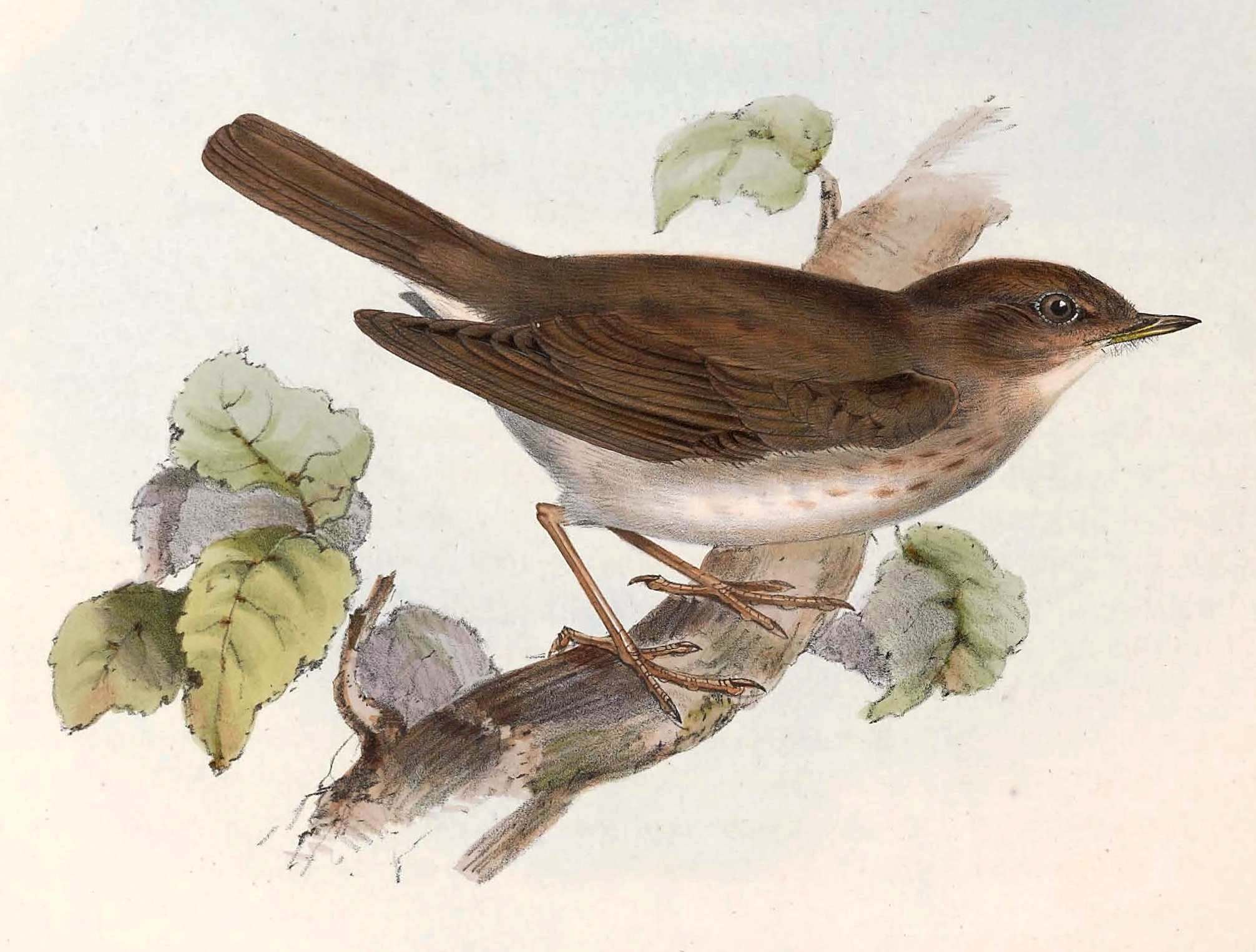
Privighetoarea de zăvoi după John Gould.

Părțile inferioare au o culoare ștearsă albicioasă, de obicei mai deschisă pe bărbie, gâtlej și centrul abdomenului. Bărbia și gâtlejul (gușa) au o culoare ștearsă albicios-murdară sau aproape albă și sunt ușor pătate sau nuanțate cu cenușiu-măsliniu (uniform alb murdare sau crem la privighetoarea roșcată). Laturile gâtlejului cu pete vagi întunecate care formează adesea 2 dungi malare mai distincte pe laturile gâtlejului de culoare cenușiu-măsliniu-închisă sau brun-măslinie, brun-cenușie, cenușiu-închisă (spre deosebire de privighetoarea roșcată). Deasupra dungii malare poate avea o submustață pe partea inferioară a obrazului destul de lungă și lată de culoare ștearsă alb-murdară sau albicioasă, care se estompează până la brun-cenușiu sub regiunea auriculară.
Pieptul pe partea superioară este presărat cu pete (sau vermiculații) fine și vagi de culoare întunecată brună sau brun-măslinie, cu un aspect ca ros de molii, aceste pete pot continua pe flancuri și laturile subcodalelor. Petele pot fi greu de văzut, dar sunt destul de vizibile într-o lumină bună. Aceste pete sunt formate de centrele penelor de pe partea superioară a pieptului și laturile pieptului care sunt brun-măslinii, dar au vârfurile de o culoare deschisă ocru-cenușie, uneori mai închisă măslinie spre margini; partea superioară a pieptului și laturile pieptului prin urmare au un aspect pătat întunecat distinct sau sunt brun-măslinii cu aspect solzos (festonat) deschis vag. La păsările vădit pătate, pieptul este în întregime brun și formează o dungă pectorală brună sau brun-cenușie (asemănătoare cu culoare părților superioare) care separă în mod distinct coloritul gâtlejului și abdomenului, spre deosebire de privighetoarea roșcată. Adulții au vara pieptul mai șters, brun-cenușiu.
Flancule au o culoare ștearsă alb-murdară și sunt pătate sau striate fin cu brun-măsliniu sau brun-cenușiu. Flancule, părțile laterale ale regiunii anale și coapsele sunt mai închise și mai extensiv brun-măsliniu-deschise decât la privighetoarea roșcată, mai puțin uniform colorate, uneori această culoare se extinde ca o pestrițătură sau o nuanță măslinie abia vizibilă spre partea centrală a abdomenului.
Centrul abdomenului este nepătat și mai deschis, aproape alb. Regiunea anală este albă sau albicios-murdară sau ocru-deschisă.

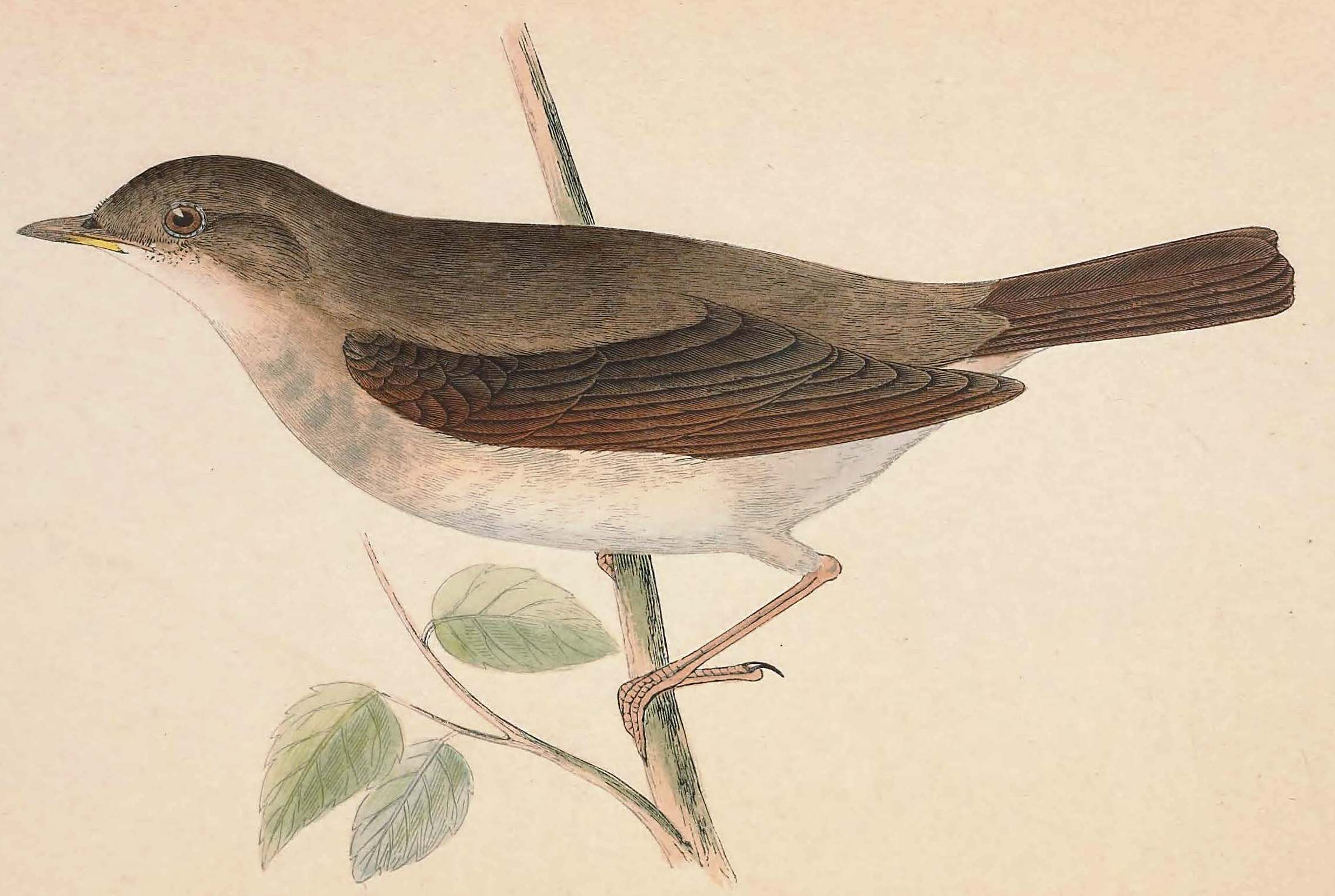
Privighetoarea de zăvoi după Bree.

Tectricele subalare și axilare au o culoare mai ștearsă ocru-cenușie sau mai cenușiu-măslinie decât la privighetoarea roșcată, mai extensiv dungate sau pătate cu brun-măsliniu.
Subcodalele sunt albe sau albicios-murdare sau ocru-albe (nu ocru-ruginii) și au adesea pe părțile laterale câteva dungi transversale sau pete vagi și fine mai întunecate, brune sau brun-măslinii (spre deosebire de privighetoarea roșcată), formate de vârfurile subcodalelor. Dungile transversale de pe subcodale au fost văzute și de Dombrowski la exemplarele din România, el scria „Foarte interesante sunt însă cinci păsări — patru masculi și o femelă — împușcate în pasajul de toamnă, care se evidențiază prin tectricele subcodale galben-ruginii, cu ondulații colțurate transversale brun-ruginii; în mod normal acestea sunt albe, cu un suflu mai mult sau mai puțin gălbui."
Există o anumită variație a coloritului penajului și a aspectului pătat al părților inferioare, iar păsările care cuibăreau lângă Moscova (Rusia) în luna mai aveau o culoare surprinzător mai roșcată deasupra și erau mai puțin pătate pe piept decât cele din Europa Centrală sau Orientul Mijlociu; acestea probabil nu pot fi deosebite după penaj de privighetoarea roșcată cu un colorit mai șters.
Părțile golașe (fără pene). Irisul brun-închis sau negru. Ciocul are o culoare variabilă: brun-închisă, brun-cenușiu-închisă, brun-cornie-închisă sau brun-negricioasă; marginile tăioase și jumătatea bazală a mandibulei inferioare brun-deschise sau cenușiu-cărnii, brun-rozii, roziu-deschise sau gălbui. Umflătura marginală a ciocului (comisura ciocului) este gălbuie, destul de asemănătoare cu cea a puilor recent acoperiți cu pene. Gura galbenă. Picioarele și labele brun-deschise, brun-cărnii, roz-cărnii sau brun-rozii, partea anterioară a tarsului purpurie.

### Vârsta și sexele

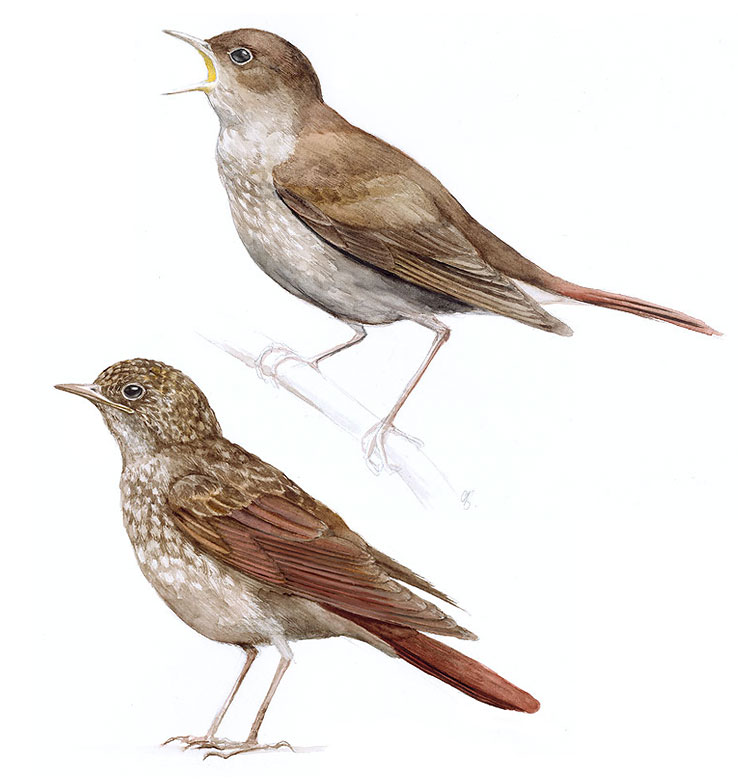
Privighetoarea de zăvoi. Sus - adultul, jos - juvenilul

Vârstele sunt separabile vara și toamna, uneori și primăvara. Determinarea vârstei primăvara necesită de obicei o observație de aproape sau capturarea păsării.
Sexele sunt asemănătoare și nu se pot diferenția după penaj. Se pare că există o suprapunere completă a datelor biometrice între sexe (contrar celor menționate de Cramp și în alte surse). Dittberner H. și Dittberner W. (1989) au afirmat că masculul este în medie mai întunecat și mai intens pestrițat pe piept, dar o serie de specimene din Suedia (din Muzeul Suedez de Istorie Naturală) nu oferă niciun suport pentru aceasta, arătând o suprapunere totală.
Puii din cuib sunt nidicoli și asemănători cu cei ai privighetorii roșcate (Luscinia megarhynchos).
Juvenilul privighetorii de zăvoi (de la mijlocul-sfârșitul verii până în septembrie) este foarte asemănător cu juvenilul privighetorii roșcate (Luscinia megarhynchos), măcăleandrului (Erithacus rubecula) și al câtorva specii înrudite din Asia. De obicei juvenilul privighetorii de zăvoi este mai întunecat decât cel al privighetorii roșcate, cu pete mici mai deschise, mai contrastante, pe vârfurile remigelor terțiare și tectricelor supraalare, dar este destul de variabil atât după culoare de fond, cât și după contrastul și extinderea petelor deschise și este posibil ca juvenilii să nu fie identificați cu siguranță pe teren. Poate fi identificat numai când remigele aripilor au crescut destul de mult pentru a se vedea emarginațiile steagului intern de pe a 3-a remige primară: la privighetoarea de zăvoi, steagul intern este neemarginat sau are o crestătură vagă la 5–8 mm de la vârf; la privighetoarea roșcată, există de obicei o crestătură (emarginație) distinctă la 11–14 mm de la vârf.
Juvenilul este asemănător cu adultul, dar are o culoare brună mai ștearsă, pătată cu ocru pe părțile superioare; pieptul și flancurile cu pete fine dese de culoare închisă în formă de semicercuri mici brun-închise, penele subcodale au vârfurile de culoare întunecată toamna și la începutul iernii. Juvenilul se deosebește de pasărea adultă prin culoarea mai ștearsă brună mai închisă, cu o nuanță măslinie pe cap, iar părțile superioare în mare parte au fiecare pană cu o pată subterminală ocru-deschisă și un tiv negricios pe vârf, formând în ansamblu un aspect intens pătat, mai fin pe cap și față. Vârfurile supraalarelor mijlocii și marginile supraalarelor mari sunt ocru-deschise, mai înguste pe vârfurile supraalarelor primare. Marginile remigelor aripilor și remigelor terțiare sunt de asemenea ocru-deschise, mai înguste pe primele și mai late pe ultimele. Târtița, supracodalele și coada sunt nepătate și au o culoare mai vie, brun-roșcată, iar pe partea superioară a târtiței pot fi câteva dungi transversale întunecate; în mână se poate observa că rectricele cozii au vârfurile ascuțite (rotunjite la adulți). Părțile inferioare sunt ca la adult sau sunt mai intens bălțate sau pătate cu brun-închis și ocru-deschis, formând în ansamblu un aspect vădit solzos întunecat pe laturile și partea inferioară a gâtlejului, pe piept și flancurile superioare; flancurile inferioare, abdomenul până la subcodale sunt albicioase sau alb-cenușii sau ocru-albicioase. Picioarele au de obicei o culoare deschisă variabilă, de la cenușiu-gălbuie până la cenușiu-rozie sau galben-rozie.

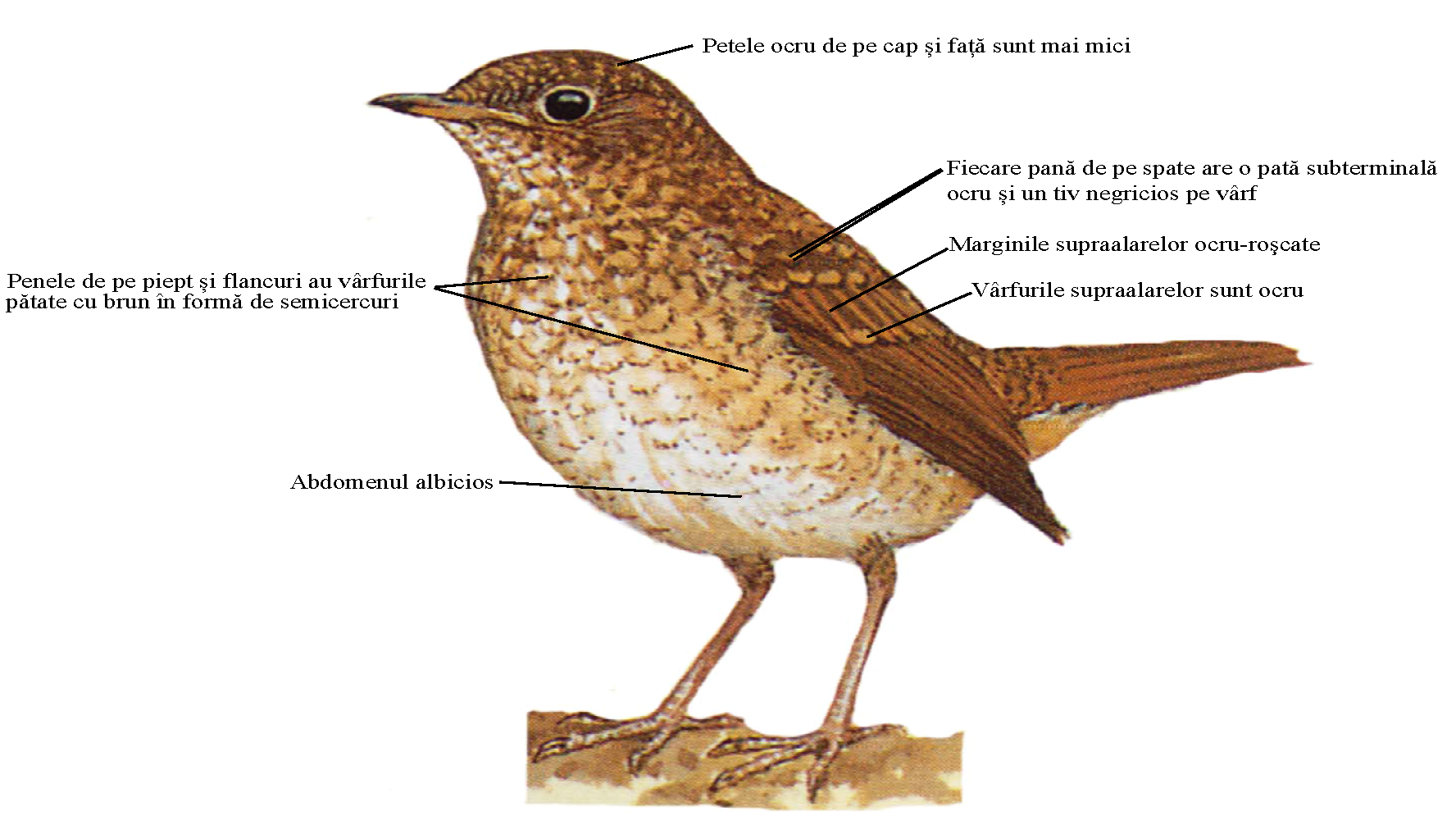
Juvenilul privighetorii de zăvoi

Subadultul în primul an (în prima iarnă și în prima vara) se aseamănă cu adultul, deosebindu-se de el ca la privighetoarea roșcată. Petele ocru-deschise de pe vârfurile supraalarelor mari sau remigelor terțiare păstrate de la juvenil adesea sunt mai distincte decât la subadultul în primul an al privighetorii roșcate, dar uneori sunt greu de văzut; supraalarele mari (în special cele interne) au câteodată urme ale 1–2 dungi subterminale terne negre.
Subadultul în prima iarnă este asemănător cu adultul, dar se deosebește prin petele minuscule ocru (brun-gălbui) de pe vârfurile tuturor sau mai multor remige terțiare și supraalare mari, uneori au și o urmă de pete mici pe unele supraalare primare interne. Uneori sunt reținute de la juvenil câteva vârfuri de culoare deschisă pe supracodalele lungi. Pot năpârli câteva remige terțiare și supraalare mari interne căpătând un aspect uniform ca la adult înainte de migrația de toamnă.
Subadultul în prima iarnă are capul și părțile superioare (până la târtiță) brun-pământii cu o nuanță cenușiu-măslinie. Inelul ocular destul de lat este ocru-deschis, regiunea auriculară cu striații fine ocru-deschise, poate avea o mustață scurtă întunecată, o submustața slab conturată, dar lată, ocru-deschisă sau alb-murdară (care poate fi fin presărată cu pete mici mai întunecate) și o dunga malară întunecată, lată sau îngustă, poate avea porțiunea centrală a gâtlejului alb-murdară presărată cu pete mici mai întunecate. Păstrează de la juvenil (și determinarea vârstei se face mai bine după) vârfurile deschise pe unele supraalare mijlocii și pe toate sau pe unele supraalare mari externe și remige terțiare, primele uneori prezente și la subadultul în prima vară. Păstrează de asemenea de la juvenil marginile fine brun-roșcate pe supraalarele mari, pe supraalarele primare și pe remigele aripilor, și vârfurile fine ocru-deschise de pe supraalarele mari, remigele terțiare și de pe opt remige primare. Supracodalele sunt la fel cu spatele sau au vârfurile de culoare vie brun-roșcată, coada are în întregime o nuanță intensă brun-roșcată sau are rectricele laterale de culoare brună intensă. Pieptul brun-cenușiu, presărat cu pete mai întunecate, devenind mai cenușiu pe flancuri, restul părților inferioare albicioase, vârfurile unor subcodale au o culoare închisă brun-măslinie. Ciocul ca la adult, dar are de obicei o culoare deschisă mai extinsă pe baza mandibulei (se poate vedea de asemenea culoare galbenă a comisurii ciocului la subadultul în prima vară, ca și la subadultul de aceeași vârstă al privighetorii roșcate), picioarele și labele sunt mai brunii sau roz-brunii.
Subadultul în prima vară este asemănător cu adultul, cu excepția că are supraalarele mari, remigele terțiare, remigele aripilor și rectricele cozii păstrate din penajul juvenil și care sunt foarte asemănătoare cu cele uzate ale adultului; poate avea câteva supraalare mari cu vârfuri de culoare deschisă. În general câteva sau mai multe supraalare mari externe au pete ocru (brun-gălbui) minuscule pe vârfuri rămase de la juvenil (dacă nu sunt prea uzate). Rectricele cozii sunt uneori ușor uzate pe vârfuri. Vârfurile remigelor primare lungi sunt uneori puternic erodate, în aceste cazuri o astfel de uzura ajută la determinarea vârstei.
Adultul primăvara are remigele terțiare și supraalarele mari uniform brune, fără pete mai deschise pe vârfuri. Vârfurile rectricelor cozii sunt destul de proaspăt năpârlite. Vârfurile remigelor primare lungi sunt relativ proaspete.
Adultul toamna este asemănător cu adultul primăvara, dar are penajul proaspăt năpârlit, toate remigele terțiare și supraalarele mari sunt de obicei uniform brune, însă foarte rar se poate observa o urmă a unor tivuri subțiri ocru mai deschise în jurul vârfurilor (dar acestea nu au o formă de pete mici distincte).

### Structura și datele biometrice

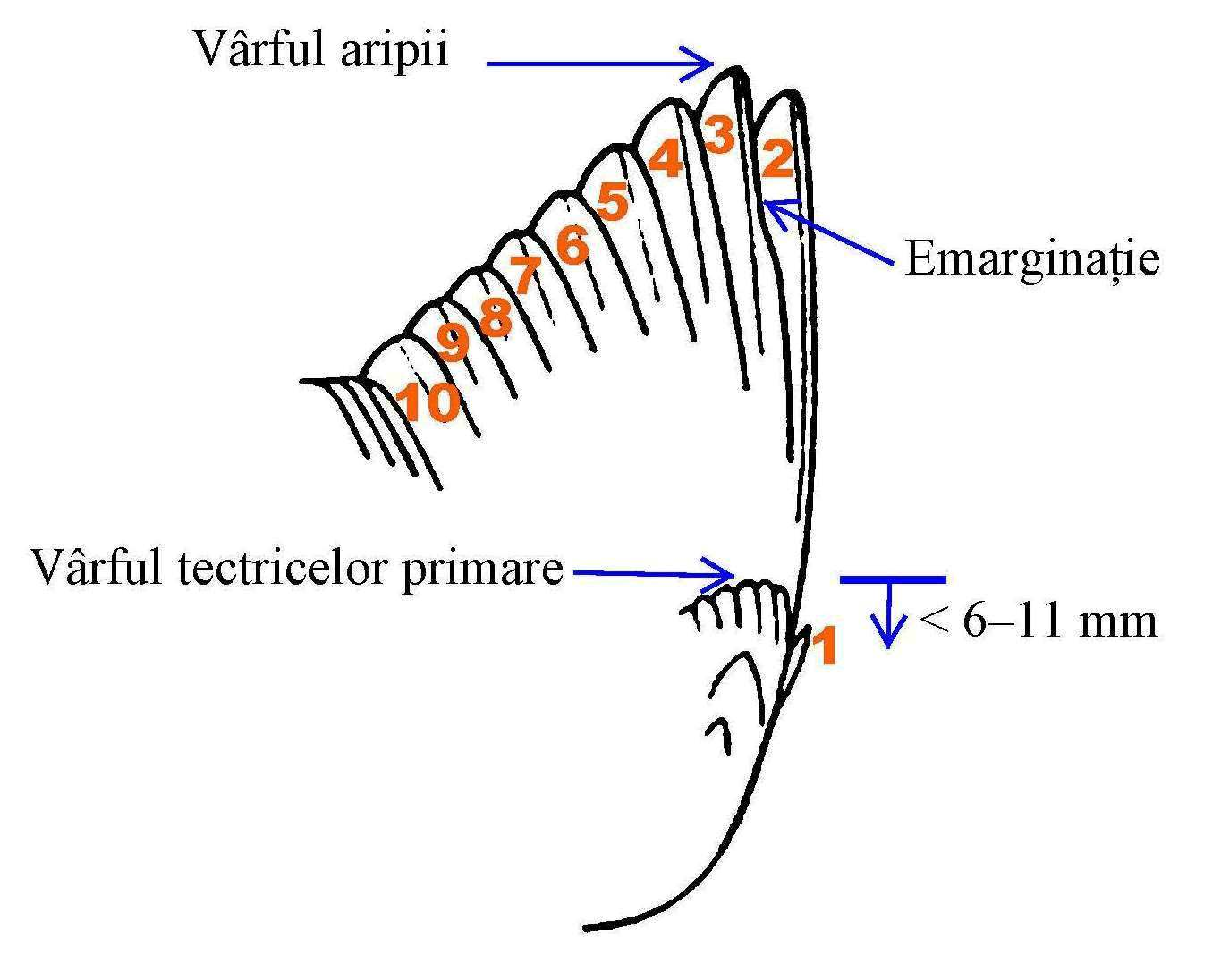
Formula alară. Cifrele indică remigele primare, după Lars Svensson.

Structura este foarte asemănătoare cu cea a privighetorii roșcate, dar formula alară este destul de diferită. Pe aripa nedesfăcută privighetoarea de zăvoi are vizibile opt remige primare care au vârfurile uniform distanțate, în comparație cu șapte la privighetoarea roșcată; de asemenea, la privighetoarea de zăvoi ținută în mână se poate vedea că prima remige primară este foarte scurtă (mai scurtă decât supraalarele primare), dar aceasta este mai lungă la privighetoarea roșcată (mai lungă decât supraalarele primare); steagul extern al remigei primare 3 este emarginat (la privighetoarea roșcată sunt emarginate remigele primare 3 și 4).
Privighetoarea de zăvoi are 10 remige primare (p): p3 este cea mai lungă, p2 cu 2–6 mm mai scurtă decât p3, p4 cu 3–5 mm, p5 cu 6–10 mm, p6 cu 9–12 mm, p7 cu 12–16 mm, p10 cu 21–25 mm; vârful p2 are o lungime egală cu p4 (n = 4), sau puțin mai lung decât la p4 (n = 7), sau puțin mai scurt (n = 3), sau la jumătate distanței dintre p5 și p4. Prima remige primară este foarte mică, rigidă și îngustă; cu 53–63 mm (la adult) sau 51–59 mm (la juvenil) mai scurtă decât p3, cu 6–11 mm (în medie 8,2, n = 6) la adult sau cu 3–8 mm (în medie 5,7, n = 7) la juvenil mai scurtă decât cea mai lungă supraalară primară. Numai steagul extern al remigei primare 3 (p3) este emarginat (p3-p4 la privighetoarea roșcată); steagul intern al p2 este destul de emarginat; steagul intern al p3 uneori este ușor emarginat, la 5–8 mm de la vârf (p3 este destul de emarginată la privighetoarea roșcată, la 11–14 mm de la vârf).
După Shirihai și Svensson formula alară este următoarea: Prima remige primară foarte mică și ascuțită, mai mică decât vârful tectricelor primare cu 6–11 mm, ea este mai mică decât a 2-a remige primară cu 50–56 mm. A 2-a remige primară este mai mică decât vârful aripii cu 2–4,5 mm și egală cu a 4-a remige primară (uneori egală cu a 3/4-a sau a 4/5-a). A 3-a remige primară este cea mai lungă și formează vârful aripii. A 4-a remige primară este mai mică decât vârful aripii cu 3–5 mm. A 5-a remige primară este mai mică decât vârful aripii cu 6,5–10 mm. A 6-a remige primară este mai mică decât vârful aripii cu 9,5–13,5 mm. A 10-a remige primară este mai mică decât vârful aripii cu 21–26 mm. Prima remige secundară este mai mică decât vârful aripii cu 25–29 mm. Pe steagul extern al remigei primare 3 există o emarginație.
Coada este destul de scurtă; rectricea 1 externă (t1) este cu 4–11 mm mai scurtă decât rectricea centrală (t6). Ciocul mai scurt decât la privighetoarea roșcată. Degetul mijlociu cu gheara are 19–22 mm (în medie 20,0 mm, n=10). Restul structurii ca la privighetoarea roșcată.
După Shirihai și Svensson sexele au aceleași dimensiuni. Lungimea totală 15–17,5 cm. Lungimea aripii 84–92,5 mm (n = 31, în medie 88,8 mm). Lungimea cozii 60–70 mm (n = 31, în medie 65,5 mm). Lungimea cozii/lungimea aripii este în medie 73,9%. Lungimea ciocului 14,4–17,4 mm (n = 29, în medie 15,9 mm). Lungimea tarsului 25,0–28,0 mm (n = 29, în medie 26,2 mm). (n = numărul exemplarelor studiate)
Lungimea aripii, cozii, ciocului și tarsului măsurate de Cramp la păsări împăiate (din Muzeul de Istorie Naturală din Tring, Muzeul Național de Istorie Naturală din Leiden, Muzeul Zoologic din Amsterdam) colectate în tot arealul geografic și în tot cursul anului au fost următoarele:
|                       | Mascul | Lungimea (mm) | Lungimea medie (mm) | Numărul exemplarelor studiate (n) | Femela | Lungimea (mm) | Lungimea medie (mm) | Numărul exemplarelor studiate (n) |
| --------------------- | ------ | ------------- | ------------------- | --------------------------------- | ------ | ------------- | ------------------- | --------------------------------- |
| Lungimea aripii       |        | 87–94         | 90,8                | 17                                |        | 84–90         | 87,9                | 18                                |
| Lungimea cozii        |        | 62–70         | 65,6                | 14                                |        | 60–67         | 63,1                | 18                                |
| Lungimea ciocului (S) |        | 16,3–17,8     | 17,1                | 14                                |        | 15,7–17,3     | 16,6                | 17                                |
| Lungimea ciocului (N) |        | 7,9–9,6       | 8,9                 | 14                                |        | 7,8–9,4       | 8,6                 | 18                                |
| Lungimea tarsului     |        | 26,3–28,3     | 27,2                | 14                                |        | 26,2–28,3     | 27,3                | 18                                |

Ciocul (S) măsurat până la craniu, ciocul (N) măsurat până la colțul distal al nării; culmenul expus a fost în medie cu 4,4 mm mai mic decât ciocul (S). Diferențele sexuale au fost semnificative pentru aripă, coadă și cioc (S). Măsurătorile subadultului în primul an cu aripa juvenilă și coada păstrate au fost asemănătoare cu cele ale adultului. În Etiopia, 28 de păsări vii avea lungimea aripii 82–93 mm (în medie 88,9).
Măsurile a douăsprezece păsări clocitoare capturate de Dombrowski în România sunt următoarele:
| Sexul și etatea | Diferența de mărimi | Lungime (cm) | Lungimea aripei (cm) | Lungimea cozii (cm) | Tarsul (cm) | Lungimea ciocului (cm) |
| --------------- | ------------------- | ------------ | -------------------- | ------------------- | ----------- | ---------------------- |
| 6 ♂ ad.         | Max.                | 18,2         | 9,2                  | 7,5                 | 2,8         | 1,3                    |
|                 | Min.                | 17,5         | 8,5                  | 7                   | 2,5         | 1,1                    |
| 6 ♀ ad.         | Max.                | 18           | 9                    | 7,3                 | 2,7         | 1,3                    |
|                 | Min.                | 17,3         | 8,3                  | 6,8                 | 2,5         | 1,1                    |

Greutatea. În Bielorusia 5 masculi aveau vara 25–30 g, în medie 27 g. În Germania de Est, la sfârșitul lui mai și începutul lui iunie 6 masculi aveau 23–27 g (în medie 24,5), 2 femele aveau 25 și 26 g. Lângă Budapesta (Ungaria) 3 masculi aveau în mai 26–28 g (în medie 27,0), în iulie în medie 22,0 g, în august 44 masculi aveau în medie 26,0 g, în septembrie 16 masculi aveau în medie 30,2 g. În Kazahstan în mai-septembrie 5 masculi aveau 18–31 g (în medie 24,0), 5 femele aveau 20–27 g (în medie 24,0). În Cipru toamna 16 păsări aveau 25–32 g (în medie 27,2). În Egipt în septembrie-octombrie 33 păsări aveau 21–30 g (în medie 24,4). În Etiopia în octombrie-noiembrie 24 păsări aveau 21–28 g (în medie 23,9); în decembrie-februarie 3 păsări aveau 18–20 g (în medie 19,0); la începutul lui aprilie o pasăre avea 34,1 g. În Kenya în octombrie-ianuarie 87 păsări aveau 19–29 g (în medie 23,3). În Kenya și Zambia în septembrie-ianuarie 5 păsări aveau 19–25 g (în medie 22,1), în martie în medie 28 g. În Malawi (date aproximative, citite de pe grafic) în decembrie 27 păsări aveau 22–28 g (în medie 24,0), în ianuarie 20 păsări aveau 22–28 g (în medie 24,5), în martie, 7 păsări aveau 24–33 g (în medie 27,5), în aprilie aveau în medie 29 g. În Kenya la mijlocul lui aprilie 19 păsări aveau în medie 28,2 g. În Azrak (Iordania) primăvara 11 păsări aveau 20–25 g (în medie 21,3). Păsările hoinare în vestul Europei: 2 păsări aveau primăvara 19,7 g și 21,6 g; toamna 9 păsări aveau 23–35 g (în medie 29,6).

## Specii asemănătoare

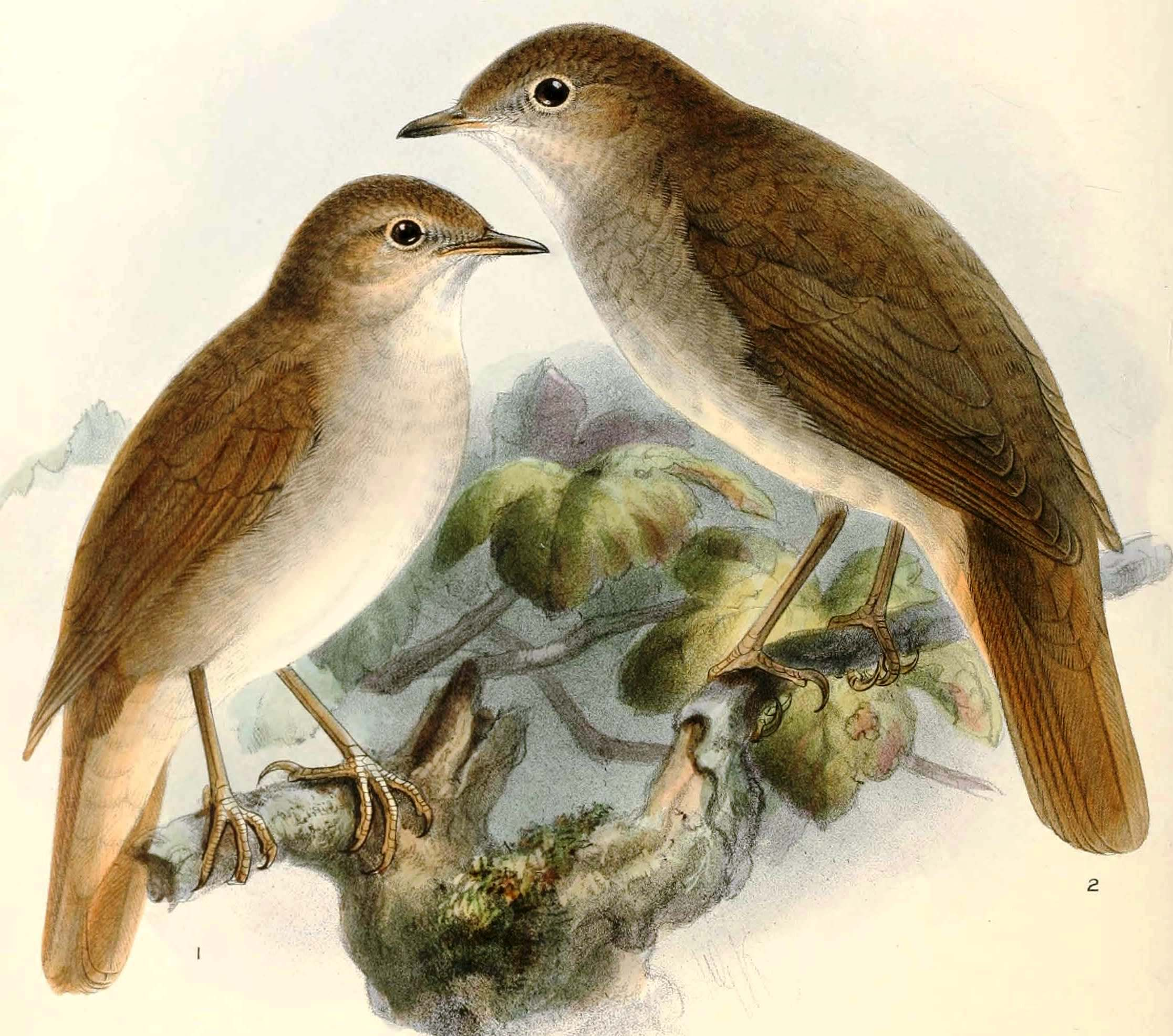
1. (în stânga) Privighetoarea roșcată (Luscinia megarhynchos); 2. (în dreapta) Privighetoare de zăvoi (Luscinia luscinia), după Dresser.

Privighetoarea de zăvoi este cel mai des confundată cu privighetoarea roșcată (Luscinia megarhynchos), iar unii indivizi nu pot fi întotdeauna identificați pe teren cu certitudine (sau pot fi hibrizi).
Privighetoarea de zăvoi se asemăna cu privighetoarea roșcată prin aceea că este o pasăre prudentă, cu un penaj modest colorat și ochiul mare, accentuat de un inel ocular îngust de culoare deschisă. Stă pitită undeva aproape de pământ sau pe pământ, unde are o ținută destul de verticală și se mișca prin salturi pe picioarele sale destul de lungi, roz-deschise. Coada sa rotunjită este rar mișcată încet în sus și în jos, fluturată și parțial ridicată, dar de obicei își ține coada mai mult nemișcată și nedesfăcută.
Privighetoarea de zăvoi adultă are părțile superioare de culoare ștearsă, brună mai cenușie (dar unele pot avea o nuanță vie brună), coada are o nuanță slab roșiatică sau brun-roșcată (de obicei contrastează mai mult în primii ani); subcodalele sunt albicioase sau ocru-albe (nu ocru-ruginii), și pot fi fin pătate cu pete mai întunecate sau mai brunii; în plus, adulții vara au pieptul mai șters, brun-cenușiu, și pot avea o submustață de culoare deschisă sau albicioasă și o dunga malară brun-cenușie pe laturile gâtlejului.
În timp ce la privighetoarea roșcată părțile superioare au o culoare vie brun-roșcată, coada și supracodalele mai viu colorate cu roșcat și prin urmare acestea sunt mai contrastante, privighetoarea de zăvoi are părțile superioare de culoare mai întunecată, mai ștearsă, brun-măsliniu-închisă sau brun-pământie sau brun-cenușie, supracodalele și coada au o nuanță slab roșcată (au o nuanță întrucâtva mai roșcată decât restul părților superioare, dar nu la fel de roșiatic-aprinsă sau vie ca la privighetoarea roșcată) și prin urmare există un contrast mai redus între părțile superioare și coadă. Această diferență a culorii cozii este destul de evidentă în timpul zborului, chiar dacă pasărea se cufundă în vegetație. Unele privighetori de zăvoi au o culoare brună mai vie deasupra, iar unii indivizi sunt foarte problematici. În consecință, este necesară o prudență atunci când se identifică o potențială privighetoare de zăvoi, mai ales toamna. De la o distanță foarte mică sau ținută în mână, la privighetoarea de zăvoi se poate vedea că penele alulei au două culori, cu centrul întunecat și marginile deschise (ca și restul aripii), în contrast alula este mai uniform colorată la privighetoarea roșcată.
La privighetoarea roșcată părțile inferioare au o culoare uniformă albicioasă sau alb-gălbuie, pieptul adesea ușor mai întunecat, cenușiu-bruniu, fără pete sau vermiculații, sprânceana vagă și laturile gâtului au o culoare cenușiu-catifelată. La privighetoarea de zăvoi pieptul este evident mai întunecat, brun sau brun-cenușiu (asemănător cu culoare părților superioare) și este discret și fin pătat sau vermiculat. Petele și vermiculațiile pot fi greu de văzut, dar sunt vizibile într-o lumină bună. Aceste pete pot continua pe flancuri și laturile subcodalelor. De asemenea, are flancurile mai brunii. Privighetoarea de zăvoi are adesea o dungă malară distinctă pe laturile gâtlejului de culoare cenușiu-măslinie mai închisă, ciocul ceva mai gros și mai scurt, și multe au colțul gurii (comisura ciocului) galben evident, destul de asemănător cu cel al puilor recent acoperiți cu pene (dar și multe priveghetori roșcate au colțul gurii galben într-o oarecare măsură). Privighetoarea roșcată are pieptul mai uniform colorat și nu are dungi malare pe laturile gâtlejului sau are numai o urmă foarte vagă a unei dungi malare mai întunecate. Unele privighetori roșcate pot avea dungi malare pe gâtlej destul de evidente, precum și o nuanță cenușie pe piept, cu un aspect pătat evident. Aceste detalii sunt evidente mai ales toamna, când vârfurile deschise ale penelor de pe pieptul cenușiu pot da un aspect vag pătat pieptului. Primăvara se poate observa și o mică dungă pectorală pe piept și un aspect pătat foarte vag pe laturile pieptului. La privighetoarea de zăvoi subcodalele au o nuanță ocru-albă sau crem-cenușie și au adesea câteva pete sau dungi transversale întunecate, măslinii, pe laturi (spre deosebire de privighetoarea roșcată la care subcodalele au o nuanță uniformă ocru-roșcată). La privighetoarea de zăvoi subalarele și axilarele au o culoare mai ștearsă și mai cenușiu-măslinie decât la privighetoarea roșcată, mai extensiv dungate sau pătate cu brun-măsliniu. 

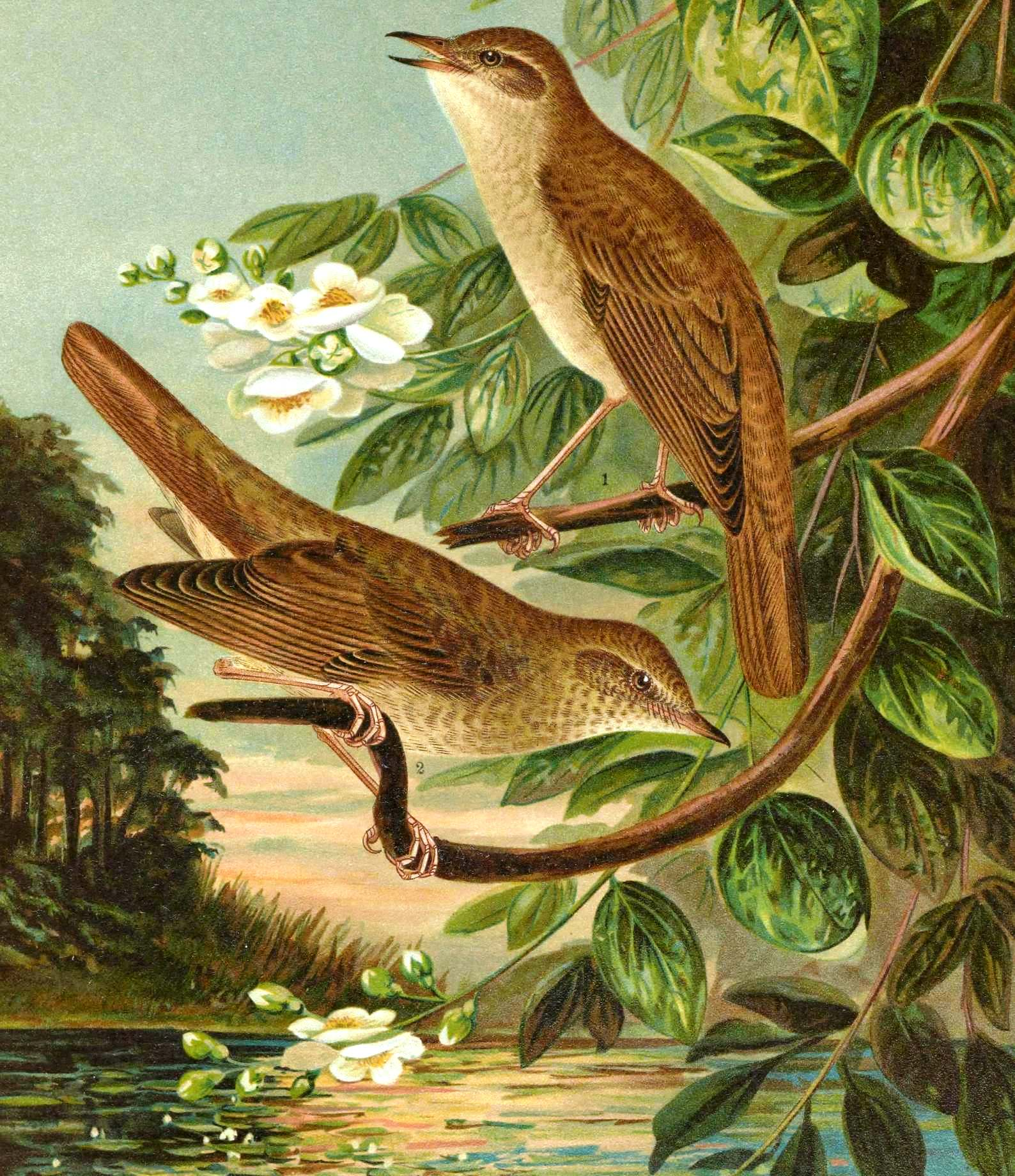
1.(sus) Privighetoarea roșcată (Luscinia megarhynchos); 2. (jos) Privighetoare de zăvoi (Luscinia luscinia), după Naumann.

Subspecia estică golzii a privighetorii roșcate are vârfurile supraalarelor mijlocii și marginile supraalarelor mari de culoare deschisă sau ocru-albicioasă, această culoare fiind mai vădită în penajul proaspăt de toamnă, dar încă vizibilă în penajul uzat de primăvara, aceste culori fiind absente la privighetoarea de zăvoi. În Caucaz, subspecia africana a privighetorii roșcate este mai puțin brun-roșcată pe cap și pe părțile superioare până la coadă, are o nuanță ușoară cenușie pe piept și flancurile superioare și adesea este confundată cu privighetoarea de zăvoi, dar este mai deschisă pe cap, părțile superioare și coadă, fără o culoare mai închisă sau brun-cenușie pe părțile superioare și fără o culoare vie sau brun-roșcată pe coada; subspecia africana are părțile inferioare mai deschise, fără vreo urmă de dunga malară sau fără o culoare întunecată pe laturile gâtlejului și pieptului, și se distinge ușor prin cântecul său.
Văzută la o distanță foarte mică privighetoarea de zăvoi are vizibile opt remige primare pe aripa nedesfăcută, care au vârfurile uniform distanțate, în comparație cu șapte la privighetoarea roșcată. La privighetoarea de zăvoi ținută în mână se poate vedea că prima remige primară este foarte scurtă și nu depășește tectricele supraalare primare în repaus, dar aceasta este mai lungă la privighetoarea roșcată, mai lungă decât supraalarele primare (la privighetoarea de zăvoi prima remige primară este mai mică cu 1–10 mm decât vârfurilor tectricelor supraalare primare, la privighetoarea roșcată ea este cu 1–5 mm mai mare). La privighetoarea de zăvoi steagul extern al remigei primare 3 este emarginat (la privighetoarea roșcată sunt emarginate steagurile externe ale remigelor primare 3 și 4). Aceste diferențe sunt de puțină folosință pe teren, dar pot fi vizibile pe fotografii de bună calitate (și sunt caracteristici esențiale a identificării păsării capturate).
Privighetoarea roșcată își mișca încet coada în jos și în sus și o răsfiră în semi-evantai, în timp ce privighetoarea de zăvoi își ține coada mai mult nemișcată și nedesfăcută. Însă această diferență probabil este valabilă numai pentru populațiile estice ale privighetorii roșcate, care au de obicei coada nițel mai lungă decât populațiile europene.
Privighetoarea de zăvoi poate fi confundată și cu subspeciile estice (mai ales cu galactotes și syriaca) ale măcăleandrului roșcat (Cercotrichas galactotes), dar privighetoarea de zăvoi nu are lorul (lorum), dunga oculară de peste ochi și submustața destul de vădite și negre, iar sprânceana albă lată este absentă, dar are aripile de culoare uniformă (fără tivuri ocru-deschise pe marginile supraalarelor și remigelor) și coada este uniform colorată (fără o dungă subterminală neagră și fără alb pe vârfurile rectricelor).
Imaturul sau subadultul în primul an al măcăleandrului cu gât alb (Irania gutturalis) este inițial asemănător cu privighetoarea de zăvoi, dar este puțin mai mare, mai cenușiu pe cap și părțile superioare, are coada neagră contrastantă (adesea ținută ridicată) și flancurile portocaliu-deschise.
Privighetoarea de zăvoi diferă de femela gușii roșii siberiene (Calliope calliope) prin talia un pic mai mare, coada mai lungă, ținută în mână se poate vedea că are numai o remige primară emarginată (la gușa roșie siberiană sunt emarginate trei remige primare), supracodalele și coada sunt mai roșcate, pieptul, flancurile și uneori partea inferioară a abdomenului au o culoare mai ștearsă, cenușie sau alb-cenușie.
Privighetoarea de zăvoi se aseamănă și cu unii sturzi americani din genul Catharus, în special cu sturzul pitic pătat (Catharus guttatus), care este de asemenea brun deasupra, cu supracodalele roșu-ruginii, dar acest sturz este mai mare, are gâtlejul și pieptul albicioase cu pete sau striații negre distinctive, și un colorit al părții inferioare al aripii caracteristic pentru toate speciile genului Catharus cu dungi late albe și întunecate.
Toate speciile de codroș (Phoenicurus) sunt inițial asemănătoare cu privighetoarea de zăvoi, dar în general sunt mai mici, mai deschise la culoare și au coada mai viu colorată cu roșu cu rectricele centrale mai întunecate, mai brunii.

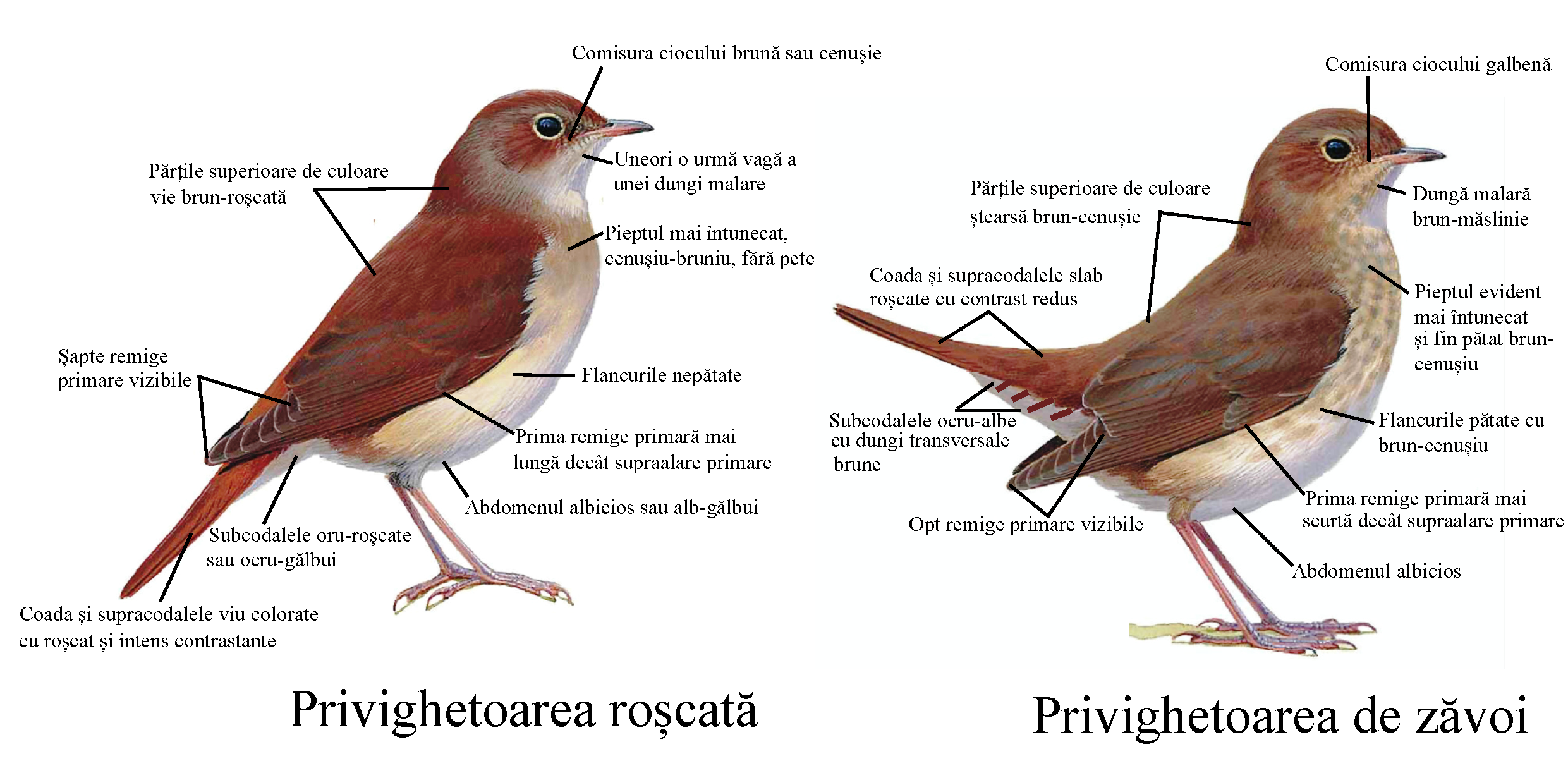
Privighetoarea roșcată și privighetoarea de zăvoi

## Năpârlirea

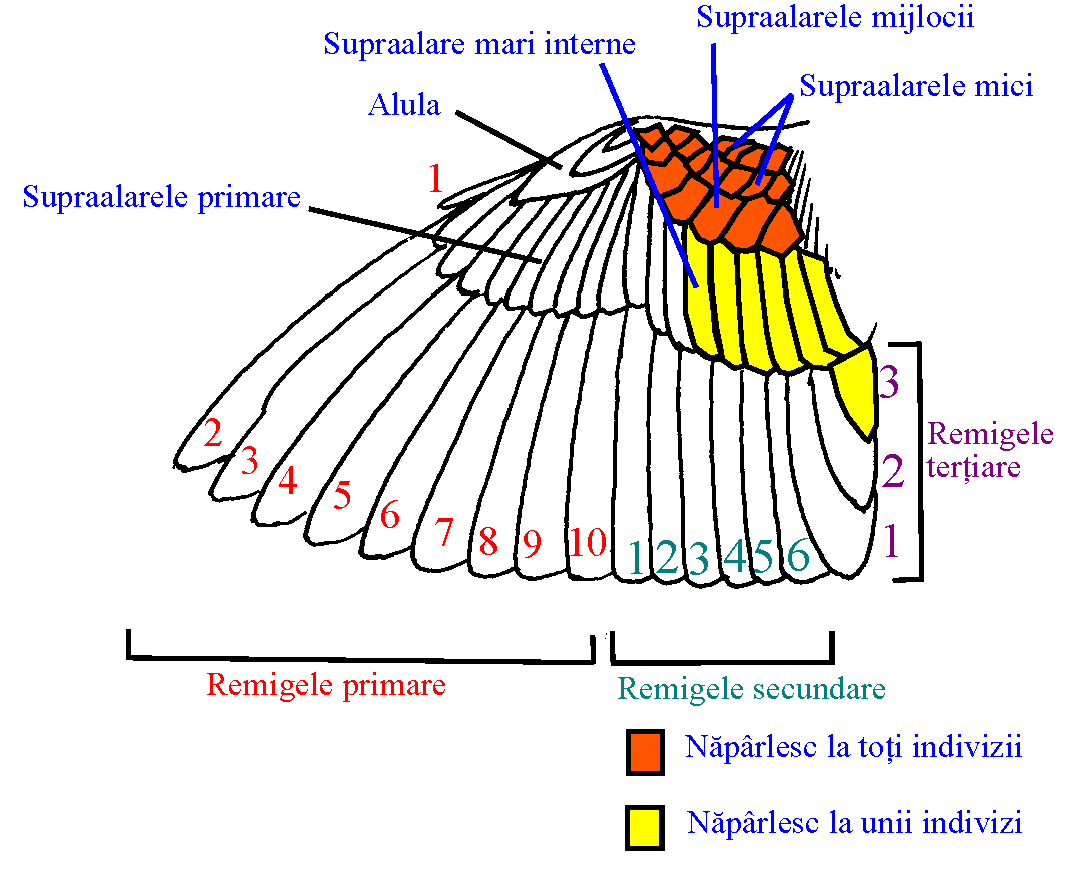
Năpârlirea post-juvenilă parțială a aripii

Adultul năpârlește complet odată pe an în perioada postnupțială; remigele primare năpârlesc descendent. Năpârlirea postnupțială completă are loc de la sfârșitul lui iunie până în august înainte de migrația de toamnă. Năpârlirea decurge rapid și este finalizată în c. 30 zile. În estul Germaniei, năpârlirea începe în prima săptămână după ce puii au părăsit cuibul, cu a 10-a remige primară care năpârlește și cade de obicei între 25 iunie și 5 august (în principal pe la 10 iulie). (Notă: se folosește numerotarea ascendentă a remigelor). Năpârlirea remigelor primare decurge foarte rapid, până la 6 pene năpârlesc simultan, făcând pasărea aproape incapabilă să zboare; năpârlirea remigelor primare este finalizată cu creșterea din nou a remigelor primare p1-p2 după 32–35 de zile. Remigele terțiare și rectricele cozii năpârlesc aproape în același timp când cad remigele primare p6-p7; secvența năpârlirii remigelor terțiare este t2-t3-t1, rectricele cozii năpârlesc centrifugal, dar multe pene și uneori toate pot crește simultan. Remigele secundare încep să năpârlească cu a 10-a remige secundară după ce au căzut remigele primare p3-p4; remigele secundare s5-s9 cad în timpul creșterii remigei primare p2 și adesea năpârlirea remigelor secundare nu este finalizată complet când toate remigele primare sunt noi. În Rusia năpârlirea începe în a doua jumătate a lui iulie și este finalizată în a doua jumătate a lui august. În Republica Moldova năpârlirea păsărilor adulte începe în a doua decadă a lunii iulie. În august se schimbă remigele aripilor și rectricele cozii.
Năpârlirea post-juvenilă este parțială: năpârlesc toate penele capului și corpului și majoritatea tectricelor supraalare (supraalarele mici și mijlocii), dar nu și remigele aripilor, rectricele cozii sau supraalarele primare. Năpârlirea poate include câteva remige terțiare și 0–5 supraalare mari interne. Secvență aproximativă a năpârlirii post-juvenile este următoarea: spatele → laturile pieptului → abdomenul → mantaua și scapulare → pieptul → gâtul → creștetul → fruntea, laturile capului și regiunea auriculară. Năpârlirea post-juvenilă parțială are loc în iunie-august. Juvenilii își schimbă penajul juvenil în penajul subadultului în primul an la câteva zile de la părăsirea cuibului, înainte ca remigele aripilor și rectricele cozii să crească complet; năpârlirea este finalizată în mare măsură în 18 zile. În Republica Moldova năpârlirea juvenililor începe mai devreme decât la adulți - de la sfârșitul lunii iunie și continuă până la mijlocul lunii iulie.

## Habitatul

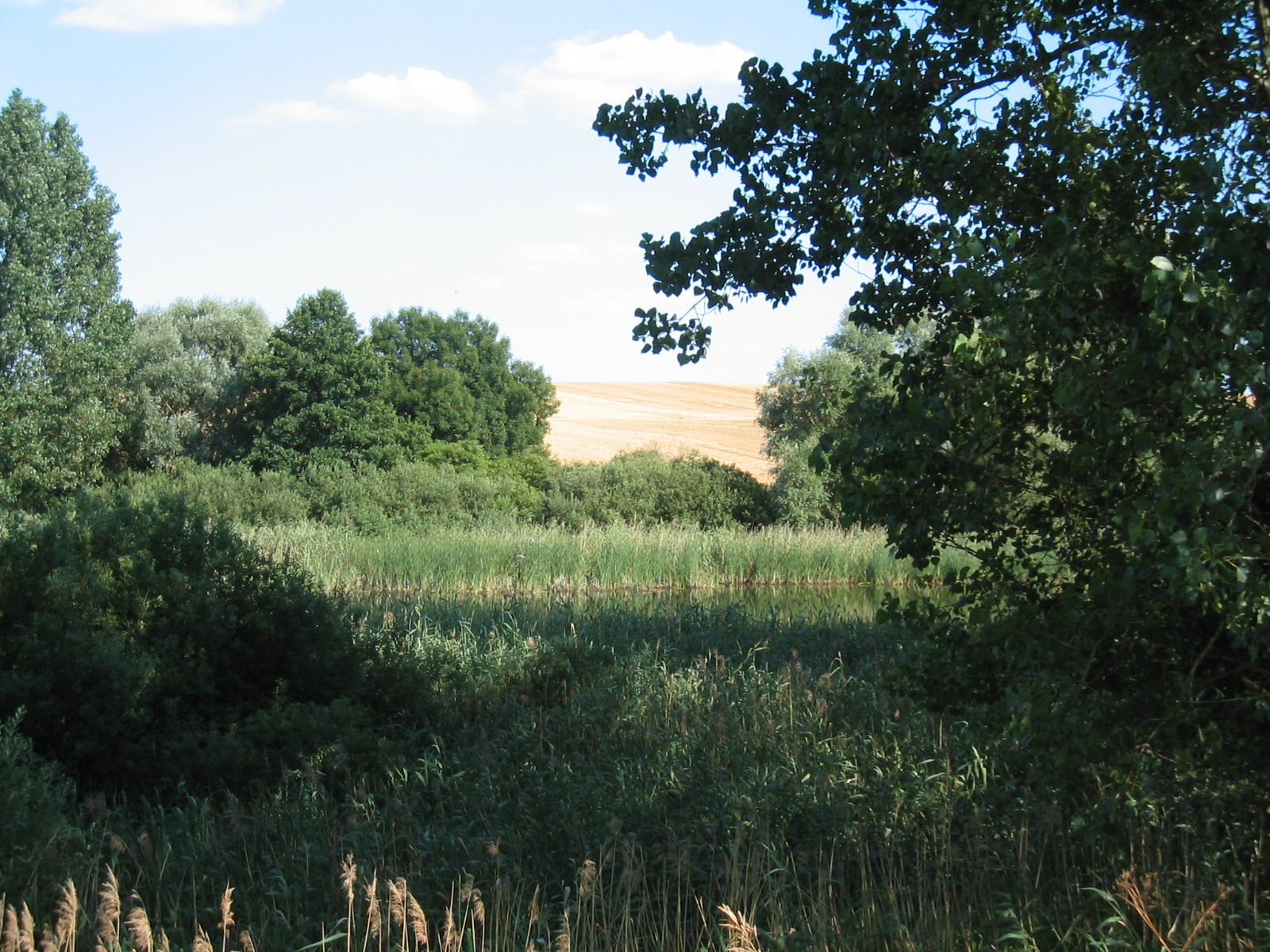
Habitatul preferat al privighetorii de zăvoi sunt pădurile dese de foioase de câmpie cu subarboret abundent din zonele umede.

Habitatul este destul de asemănător cu cel al privighetorii roșcate (Luscinia megarhynchos). Trăiește în locurile de cuibărit în regiuni temperate mai continentale, mai estice și mai nordice, cu suprapunerea zonelor boreale și de stepă la latitudini mijlocii, între izotermele 17–25°C din iulie.
Cuibărește în vegetația deasă, adesea înaltă, din regiunile de câmpie, cu un covor vegetal bogat, de obicei în tufișuri, arbori mici și arbuști din văile râurilor de câmpie, din luncile inundabile și în pădurile riverane, adesea de-a lungul malurilor râurilor, în păduri de foioase sau mixte de la marginile apelor, în special în păduri de carpen sau fag, la marginile lacurilor, mlaștinilor sau bălților, inclusiv în arinișuri, sălcișuri, desișuri de frasin, mesteacăn, alun și plop, cu un strat vegetal substanțial de muri și urzici. Cuibărește și în regiuni mai aride în vegetația secundară, de ex. în păduri regenerate pe terenurile complet defrișate, în parcele mici de pădure (mai puțin de 1 ha) cu copaci tineri de foioase, în tufișuri dese de la marginile pădurilor (în special de-a lungul drumurilor și căilor ferate), precum și în livezi, în tufărișurile din parcuri (inclusiv în orașele mari), grădini mari și cimitire neperturbate.

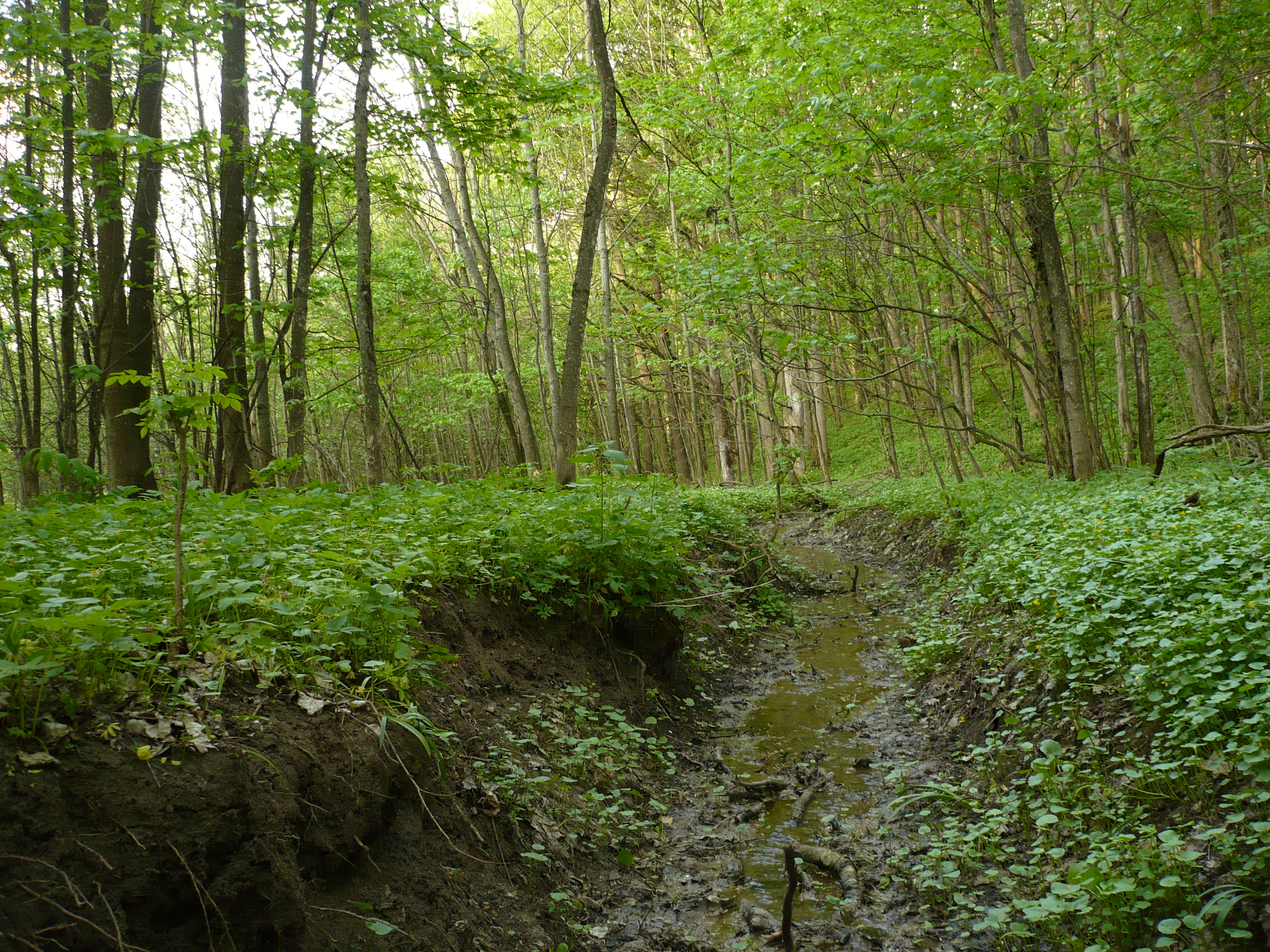
Privighetoarea de zăvoi cuibărește adesea în râpele acoperite cu vegetație.

Elementele esențiale ale habitatului sunt humusul moale și adânc, cu solul acoperit de obicei cu un covor de frunze uscate, cu petice de ierburi înalte și dese (inclusiv petice de urzici abundente), și cu o mulțime de tufe înalte, arbuști sau arbori mici care formează desișuri sau păduri deschise, de obicei de-a lungul malurilor râurilor sau în apropierea apelor stătătoare sau în depresiuni umede, de regulă în văile râurilor sau în câmpiile joase. Prezența arborilor înalți, chiar din păduri, este acceptabilă, cu condiția ca coroanele arborilor să nu fie prea apropiate încât să inhibe dezvoltarea tufărișului din etajul inferior, așa cum se întâmplă obișnuit de exemplu în cazul coniferelor.
În centrul și est-centrul Europei, cuibărește în pădurici de arini (Alnus), dar și în mici depresiuni umede, la marginile iazurilor și în excavații acoperite cu tufe de salcie (Salix), frasin (Fraxinus), mesteacăn (Betula), plop (Populus) și alun (Corylus), care cresc deasupra desișurilor abundente de urzici (Urtica) și mur (Rubus); cuibărește de asemenea în peticele defrișate din păduri cu regenerare abundentă a vegetației și mai rar în livezi, parcuri și cimitire.
În zonele în care se suprapun locurile de cuibărit ale privighetorii de zăvoi cu cele ale privighetorii roșcate (Luscinia megarhynchos) și are loc concurența interspecifică între ele pentru locurile de cuibărit, privighetoarea de zăvoi cuibărește de obicei în zone mai umede, iar privighetoarea roșcată se limitează obișnuit la locuri mai aride din spectrul său mai larg de habitate. Hotarele bine definite și trainice ale arealelor ambelor specii implică în mod clar limite critice ale acceptabilității habitatelor, în care cerințele climatice și nutriționale pentru pui se pot dovedi nu mai puțin determinante decât caracterul și forma vegetației. Se pare că privighetoarea de zăvoi este chiar mai repulsivă față de regiunile înalte sau accidentate decât privighetoarea roșcată, dar în Rusia cuibărește în defileurile acoperite cu vegetație.

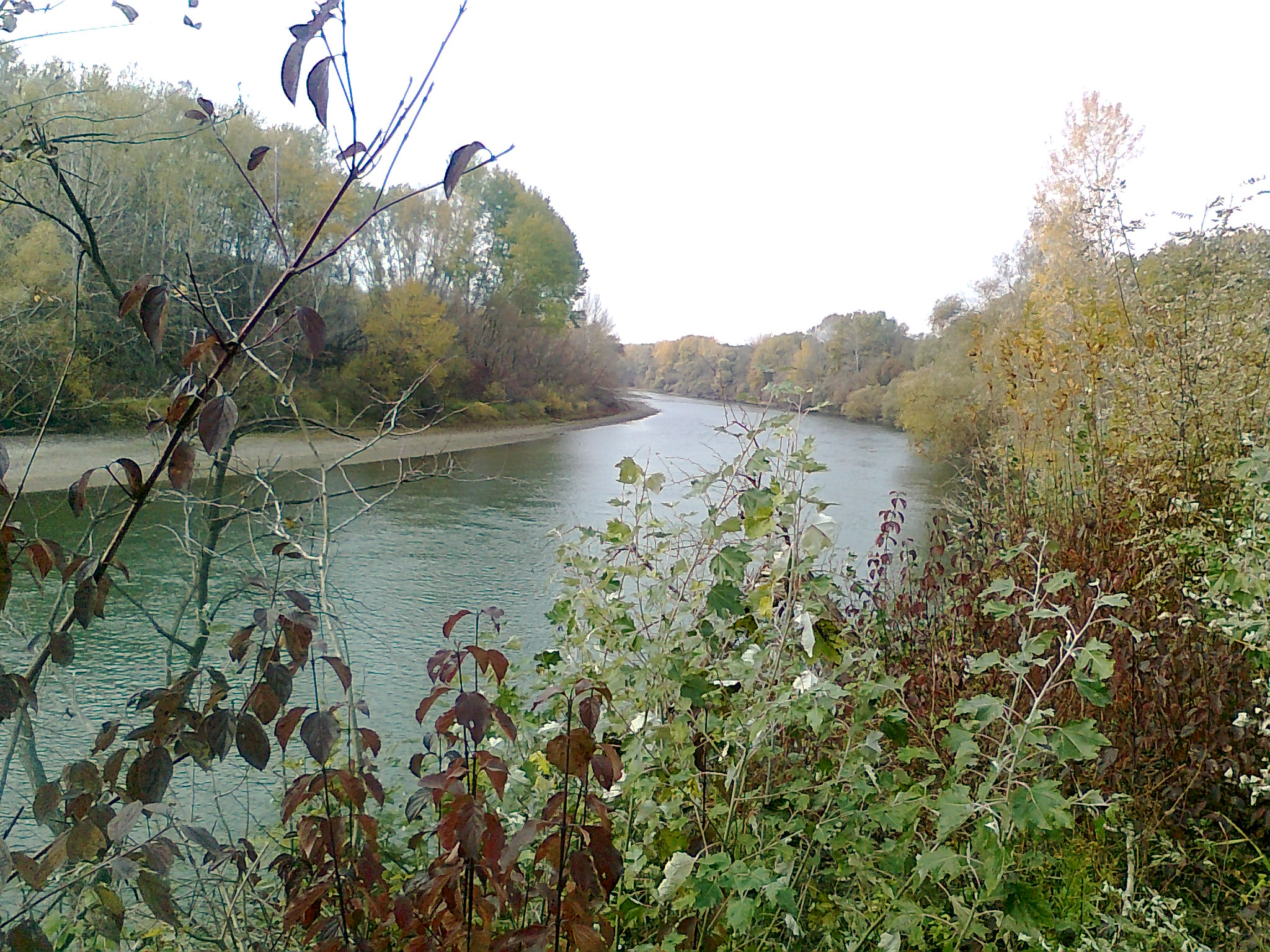
Privighetoarea de zăvoi poate fi adesea auzită în zăvoaiele luncii Prutului.

În cartierele de iarnă africane separarea geografică poate fi din nou mai importantă decât diferențele de habitat. Aici trăiește pe suprafețe destul de restrânse în vegetația deasă și abundentă, pe care le împarte uneori cu privighetoarea roșcată, de obicei în zone umede sau parțial umede, inclusiv pe malurile râurilor, pâraielor, șanțurilor și canalelor de drenare, acoperite de vegetație, în stufărișuri, desișuri luxuriante de euforbie (Euphorbia) și lantană (Lantana) și în subarboretul din pădurile de foioase luminoase sau deschise, dar și în zone mai uscate sau mai aride, inclusiv în uedurile din deșert și tufișurile spinoase, mai ales sub altitudini de 1500 m. În sudul Africii ocupă petice mici de vegetația deasă, de ex. gardurile vii de euforbie sau de lantană.

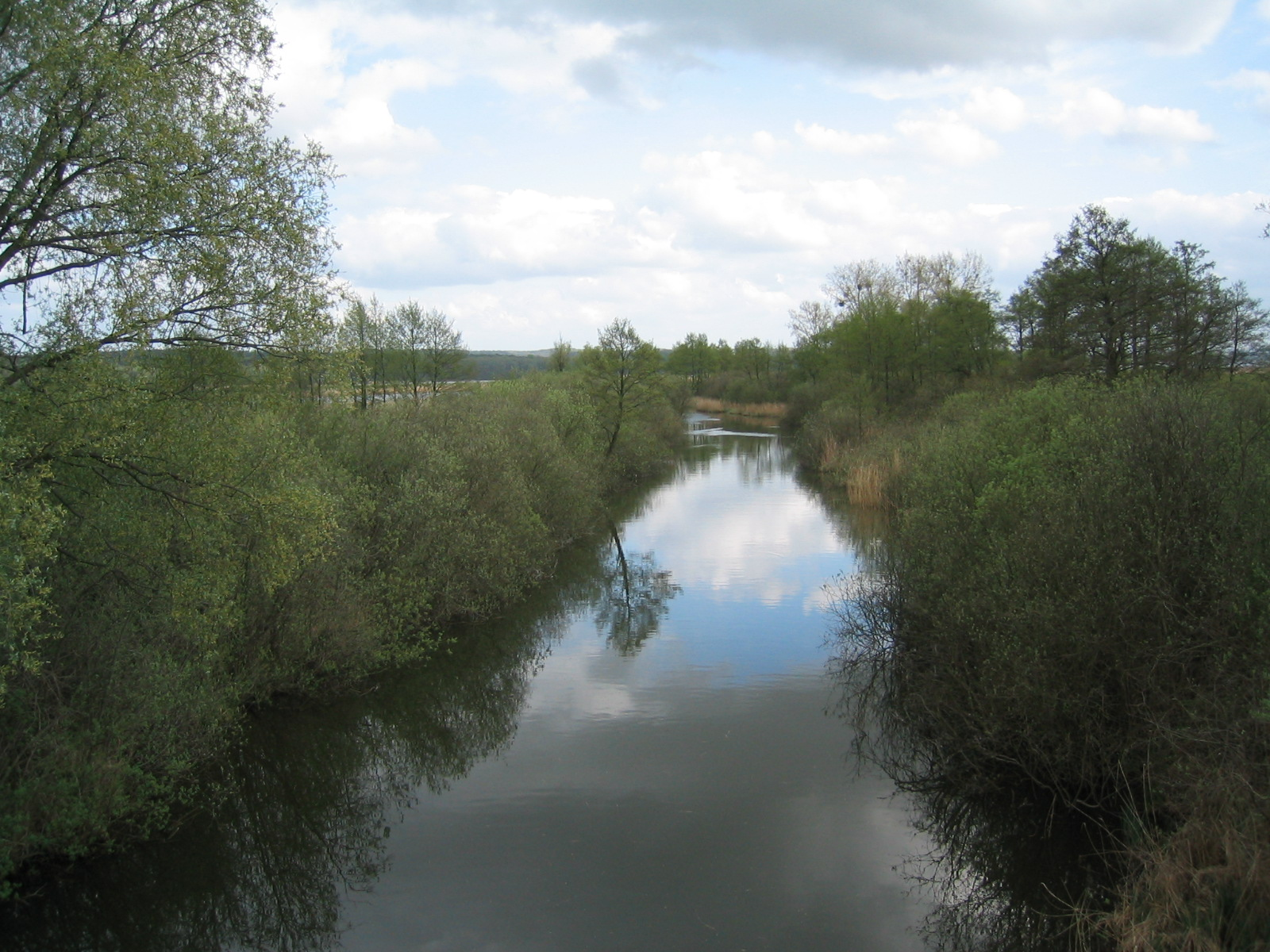
Privighetoarea de zăvoi adesea cuibărește în tufișurile de pe malurile apelor.

În timpul pasajului este întâlnită în habitate mai uscate și mai variate similare cu cele din cartierele de iarnă, de ex. în tufărișuri, desișuri și hățișuri, garduri vii și mangrove (de-a lungul coastei Mării Roșii a Sudanului), până la 2200 m în estul Africii.
În România ca specie clocitoare (începând din martie și până în septembrie) este prezentă aproape în toată țara, mai ales în partea de nord și nord-est, ajungând în zonele montane până la 800 m altitudine. Este o specie mai termofilă decât privighetoarea roșcată, iubind pădurile umede. S-au întâlnit cazuri de coabitare a ambelor specii de privighetoare în aceeași nișă ecologică. Manifestă preferință pentru solurile umede, sau aproprierea de un curs de apă. Habitatul specific este reprezentat de crângurile și pădurile dese de foioase de câmpie (de preferință arini și mesteceni), cu subarboret (tufișuri și desișuri) abundent și vegetație perenă multă și văile râurilor și luncile cu vegetație joasă. Cântecul ei melodios răsună în cursul lunii mai în toate pădurile mai umede, indiferent de poziția lor. Cursurile de apă și zăvoaiele care sunt inundate deseori, cu vegetație bogată, mai ales cele acoperite cu tufișuri dese de sălcii și mure, sunt locuri prielnice pentru instalarea cuibului. Dombrowski a găsit-o frecvent pe malurile Ialomiței. Apare și în habitate antropice precum sunt parcurile mari sau grădinile și livezile mari cu tufișuri dese din localități. În pasajul de toamnă am putea spune că năvălește în țară și se pot captura foarte multe exemplare, și o găsim pretutindeni, chiar și în grădinile din centrul Bucureștilor.
În Republica Moldova este o specie comună, populând cele mai diverse ecosisteme silvice. Habitatele preferate ale speciei sunt pădurile cu arbori mari și cu subarboret des și sol umed, râpele, zăvoaiele și luncile acoperite cu vegetație, marginile pădurilor și poienile cu tufișuri dese. Rareori vizitează livezile, în principal cele în care există tufișuri dese. Adesea trăiește în grădinile și parcurile din localități.

## Vocea
Vocea privighetorii de zăvoi a fost studiată pe scară largă. Seamănă foarte mult cu vocea privighetorii roșcate (Luscinia megarhynchos), dar cântecul ei poate fi distins de o ureche exersată. Strigătele se deosebesc cu greu după funcția lor și mai multe se pare că transmit un amestec de sunete de contact, excitare și de alarmă temperată, în funcție de accentuarea, timbrul lor etc.

### Cântecul

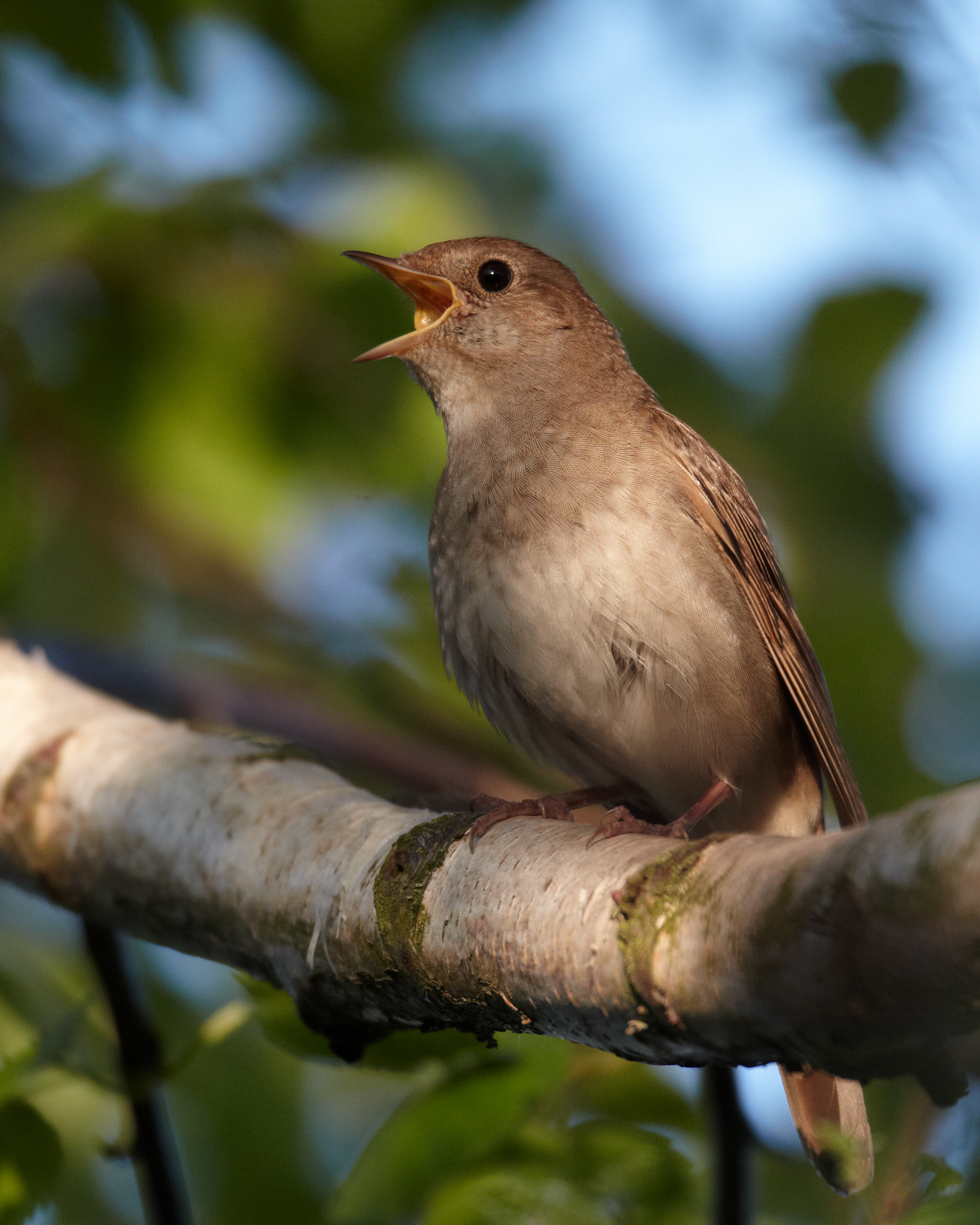
Privighetoarea de zăvoi cântând de pe o creangă

De obicei cântă masculul. Poate cânta și femela pe perioade scurte, în special în timpul clocitului, mai ales în duet cu masculul.
Masculul cântă ziua sau noaptea, de obicei din interiorul vegetației dese (din interiorul tufelor, arbuștilor sau arborilor mici), la o înălțime de 1–15 m (în medie 4,6 m) deasupra pământului. În unele locuri, masculul poate cânta de pe un suport de la marginea vegetației sau din vârful unei tufe pentru perioade scurte de timp. De obicei cântă din locuri mai înalte decât privighetoarea roșcată (Luscinia megarhynchos). Mai ales înainte de formarea perechilor, unii masculi cântă de pe 2 suporturi tradiționale situate la o distanță de 100 m sau mai mult unul de altul. Suportul principal de pe care cântă masculul este regulat folosit pentru semnalizarea teritoriului ocupat și este situat de obicei destul de departe de locul cuibului.
Masculul cântă cu capul ridicat și cu aripile și coada vibrânde; când interpretează cântecul complet, corpul masculului vibrează și coada tremură (coada este lăsată în jos și ușor răsfirată).
Masculul are 2 tipuri de cântece - cântecul teritorial și cântecul de curtare.
- Cântecul teritorial este interpretat mai ales noaptea de pe un suport destul de înalt.[92][95] Cântecul teritorial servește ca semnalizare la mare distanță a teritoriului ocupat pentru a împiedica masculii rivali să invadeze teritoriul ocupat.[96] O variantă mai înăbușită a cântecului teritorial este emisă în timpul zilei în disputele teritoriale cu masculii rivali, în așa numitele duele vocale cu cântece.[15]

- Cântecul de curtare a masculului în timpul paradei nupțiale este adresat femelei (dar și femelei care clocește, care îi poate răspunde tot prin cântec) și este interpretat adesea în timpul zilei din vegetația deasă sau de pe pământ la câțiva metri de femelă.[15][17][92] Cântecul de curtare este interpretat de mai multe ori în timpul zilei, de obicei înainte de amiază, cu 5–10 zile înainte de clocitul ouălor.[97]

Cântecul masculului se asemăna mult cu cel al privighetorii roșcate, dar este mai puternic, nu mai puțin frumos și chiar mai impresionant, dar de cele mai multe ori fără crescendoul splendid al privighetorii roșcate; are un caracter solemn, întrucâtva religios, cu fraze staccato și o dominantă pură de sunete asemănătoare cu bătaia clopotelor, amestecată cu note „dserr” stridente. Cântecul are mai multe dialecte locale, în Rusia europeană tipurile de cântece și dialectele au fost studiate detaliat de Simkin.
Cântecul masculului include secvențe tipice de note „ciok” sau „juuk” suspinătoare joase, zornăituri, și sunete „piu” tânguitoare, emise atât în  sezonul de cuibărit, cât și în afara acestuia. Uneori include imitații ale cântecului privighetorii roșcate (Luscinia megarhynchos) și a altor specii.
De obicei, toate frazele dintr-un cântec sunt diferite, iar frazele sunt compuse din unități repetate de obicei de două-trei ori sau mai mult înainte de a trece la următoarea. Fraza introductivă variază mult în interiorul repertoriului și între repertoriile masculilor. Printre frazele cele mai stereotipice se numără o frază ca de „castanietă” din 1–12 unități zgomotoase (1–4 kHz) și fraze stridente (zăngănitoare) din 11–80 de unități și o gamă largă de frecvențe. Cântecul teritorial, interpretat mai ales noaptea, constă din 4–10 fraze, frazele succesive alternând în ton între frecvențele intermediare (1–4 kHz) și mai înalte (5–6 kHz); o variantă mai înăbușită este emisă în confruntările din timpul zilei. Cântecul de curtare este interpretat adesea în timpul zilei, lângă femelă; notele destul de slabe și de o tonalitate mai înaltă sunt mai frecvente decât în cântecul teritorial.
Cântecul teritorial al privighetorii de zăvoi (ca și cel al privighetorii roșcate) au o structură din 3 secțiuni de fraze tipice după cum urmează.
- (a) Secțiunea introductivă cuprinde tonuri relativ lungi, uneori destul de domoale.  Fiecare strofă adesea începe cu câteva fluierături melancolice, lente redate prin „piu” (și variante de ex., „piiuu” sau „puuii” sau „uiiit"[17], sau „lu"[52][53]) repetate de ex. „piu, piu, piu", „uiiit-uiiit-uiiit", „lu lu lu", însă acestea nu se accelerează și nu cresc în ton asemenea unui crescendo tipic emis de privighetoarea roșcată. În timp ce privighetoarea de zăvoi începe toate frazele cântecului teritorial obișnuit cu sunete domoale joase „piu", privighetoarea roșcată începe numai c. 20% din fraze astfel; privighetoarea roșcată de obicei are un crescendo pronunțat în secvența „piu", privighetoarea de zăvoi emite numai uneori un „piu” în crescendo, iar unii autori (Orr[37] și Berg[93]), afirmă că crescendo la privighetoarea de zăvoi lipsește.[15][18] Într-o frază destul de lungă, care a durat 6,4 s, introducerea a constat din 3 unități „puuii", cu un crescendo vădit.[15] Uneori aceste fluierături au o modulație ascendentă ca la pitulicea fluierătoare (Phylloscopus trochilus), de ex. „huuiit".[18] Cântecul poate începe cu câteva note moi sau domoale sau cu un „siip” sau „suuuit” clar fluierător, înainte de a trece la o serie de fraze curgătoare plăcute „piu, piu", „puuii, siibit” sau „cii-buu” sau „uii-it".[16]

- (b) Secțiunea mijlocie conține una sau mai multe serii scurte de unități destul de lent repetate de timbre variate, unele tind să fie tonale, altele zgomotoase.[15] Frazele din secțiunea mijlocie sunt nițel mai lungi, mai puțin flautine și dulci decât la privighetoarea roșcată. Sunt îmbinate împreună într-o mixtură variată o serie de note „ciok” puternice, profunde, ca un plescăit de limbă, sunete seci zgomotoase și note puternice fluierătoare. Un motiv destul de caracteristic este un „ciuko-ciuu ciuko-ciuu ciuko-ciuu …” (sau redat prin „ciddi-ok-ciddi-ok-ciddi-ok"[17]) galopant, și o serie de note „ciok-ciok-ciok-ciok- …” (sau redat prin „ciuuk-u-ciuuk-u…"[17] sau prin „juuk-juuk-juuk ... „[53]) profunde și flautine,[18] similar cu „jug jug jug"-ul privighetorii roșcate,[52] dar mai strident și mai puternic,[18][53] sau o serie de note mai seci gângăvite sau ciripite „ttttrrrr tttrrr tttrrr …” sau „cillok cillok cilok trlltrlltrllrrllrrll", după care urmează o serie de fluierături mai muzicale sau flautine, inclusiv un „piuu piuu piuu, psii psii psii, ciduuu ciduuu ciduu” și un „ciii-bit ciii bit ciii bit” ascendente.[16] Aceste fraze pot fi auzite la  peste o milă (1,6 km) în nopțile liniștite![18] În secțiunea mijlocie, privighetoarea roșcată emite de obicei triluri, tremolouri sau zornăituri rapide; acestea sunt numeroase și foarte variabile în timbru și ritmul cu care sunt emise la o pasăre dată; la privighetoarea de zăvoi secțiunea mijlocie conține predominant un grup de note mai scurte sau unități repetate relativ puțin.[15]

- (c) Secțiunea terminală constă dintr-o coda (încheiere) formată din unități zgomotoase, cel mai adesea un zornăit profund[15] sau huruit „toki tok tok” sec, ușor ascendent, care diferă semnificativ de sfârșitul cântecului privighetorii roșcate,[16] variabil în viteză și volum sau o secvență ca de castanietă; coda este de obicei precedată și urmată de o notă înaltă destul de scurtă.[15] Secțiunile terminale la privighetoarea roșcată sunt scurte - câteva note, de obicei repetate, și o fioritură, uneori numai una sau alta. Grupul de note terminale la privighetoarea de zăvoi sunt aproape întotdeauna zornăituri, acestea variază în volum, ritm și durată, dar sunt întotdeauna zgomotoase, nu tonale, și se termină cu o fioritură foarte scurtă, mai puțin complexă decât cea a privighetorii roșcate.[15]

Cântecul este foarte asemănător cu cel al privighetorii roșcate (Luscinia megarhynchos), dar este mai puternic și are un ton mai înalt decât cel al privighetorii roșcate, este mai puțin variat muzical sau desăvârșit, mai monoton, frazele sunt mai puțin flautine și dulci decât la privighetoarea roșcată, și este interpretat mai lent sau mai încet, mai pe îndelete sau mai puțin grăbit, de obicei fără triluri clar ascendente și fără fluierăturile flautine crescendo, în schimb conține câteva fraze mai seci, mai stridente și mai zgomotoase și note plescăite printre frazele fluierătoare și flautine, care se asemăna cu cele ale lăcarului mic (Acrocephalus schoenobaenus); unele note sunt dulci, asemănătoare cu cele ale sturzului cântător (Turdus philomelos). Notele crescendo „piuuu piuuu piuuu”  sau „lu lu lu lu” ale privighetorii roșcate sunt mai rar emise, dar are o frază distinctivă profundă care se aude la depărtare „cioc cioc cioc cioc", similară cu „jug jug jug"-ul privighetorii roșcate, dar mai puternică. Privighetoarea de zăvoi are o secvență trisilabică „ciddi-ok", care lipsește la privighetoarea roșcată; această caracteristică nu este ușor identificabilă în înregistrările lui J Hall-Craggs, dar „ci-di-di-ok", repetat de 4 ori, este probabil aceleași sau similar.
Frazele cântecului privighetorii de zăvoi sunt de două ori mai lungi (de obicei circa 5 s,  la privighetoarea roșcată circa 2,5 c), cu excepția cazului când privighetoarea roșcată începe fraza cu serii de sunete „piu” lungi, frazele cântecului privighetorii de zăvoi sunt separate de pauze mai lungi (3–5 secunde). Privighetoarea de zăvoi este cunoscută pentru cântecul său mai puternic și mai „mecanic” aproape zăngănitor, însă mulți savurează performanțele sale. Alții susțin că cântecul este atât de puternic încât îți tulbură somnul dacă una cântă afară lângă fereastra dormitorului, mulți susțin că cântă mai tare decât plăcut, cu o vigoare asemănătoare cu cea a lăcarului mare (Acrocephalus arundinaceus). Anumite fraze ale masculilor cântători desăvârșiți sunt puțin mai moi și mai plăcute și pot fi confundate cu cele ale privighetorii roșcate, dar o ascultăre îndelungată dezvăluie identitatea cântărețului, și în ansamblu cântecul este destul de constant în întreg arealul speciei. Gradul de diferență dintre aceste 2 specii de privighetoare poate depinde de variația individuală și geografică.
Cântecul femelei. După Berger, femela care clocește răspunde de obicei la cântecul de curtare al partenerului care vine la cuib cu un cântec melodios abreviat care, cu toate că este variabil în lungime, conține de obicei 5 silabe. Acest cântec al femelei poate fi redat prin „ci-ci-tet-tet-șere” sau „ci-ci-ciorr-cerrșik".

Privighetoarea de zăvoi cântând de pe o ramură în regiunea Vladimir, Rusia

Masculul cântă ziua și noaptea, în principal în amurg (seara), în timpul nopții și în zorii zilei, în unele zone, de ex. în Finlanda, cântecul atinge apogeul pe la miezul nopții; masculii nou-sosiți sau neîmperecheați (fără parteneră) cântă frecvent și în diminețile luminoase. Masculul cântă mai mult noaptea, cu excepția cerului înnorat când cântă în egală măsură și ziua. După Orr, este mai puțin probabil ca privighetoarea de zăvoi să renunțe să cânte pe vreme rea față de privighetoarea roșcată. Când sosesc în locurile de cuibărit din Rusia, masculii cântă la început numai noaptea, mai târziu pe tot parcursul zilei, în special în zori și în amurg. În sud-estul Finlandei, cântecul este auzit pe parcursul a 24 de ore, atingând punctul culminant pe la miezul nopții; cântecul în timpul zilei este mai preponderent la începutul sezonului de cuibărit, fiind mai caracteristic pentru masculii neîmperecheați. Cântecul nocturn începe după apusul soarelui la începutul și sfârșitul perioadei cântătoare (perioada când masculul cântă primăvara și vara) și înainte de apusul soarelui la mijlocul perioadei cântătoare. În Pappilanniemi (Finlanda), în iunie, cântecul teritorial nocturn începe înainte de apusul soarelui și încetează pentru puțin timp înainte de răsăritul soarelui; un mascul a cântat mai des între orele 21.00 și 04.00, mai puțin în intervalul 04.00–05.00, 12.00–14.00, 16.00–21.00; o pasăre a cântat c. 50% din 24 de ore, cel mai lung interval (cu pauze între fraze care nu depășeau 5 s) a fost de 2 ore 16 min., cea mai lungă pauză între cântece a fost de 1 oră 19 min.; nu a fost observată vreo influență a condițiilor meteorologice asupra intensității cântecului. Modelul diurn al cântecului în Suedia a fost studiat de Göransson și Karlsson.
Unii masculi cântă în timpul migrației de primăvară, dar majoritatea masculilor încep să cânte la scurt timp după sosirea în locurile de cuibărit, de ex. în Kazan (Rusia) la c. 1 săptămână după sosire. Cântecul în locurile de cuibărit este interpretat mai ales de la începutul lui mai până la sfârșitul lui iunie sau începutul lui iulie, în special înainte de depunerea ouălor, apoi diminuează brusc, masculii care cântă mai târziu sunt probabil fără parteneră. În Rusia și în Caucaz (și posibil și în alte părți), unele cântece ezitante sunt interpretate de juvenili în august înainte de dispersarea lor de toamnă și de unii indivizi (posibil imaturi) în timpul pasajului de toamnă spre sud.
Perioada cântătoare este scurtă și similară în tot arealul de cuibărit. În Schleswig-Holstein (Germania), masculul începe să cânte în a doua săptămână a lunii mai și încetează să cânte înainte de sfârșitul lunii iunie. Perioade similare au fost raportate în sud-estul Finlandei; aici masculii cuibăritori (împerecheați) au început să cânte cu c. o săptămână înaintea masculilor necuibăritori (neîmperecheați), dar la sfârșitul sezonului au încetat să cânte cu c. 12 zile înaintea celor necuibăritori. Masculii cuibăritori au cântat mai ales înaintea depunerii ouălor, mai puțin în timpul clocitului și nu au mai cântat după eclozarea puilor. Steinfatt a găsit că puțini masculi au cântat după eclozarea puilor, dar niciunul după ce puii au părăsit cuibul. În Suedia, masculii au început să cânte la începutul lui mai, cântecul lor a diminuat brusc la sfârșitul lui iunie, dar a continuat până la începutul lui iulie. În Leningrad (Rusia), cântecul a fost auzit în mod excepțional până la începutul lui august, probabil au cântat juvenilii care încep să cânte în această perioadă.
În România cântecul melodios al privighetorii de zăvoi răsună în cursul lunii mai în toate pădurile mai umede, vocea ei auzindu-se atât ziua, cât și noaptea. În Republica Moldova cântecul privighetorii de zăvoi poate fi auzit primăvara și, parțial, vara, mai ales în orele dimineții și cele ale serii, dar și toată noaptea. În perioada îngrijirii puilor, masculul participă la hrănirea tinerei generații și încetează a cânta. Primăvara primele cântece ale privighetorii de zăvoi au fost înregistrate în Republica Moldova pe 22 aprilie 1955, 25 aprilie 1960, 25 aprilie 1957, 26 aprilie 1958, 29 aprilie 1963, 3 mai 1959. La începutul celei de-a doua decade a lunii iunie intensitatea cântecului a scăzut brusc, dar unii masculi cântau și mai târziu. Ultimul cântec a fost înregistrat pe 6 iulie 1957.
În cartierele de iarnă masculii cântă regulat pe tot parcursul iernii de la mijlocul lui decembrie sau începutul lui ianuarie până cel puțin în martie, iar unii masculi cântă în timpul migrației, dar majoritatea numai după sosirea în locurile de cuibărit. În timpul migrației de toamnă spre sud cântecul este mai gutural și dezorganizat decât primăvara. Cântecul complet este adesea auzit în februarie - martie. În timpul iernii, în cartierele de iarnă din Zimbabwe, cântă intermitent cel puțin de la începutul lui ianuarie, mai frecvent în februarie-martie, aici cântă din zori până la amiază, doar uneori seara; cântă în toate condițiile meteorologice, adesea când arșița este mare. În Zambia, au fost raportate dueluri vocale între masculi.

### Strigătele
Strigătele privighetorii de zăvoi sunt mai tăioase și au un ton mai înalt și mai strident decât cele ale privighetorii roșcate, și includ un „uit” sau „iihp” monosilabic, care se asemăna mai degrabă cu cel al muscarului (Ficedula) decât cu cel al pitulicii (Phylloscopus), și un croncănit sau orăcăit „karr” sau „krr” sau „errrrr” mai strident.
Strigătele de alarmă și de excitare includ un „tuc” gutural sau „karr” izolat sau repetat ("tuc-tuc") în caz de alarmă teritorială sau o notă mai zgomotoasă zornăită „drrr” sau „krrr", adesea un „krrrk” moale, jos, croncănitor în agitație moderată și un „uiiit” fluierat, mai strident și mai înalt decât cel al privighetorii roșcate. Primele două strigăte sunt uneori combinate ca un „tuk tuk tuk krrrrrr” sau un „tuk tuk krrrrr” mai lung sau mai prelungit în caz de alarmă mai mare. După Shirihai și Svensson strigătul de alarmă este o fluierătură „iihp” plată și aspirată, destul de similară cu strigătul muscarului gulerat (Ficedula albicollis), dar pasărea emite și un „errrrr” jos, aspru și scârțâitor; cele două strigăte de alarmă sunt adesea utilizate în combinație.
Strigătele de contact-alarmă și de excitare sunt sunete prelungi, zăngănitoare, joase redate în mod diferit „drrr", „karr", sau un „krr” ("krrr” sau „drrr") sonor dur. Strigătul familiar, care indică adesea o suspiciune, agitație ușoară etc., este emis când pasărea este deranjată pe teritoriul ei sau în pasaj. Emite și un „tak” ("tuc") sau „taktak", „dak” sau „dakdak” înăbușit calm; în cartierele de iarnă, probabil înainte de migrația de primăvară, emite un „tuc tuc” excitat jos. Ca și strigătul „karr", se pare că semnalizează de obicei o excitație de intensitate scăzută. În caz de alarmă, probabil ambii părinți emit acest strigăt combinat cu alte strigăte, de ex. „uii tuk tuk tuk krrrrrrrrr". În alarmă, „klak"-ul probabil este o variantă.
În caz de alarmă extremă poate emite orice combinație a strigătelor de alarmă, de ex. un „karrr arrr” strident și jos, de ex. când își manifestă agresivitatea la apariția unui intrus uman lângă cuibul cu pui, dar și în timpul disputelor teritoriale sau un „uiip krrr". Emite și un „koarrk-tak” (sau „siip tac tac"), care este probabil o combinație cu strigătul „tak". Când un prădător se află în apropierea cuibului ambii membri ai perechii emit un strigăt de avertizare „uied", care variază în calitate; uneori este domol, moale și anxios, emis cu ciocul închis, acest strigăt este emis și în timpul disputelor teritoriale. Emite și un strigăt redat prin „iet iet” (pronunțat ca „iit iit"), emis într-o serie continuă, de asemenea, un „uiit” (sau „uit") sau „siip” cu un ton destul de înalt care seamănă cu cel al cintezei (Fringilla coelebs), care sunt redate și în alte feluri. Aceste strigăte pot fi emise și cu o voce puternică și ascuțită, asemenea unei balamale ruginite, cu ciocul deschis, pentru a avertiza puii din cuib sau din afara cuibului. Această variantă este redată ca o fluierătură „uit” scurtă și puternică; sau un „huit” strident fluierător sau un „uhit” flautin, cu un ton mai ascuțit și mai înalt decât la privighetoarea roșcată (Luscinia megarhynchos). Strigătul „uied” este obișnuit combinat cu strigătele „karr” sau „karrr", de ex. „uied karr", „i-krrr", „zikrr". Poate fi combinat și cu strigătul „tak", de ex. „i tak" sau „siep tak" sau „uii-tuk-tuk-tuk-krrrrrrrrr". Pasărea urmărită emite un „raat raat” puternic atunci când rezidentul rival a prins-o și când ele au intrat în contact fizic; în timpul urmăririi înainte de a fi prinsă, un „krapp krapp krapp” poate fi o variantă. Când puii au eclozat, un mascul a emis un sunet uimitor, slab, ca de clopot, când un om s-a aplecat deasupra cuibului.
Strigătele de contact și curtare dintre cei doi parteneri ai perechi în timpul curtării sau împerecherii includ un „uied” sau „tiet” domol, emise mai energic ca un „uiit", „uiiit” sau „siip” cu un ton mai înalt, asemănător cu nota similară a cintezei (Fringilla coelebs) și privighetorii roșcate (Luscinia megarhynchos), dar de obicei mult mai stridente și mai înalte decât ale acestor 2 specii. Nu are un strigăt de contact unic, dar poate folosi unul dintre strigătele de alarmă și în scop de contact.
Un „tied” sau „tiet” prelungit și liniștit poate fi auzit chiar înainte de curtarea de la sol, emis de femelă, probabil adresat masculului și posibil este o invitație de a se apropia mai aproape sau o solicitare pentru copulație. După cum se pare este o variantă a strigătului de alarmă „uied” care se aude și în curtare. Femela care solicită copulația emite un „karr", ca și privighetoarea roșcată. Strigătele „sirr-sirr” și „tik-tik", asemănătoare cu strigătele de cerșit hrana a puilor mici, sunt emise în timpul curtării; aceste strigăte sunt emise în mod evident în apropierea femelei de masculul apelant, care poate emite și un sunet bâzâitor ciudat. Sunt emise și sunete torcătoare, probabil de mascul, dar posibil și de femelă, chiar înainte ca masculul să monteze femela.
Alte strigăte. Emite un sunet „djup", izolat sau repetat de până la 3 ori.
Strigătele puilor. Puii din cuib sau care recent au părăsit cuibul, cerșesc hrana cu un „dsirt-tak” sau „dsirt-tak-tak” atunci când părinții aduc mâncare sau pleacă după mâncare. Strigătul de cerșit al puilor care au părăsit cuibul este de asemenea redat și printr-un „ci” sau „cice” strident și puternic, adesea urmat de un sunet „tak” (asemănător cu strigătul de contact „tak” al adulților). Acest strigăt este descris și ca un „ci-ca-ca” zgomotos. Când părinții sunt aproape, puii emit un „dsirt-sit-sit-si-si” excitat. În înregistrarea lui J Hall-Craggs a unui grup familial, strigătele puilor au fost ca un zornăit încet redat printr-un „ci ci ci ...". Puii mai mari capabili să zboare emit un „ți-ți-karr", care adaugă un „karr” al adulților.

## Hrana
Privighetoarea de zăvoi este o specie predominant insectivoră. Se hrănește în principal cu nevertebrate, mai ales cu larve de insecte, dar consumă și unele fructe și semințe.
Își procură hrana de obicei pe pământ, sub subarboretul des, sărind de jur împrejur prin așternutul de frunze și răscolind frunzele în căutarea hranei; mai rar își procură hrana din covorul de iarbă și din tufe sau arbuști mai ales când hrănește puii sau chiar din coroana arborilor mici, uneori în locuri deschise prin frunze și vegetația putrezită. Câteodată, prinde insectele care zboară pe alături după o urmărire scurtă în aer. Își procură hrana și de pe tulpini și ramuri agațând-se de ele ca pițigoii (Parus).
Hrana în timpul verii în vestul palearcticului include următoarele nevertebrate: libelule zigoptere (Zygoptera) și anizoptere (Anisoptera), lăcuste (Acrididae) și alte ortoptere (Orthoptera din familiile Tettigoniidae), urechelnițe (Dermaptera), psocoptere (Psocoptera), ploșnițe fitofage (Hemiptera din familiile Pentatomidae, Cercopidae, Psyllidae, Aphidoidea), muște cu gât de cămilă din familia Rhaphidiidae), fluturi adulți, pupali și larvari (omizi) (Lepidoptera din familiile Tortricidae, Notodontidae, Arctiidae, Noctuidae, Lymantriidae, Geometridae, Lasiocampidae), trihoptere (Trichoptera), muște și țânțari adulți și larvari (Diptera din familiile Muscidae și Culicidae), himenoptere adulte și larvare (Hymenoptera: viespi-ferăstrău (Symphyta) și furnici (Formicidae)), gândaci adulți, pupali și larvari (Coleoptera din familiile Carabidae, Elateridae, Tenebrionidae, Lagriidae, Cerambycidae, Curculionidae), păianjeni (Araneae), oniscide (Oniscidea), diplopode (Diplopoda), melci și moluște gastropode mici (Gastropoda).
Vara consumă și hrana vegetală care constă în principal din fructe de soc (Sambucus), coacăz (Ribes), mur (Rubus), dud (Morus), viță de vie (Vitis), amelanchier (Amelanchier), uneori și din semințe.
Pe insula Hiddensee (din Germania), înainte și după reproducere, în stomacurile adulților s-au găsit nevertebratele, din care 52,7% erau himenoptere (mai ales furnici), 24,5% gândaci (în principal adulți), 8,8% hemiptere, 4,4% urechelnițe și 9,6% alte nevertebrate; 52,8% dintre exemplarele găsite în hrană erau specii care trăiau pe pământ sau sub pământ, 33,6% care trăiau pe ierburi sau în arbuști, 13,6% nefiind determinate; a fost observată că consumă cu plăcere și bobițe când acestea sunt disponibile și uneori semințe.
În Crimeea, în mai și august, în 5 stomacuri au fost găsite 92 de exemplare de hrană din care 67% (după număr) erau furnici, 15% diplopode și 2% semințe. În Armenia se hrănește în principal cu insecte din așternutul de frunze și cantități mici de materii vegetale; în iulie consumă fructe de dud (Morus). Păsările în timpul pasajului prin Liban în mai au consumat mai multe fructe moi decât insecte.
În Africa se hrănește în special cu nevertebrate, mai ales cu insecte - furnici, gândaci, lăcuste mici, diptere și lepidoptere în toate stadiile de dezvoltare, de asemenea, cu diplopode și moluște mici; uneori consumă fructe și semințe. O pasăre în Kenya, în noiembrie, a mâncat furnici și gândaci.
În România hrana este formată, în mod deosebit, din larve de insecte (inclusiv muște), mai puțin din insecte adulte, consumă și furnici, melcișori de noapte, râme. Toamna, după perioada de clocit se hrănesc ocazional și cu diverse fructe (soc sau coacăze) sub formă de bobițe și uneori semințe.
În Republica Moldova hrana este constituită din diverse insecte: trombari, pocnitori, gândaci, tăietori de frunze, carabide, furnici, omizi etc., care sunt colectate în subarboret și pe sol. Într-un studiu efectuat de Averin și Ganea în Republica Moldova al conținutului a 45 de probe alimentare colectate de la privighetoarea de zăvoi, s-a găsit că himenopterele erau cele mai constante specii din hrană. Printre ele predominau furnicile. Alături de himenoptere, s-au găsit un număr mare de gândaci - 122 exemplare, în principal trombari (Curculionidae) - 31, gândaci pocnitori (Elateridae) - 19, gândaci de bălegar (Geotrupidae) - 15, gândaci tăietori de frunze (Chrysomelidae) - 14, gândaci negri (Tenebrionidae) - 12, carabide (Carabidae) - 4, și alții. În plus, s-au găsit diferite omizi - omizi torcătoare (Tortricidae), cotari (Geometridae), etc. - 25 exemplare, ploșnițe pentatomide (Pentatomidae) - 7, miriapode (Myriapoda) - 6, păianjeni - 4. Printre insectele dăunătoare găsite în hrană se numărau gândacul fructelor de arbușt (Ophonus), gărgărița mugurilor (Otiorhynchus), trombarul argintiu (Phyllobius argentatus), gândacul florilor (Oxythyrea funesta), gândacul pământiu (Opatrum sabulosum), ploșnița cerealelor (Eurygaster integriceps) etc. Numărul total al insectelor dăunătoare din compoziția hranei privighetorii de zăvoi a fost de aproximativ 60%, insectelor neutre - 25%, insectelor folositoare - 15%. Privighetoarea de zăvoi este un element indispensabil ecosistemelor silvice, deținând un rol esențial în reglarea numărului de vătămători ai plantelor silvice.
Hrana puilor de pe insula Hiddensee (Germania) este complet diferită de cea a adulților, însă acest lucru este probabil parțial datorită perioadelor diferite ale sezonului de cuibărit în care s-a studiat hrana: 514 de exemplare de hrană din probele prelevate prin ligatura esofagului conțineau 38,2% (după număr) gândaci (mai ales larve), 20,0% fluturi (mai ales omizi), 12,7% diptere (muște și țânțari, predominant adulte), 11,1% oniscide, 9,4% păianjeni, 3,3% himenoptere (majoritatea adulte), 2,9% hemiptere și 2,4% alte specii; 53,6% din exemplare găsite în hrană erau specii care trăiau pe pământ sau sub pământ, 43,4% pe ierburi sau în arbuști, 3,0% nefiind determinate; nevertebratele din hrana puilor erau destul de mici față de cele din hrana adulților.
În regiunea Voronej (Rusia), 133 de exemplare din probele prelevate prin ligatura esofagului conțineau 29,3% fluturi (preponderent omizi), 20,3% larve ale muștelor cu gât de cămilă (Rhaphidiidae), 18,0% păianjeni, 15,8% gândaci (în majoritate adulți), 8,3% hemiptere (ploșnițe fitofage), 3,8% melci și moluște mici, 3,0% diptere adulte și 1,5% ortoptere (lăcuste). În alt studiu din regiunea Voronej din hrana puilor au fost colectate 239 de exemplare de nevertebrate: 204 insecte, 29 păianjeni și 6 moluște. Printre insecte au predominat diferiți gândaci, în principal croitori (Cerambycidae) și trombari (Curculionidae), precum și fluturi, omizi torcătoare (Tortricidae) și pupe și omizi ale fluturului de mătase (Bombyx mori). Destul de des în hrana puilor au fost găsite muște cu gât de cămilă (Raphidioptera). Au fost aduse puiilor într-o cantitate foarte mică și alte insecte - diptere, ploșnițe fitofage, cicade (Cicadidae), afide (Aphidoidea), himenoptere, ortoptere. Puii care au devenit independenți consumă adesea bobițe.

## Comportamentul general
Zborul și alte comportamente ale privighetorii de zăvoi sunt după cât se pare identice cu cele ale privighetorii roșcate (Luscinia megarhynchos), dar de regulă ea este mai sperioasă și adesea scapă vederii alergând și ghemuindu-se.

### Timiditatea
Privighetoarea de zăvoi este o pasăre sperioasă și secretoasă, care stă ascunsă în interiorul vegetației și adesea este greu de descoperit sau ușor de trecut cu vederea dacă nu cântă. Primăvara și vara este mai degrabă auzită decât văzută. În general, stă jos în vegetație, dar uneori urcă până la mijlocul copacilor mici. De obicei, cântă din interiorul vegetației dese, dar și de pe un suport expus, în special dimineața devreme (inclusiv în timpul iernii). Deși preferă desișurile dese, nu este o pasăre prea sperioasă. În sezonul de cuibărit, omul se poate apropia la 3–5 m de pasăre atunci când aceasta cântă din vegetația deasă, dar își ia zborul mai devreme dacă suportul de pe care cântă este mai expus. Uneori cântă și se hrănește în locuri deschise.
În afara sezonului de cuibărit, cutezanța păsării variază după indivizi și circumstanțe. În cartierele de iarnă din Zimbabwe este netemătoare și încrezătoare atunci când este complet expusă, mai ales la scurt timp după răsăritul soarelui când masculii cântă de pe un suport expus. Păsările în timpul pasajului sunt câteodată abordabile și pot observate de aproape, uneori ele se hrănesc în locuri deschise (dar de obicei aproape de vegetația deasă). De ex. în timpul migrației de toamnă în Egipt unele sunt sperioase și stau pitite, altele stau mai mult în locuri deschise și permit omului să se apropie foarte mult de ele. În pasajul prin Arabia, evită să zboare când sunt deranjate și adesea aleargă pe distanțe mari pe sub tufe înainte de a-și lua zborul.

### Locomoția și mișcările
Pe pământ are o ținută destul de verticală. Multe mișcări ale privighetorii de zăvoi sunt foarte asemănătoare cu cele ale privighetorii roșcate (Luscinia megarhynchos), pe pământ se deplasează prin salturi sau aleargă pe picioarele sale destul de lungi, deseori pe o anumită distanță pentru a scăpa de factorii deranjanți sau de un posibil prădător, ascunzându-se apoi în vegetația deasă. Zboară de obicei la o înălțime mică bătând din aripile sale destul de late și rotunjite cu viraje bruște, de obicei prin vegetație.
Își clătină și răsucește coada și își balansează partea posterioară a corpului destul de încet și mecanic. În diferite situații când este suspicioasă sau agitată, pasărea își ridică coada și o răsfiră în evantai, uneori repetat, mișcând-o lent într-o parte sau în alta, apoi o coboară. Când își răsfiră coada fâlfâie tremurător din aripi, uneori își ține în jos vârfurile aripilor pe laturile corpului, o aripa fiind de obicei coborâtă în partea în care își răsfiră coada.

### Comportamentul de confort și întreținerea penajului
Activitățile de confort și întreținere a penajului includ băile de soare în diminețile reci și băile de apă când este cald.

### Gregaritatea
Privighetoarea de zăvoi este o specie predominant solitară. Nu este gregară, dar se adună în grupuri mici în timpul pasajului. În sezonul de cuibărit se odihnește singură, cocoțată în tufărișuri dese. Obișnuit este o specie solitară în afara sezonului de cuibărit, dar imaturii se pot aduna în cârduri mici, răzlețe, de până la zece indivizi în timpul pasajului (excepțional în grupuri mai mari). Toamna, în Budapesta (Ungaria), migrează singură sau în cârduri mici necompacte; păsările din cârdurile observate întotdeauna sunt juvenili, ceea ce sugerează că păsările tinere (probabil juvenilii din aceași pontă) se adună împreună pentru a migra. În timpul migrației de toamnă în Budapesta cârdurile stăteau cocoțate mai ales în apropierea apei, preferând drobul (Cytisus), salcia, mai ales în amestec cu socul (Sambucus), urzica (Urtica) și murul (Rubus). Când erau deranjate în locurile de popas de toamnă păsările adunate în cârduri necompacte în Budapesta își răsuceau în mod caracteristic coada, apoi își luau zborul scoțind strigăte de alarmă și de contact. În martie, în Zimbabwe, câteva păsări, adunate pe c. 0,2 ha, au zburat de pe un pâlc de arbuști pe altul scoțind strigăte de excitare „tuc tuc", un comportament care indica probabil o agitație premigratoare.

### Reacția față de prădători și intruși

#### Reacția față de prădători și intruși a puilor
Deoarece păsările adulte se ascund în vegetația deasă și migrează noaptea, ele sunt mai puțin vânate de păsările de pradă; însă puii lor sunt vânați de vulpi, pisici, jderi, dihori, nevăstuici, șobolani, șerpi, broaște, hermine și alți răpitori. Puii sunt vânați și de unele păsări ca coțofana (Pica pica), sfrânciocul roșiatic (Lanius collurio) și alți sfrâncioci (Lanius).
Dacă sunt amenințați de vreun pericol, puii în vârstă de cel puțin 4 zile se ghemuiesc în cuib. Părăsesc cuibul cu 1–2 zile mai devreme dacă sunt deranjați. În caz de pericol puii care au părăsit cuibul sunt adesea avertizați de părinți prin strigăte de alarmă și se lipesc de pământ fără zgomot și nu se mișcă: își împing corpul înainte și își trag capul în așa fel încât ciocul este îndreptat vertical în sus, făcând ochii invizibili din față. La o zi după ce au părăsit cuibul, puii cocoțați și-au luat zborul bătând neîndemânatic din aripi când un intrus se apropia.

#### Reacția față de prădători și intruși a păsărilor adulte
Femela care clocește stă nemișcată în cuib, țâșnește numai când intrusul este chiar lângă cuib și chiar și atunci uneori ezită să părăsească cuibul. În caz de pericol masculul santinelă avertizează prin strigăte de alarmă „karrr arrr” femela care clocește. Masculul vine îndată la cuib dacă femela scoate un strigăt de alarmă. Când femela este deranjată de ceva sau cineva și părăsește cuibul, masculul își întrerupe cântecul și o gonește spre cuib. Ambii părinți scot strigăte „karrr arrr” stridente după eclozarea puilor, dacă un intrus sau un prădător sau un om se află la mai puțin de zece metri de cuib. Când puii din cuib sau cei care au părăsit recent cuibul sunt amenințați de un prădător sau un intrus, părinții zboară în jur scoțând strigăte de alarmă „uied". Când puii din cuib sunt ținuți în mână de un om, femela atacă uneori direct, scoțând strigăte stridente de alarmă „karrr arrr". Odată în prezența unui intrus uman, femela a scos un strigăt de avertizare de două ori, ghemuindu-se și tremurând de aripi; posibil aceasta a fost o reacție temperată de distragere a atenției intrusului. Altă dată femela a alungat în mod regulat un sfrâncioc roșiatic (Lanius collurio) de la cuib.
Deoarece își face cuibul pe pământ, la privighetoarea de zăvoi au apărut diverse forme de protecție care apără cuibul și puii în primul rând de dușmanii tereștri. Aproape niciodată privighetoarea nu zboară direct spre cuib pentru a-și hrăni puii, dar inspectează îndelung împrejurimile și de câteva ori coboară pe pământ în diferite locuri, ocolind cuibul. Apoi cu prudență și discret se apropie de cuib întotdeauna pe pământ. De aceea cuibul privighetorii este dificil de găsit după comportamentul păsărilor adulte. Numai când aude strigătul unui pui prins privighetoarea zboară direct spre cuib. La apariție unui prădător, de ex. a unei pisici, în apropierea cuibului cu pui sau lângă puii care au părăsit cuibul, privighetoarea imită foarte rar mișcările unei păsări rănite, ceea ce în general nu este caracteristic pentru privighetoare, cu toate că își face cuibul pe pământ. În schimb privighetoarea are o tactică diferită, asemănătoare cu cea a codroșului (Phoenicurus), se apropie în zbor și aterizează pe pământ la un pas de prădător și scoate strigăte stridente de alarmă ("i-krr") chiar în fața botului prădătorului, dar dacă acesta încearcă să o prindă, ea sare rapid într-o parte sau zboară imediat, aceste manevre zăpăcesc prădătorul. Privighetoarea are o viteză de reacție mult mai mare decât cea a prădătorului. Acest comportament este foarte eficient. De ex. în parcul Academiei de Inginerie Forestieră din Leningrad, au fost observate de mai multe ori cum privighetorile de zăvoi au zăpăcit complet pisicile care mișunau în jurul cuiburilor lor și au crescut cu bine puii. Părinții uneori aterizează pe pământ și se îndepărtează prin salturi, încercând să distragă atenția prădătorului.

## Comportamentul teritorial și sexual
Studii majore ale comportamentului a fost efectuate în Hiddensee (Germania) de Berger,, în Rusia europeană de Simkin și Steinbach, și în Finlanda de Pryl și Sorjonen. O privire generală a comportamentului și o comparație cu privighetoarea roșcată (Luscinia megarhynchos) au fost efectuate de Hilprecht.
Privighetoarea de zăvoi este o specie monogamă; odată un mascul s-a împerecheat cu 2 femele.

### Hibridizarea
În estul Europei și sudul Rusiei, unde locurile de cuibărit se suprapun cu cele ale privighetorii roșcate, un număr mic (3–5%) de privighetori de zăvoi hibridizează cu privighetorile roșcate (Luscinia megarhynchos) dând naștere la masculi fertili (dar probabil nu femele) cu caractere intermediare, care pot să se împerecheze cu una dintre speciile parentale. Odată a hibridizat cu privighetoarea roșcată în captivitate, dând naștere la pui.

### Teritorialitatea
Privighetoarea de zăvoi este o specie solitară și teritorială. Privighetorile de zăvoi adesea cuibăresc în grupuri mici răzlețe formate de până la 20 perechi vecine, cuiburile fiind situate la o distanță de 30–100 m între ele. În Rusia europeană, cuibăresc de obicei în grupuri mici formate din 2–21 (de obicei 3–9) perechi vecine. În habitatele favorabile densitatea speciei este relativ mare. În Rusia europeană, mărimea teritoriului ocupat se micșorează vădit când majoritate păsărilor sosesc primăvara în locurile de cuibărit, adesea de la peste 4 ha inițial până la 0,25 ha. În Siikalahti (sud-estul Finlandei) cuiburile se află la o distanță de 30–100 m unul de altul. În Helsinki (Finlanda), distanța medie între cuiburi este de c. 50 m (n = 15), cea mai mică de c. 20 m (n = numărul cuiburilor studiate). În estul Germaniei, cea mai mică distanță între cuiburi în 4 cazuri a fost de 75 m, 106 m, 109 m și 168 m. În jurul golfului Matsalu (Estonia), distanța dintre masculii care cântau a fost de c. 50–100 m. De-a lungul marginii unui lac din Voronej (Rusia), cel puțin 44 masculi cântători au fost observați pe parcursul al c. 8 km.
Mărimea teritoriului ocupat de o pereche variază foarte mult, de la 0,2 ha până la 2–4 ha, majoritatea având o suprafață de c. 1 ha. Densitățile variază foarte mult în funcție de mărimea habitatului disponibil, de la 4–25 masculi în parcuri până la 100 de masculi cântători pe km² în sălcișuri, iar în unele locuri 140 de masculi cântători pe km². În Hiddensee (estul Germaniei), densitatea a fost de 140 masculi/km². În valea inferioară a Oderului (estul Germaniei) au fost găsite 6 perechi pe km². În Schleswig-Holstein (vestul Germaniei), în decursul al câtorva ani au fost găsite 4–9 privighetori de zăvoi care cuibăreau împreună cu 3–6 privighetori roșcate pe o suprăfață de 11 ha. În pădurea de frasin și arin din Bialowieza (Polonia) au fost observate 24 de perechi pe km². În Varșovia (Polonia) au fost găsiși c. 100 masculi pe km² în desișurile de salcie (Salix) de-a lungul râului Vistula și 4–25 masculi pe km² în parcuri. În Siikalahti (Finlanda) cuibăresc în medie 4,3 perechi pe km², densitățile variind cu înălțimea crângului: la o înălțimea a crângului de 3–8 m cuibăresc 0,38 perechi pe ha, la 8–12 m - 0,82, la 12–16 m - 0,46, la peste 16 m - 0,24. Într-un caz, cuibul pentru a 2-a pontă se afla la 10 m de cuibul pentru prima pontă.
Teritoriul ocupat este folosit pentru formarea perechilor, cuibărit și hrănirea puilor (dar hrănirea are loc și în afara teritoriului ocupat). Într-un teritoriu, hrana pentru pui era colectată de părinți în principal în limitele a 50 m de la cuib, la cel mult 100 m distanță de la cuib. La un alt cuib, la câteva zile de la eclozarea puilor, masculul zbura la 50–100 m de la cuib pentru a colecta hrana.
În cartierele de iarnă și în locurile de popas de toamnă, își poate stabili un teritoriu mic. În Kenya, păsările în timpul pasajului de toamnă de obicei stau în teritoriile ocupate până la 2–3 săptămâni; după ce s-au stabilit în cartierele de iarnă sunt de obicei sedentare și teritoriale. În Zimbabwe, au fost văzute 3 păsări teritoriale, probabil masculi, la c. 100 m distanță una de alta, a 4-a se afla la c. 40 m distanță. În Zimbabwe, se asociază obișnuit cu măcăleandrul cu spatele roșu (Erythropygia leucophrys). Adesea este întâlnită în timpul iernii cu privighetoarea roșcată (Luscinia megarhynchos) și poate împărți cu ea locurile de hrănire și de cocoțare, dar aceste aceste 2 specii au adesea un comportament agresiv una față de alta, de obicei dominând privighetoarea de zăvoi.

### Fidelitatea față de locurile de cuibărit
Dovezile din inelarea păsărilor arată că există o fidelitate pentru locurile de cuibărit. Păsările care sosesc mai devreme (în principal masculii mai bătrâni), de obicei, reocupă fostul teritoriu sau unul din apropiere; unele femele sunt de asemenea fidele față de locurile de cuibărit.

### Comportamentul antagonist
Masculul nou-venit în locul de cuibărit sosește seara, pătrunde în teritoriul ocupat de masculul rezident și rămâne tăcut până în zori, apoi începe să cânte, provocând strigăte de alarmă sau un cântec înăbușit din partea masculului rezident care poate urmări apoi rivalul pe pământ sau într-un zbor neregulat la înălțime mică. De obicei masculul intrus zboară cântând spre masculul rezident, apoi urmează dueluri vocale cu cântece îndelungate, uneori masculii se urmăresc în zbor, care poate să se termine cu încăierări repetate, la fiecare 3–5 minute, pe pământ, întrerupte de urmăriri și cântece. În zilele următoare, agresivitatea intensă este înlocuită de duelurile vocale, deoarece intrusul se stabilește de obicei pe un teritoriu periferic. Disputele teritoriale sunt temperate la începutul sezonului de cuibărit, dar mai viguroase la sosirea femelelor; încăierările sunt rare când femelele clocesc. Uneori rezidentul gonește și alte specii, mai ales silviile (Sylvia) și alte păsărele aflate în apropierea cuibului. Un mascul rezident a gonit alte păsări, în special frunzărița galbenă (Hippolais icterina), din vârfurile copacilor de lângă cuib și odată s-a bătut cu codobatura albă (Motacilla alba). De obicei privighetoarea de zăvoi devine agresivă când întâlnește privighetoarea roșcată (Luscinia megarhynchos). În locurile de cocoțat comune, toamna, privighetorile de zăvoi s-au certat zgomotos cu privighetorile roșcate. Este un fapt binecunoscut că aceste două specii nu se suferă una pe alta și încep să se gâlcevească imediat ce se întâlnesc. În cartierele comune de iarnă, după cât se pare concurează cu privighetoarea roșcată.

### Legătura dintre partenerii perechii
Perechile se formează numai în timpul sezonului de cuibărit și legătura dintre cei doi parteneri ai perechii încetează când puii devin independenți, iar păsările își găsesc de obicei un nou partener în fiecare an.

### Parada nupțială
Păsările în timpul paradei nupțiale stabilesc inițial legătura între ele răspunzând reciproc la strigătele de contact, masculul poate să-și semnalizeze teritoriul ocupat prin cântec, bătând tremurător din aripile lăsate în jos și zbârlindu-și penele de pe gâtlej. Masculul curtează femela cu aripile lăsate în jos și coada ridicată, pe care o leagănă dintr-o parte în alta, și poate să se îndepărteze prin salturi, femela urmându-l, apoi femela și masculul pot să se urmărească reciproc.
Masculii, în special mai în vârstă, sosesc în locurile de cuibărit cu câteva zile înaintea femelelor, de ex. în Hiddensee, cu 8–10 zile mai înainte. Femela pătrunde seara pe teritoriul masculului, dar se comportă foarte liniștit până dimineață. Dimineața, își face prezența printr-un fluierat sau croncănit slab, atrăgând atenția masculului. Cel mai adesea, ea sare pe pământ sau pe ramurile de la baza tufișurilor. Aici are loc formarea perechii.
Formarea perechilor este inițial vocală cu strigăte de contact. Femela poate atrage după cât se pare masculul cu un strigăt de curtare „tied” sau „tiet” sau viceversa, masculul atrage femela cu un strigăt de curtare „sirr-sirr” și „tik-tik". Femela emite strigătele pe pământ în mod variat - își trage capul, își zbârlește penele, își lasă în jos aripile tremurânde, își tremură ușor corpul. Masculul atras de femelă aterizează pe pământ și adoptă o postură de curtare: își lasă întrucâtva în jos aripile, își răsfiră coada în evantai; o dată și-a ridicat și răsfirat repetat coada într-o parte și s-a îndepărtat prin salturi mari urmat de femela ezitantă. Uneori după ce a emis cântecul de curtare, masculul urmărește femela zburând jos deasupra pământului.
În 2 cazuri (2 perechi, observate dimineața), masculul a urmărit rapid femela prin desiș zburând după ea de colo până colo. Când femela a aterizat, masculul a început să zboare în jurul ei, emițând excitat cântecul de curtare, apoi a încetat să cânte și a executat o paradă nupțială intensă cu bătăi tremurătoare din aripile lăsate în jos și penele de pe gâtlej zbârlite și coada răsfirată în evantai și ridicată, masculul s-a avântat pe pământ spre femelă care și-a lăsat în jos aripile, dar în alte privințe a rămas pasivă. Masculul apoi a sărit înapoi îndepărtând-se de femelă la o distanță de 0,5 m și s-a avântat din nou înainte, această serie de mișcări repetându-se de mai multe ori. În cele din urmă, femela și-a luat zborul și masculul din nou a urmărit-o excitat în zbor. Cuiburile celor 2 perechi observate erau la 10 și 20 m de locul jocului nupțial.
Formarea perechilor observată la mai multe cupluri începe cu 11 zile înaintea depunerii ouălor și continuă până în prima zi de clocire. Femela începe construirea cuibului după c. 4 zile de la formarea perechilor. Nu a fost observată hrănirea rituală a femelei de câtre mascul în timpul formării perechilor.

### Împerecherea (copulația)
Împerecherea este precedată de urmărire și jocul nupțial, așa cum a fost descris mai sus. Împerecherea are loc pe pământ. O secvență a împerecherii are loc după cum urmează: după urmărire, femela stă pe pământ bătând tremurător din aripi, cu coada răsfirată în evantai și emite strigăte de curtare ("tied” sau „tiet") la 3 m de mascul. Apoi, femela își dă rapid capul pe spate și scoate un strigăt „karr” și se apropie de mascul pe pământ; continuând să-și răsfire coada și să bată tremurător din aripi, ghemuindu-se jos pe pământ, femela înaintează apoi pe unele rămurele, își strânge coada și o mișcă lateral. Masculul, aflat în partea dreapta a femelei, se ghemuiește lângă ea, scoțând după cât se pare niște sunete torcătoare domoale și se urcă pe femelă pentru a se împerechea cu ea. Se copulează de 4 ori, masculul urcând pe femelă de fiecare dată din partea dreapta a ei. Apoi ambii parteneri își iau zborul, masculul cu capul tras înapoi. După împerechere, masculul poate să înceapă a cânta. Copulația (împerecherea) are loc cu puțin timp înaintea și în timpul depunerii pontei.

### Comportamentul la cuib
Masculul poate executa o variantă a jocului nupțial (a se vedea mai sus), probabil ca curtare sau într-o anumită măsură ca o ceremonie de întâlnire, când femela aduce materialul de construcție la cuib sau când ambele păsări sosesc la cuib în același timp pentru a hrăni puii: masculul stă în fața femelei, își zbârlește penele de pe gâtlej, face o plecăciune cu aripile coborâte și tremurătoare, și își ridică și coboară coada răsfirată în evantai. Un mascul s-a manifestat astfel în fața unei femele care construia cuibul de 4 ori într-o oră, iar în ziua urmatoare de 5 ori într-o oră. Un comportament similar a fost descris de Steinfatt: un mascul aflat lângă cuib și-a ridicat ușor și deschis aripile și și-a mișcat coada răsfirată sau parțial răsfirată dintr-o parte în alta, asemenea sfrânciocului roșiatic (Lanius collurio). Neumann a observat un joc similar al masculului când întâlnea femela, iar după eclozarea puilor femela răspundea printr-o ghemuire ușoară și tremur din aripi. În timpul clocitului, femela părăsește cuibul alergând cu corpul aplecat și se întoarce la cuib indirect și discret.

## Reproducerea
Sezonul de reproducere are loc de la mijlocul lui mai până la începutul lui iulie, ceva mai târziu, până la mijlocul sau sfârșitul lui iulie, în estul arealului.

### Cuibul
Cuibul este construit în întregime numai de femelă în aproximativ 4 zile, în principal dimineața devreme. Cuibul este amplasat pe pământ în locuri adăpostite sub vegetația deasă, printre ramuri uscate, între rădăcini sau în așternutul gros de frunze, adesea în locuri foarte umbrite. Principalele plante sub care a fost făcut cuibul în Finlanda au fost crețușca (Filipendula ulmaria), urzica mare (Urtica dioica), floarea paștilor (Anemone nemorosa) și piciorul caprei (Aegopodium podagraria). Cuibul are forma unei cupe voluminoase împletite lax din frunze și tulpini de ierburi cu o perniță bazală din frunze, în interior este căptușit cu material vegetal mai fin și păr de animale. Cuiburile în Finlanda au fost construite din tulpini de iarbă, de ex. de crețușcă (Filipendula ulmaria) și urzică mare (Urtica dioica) și frunze vechi, ca cele de plop tremurător (Populus tremula), mesteacăn (Betula) și salcie (Salix). În Finlanda diametrul exterior al cuibului a fost în medie 13,2 cm (variații 10–15,1 cm, n = 18); diametrul interior în medie 6,6 cm (variații 6–8 cm, n = 19); înălțimea cuibului în medie 8,3 cm (variații 5–10 cm, n = 15); adâncimea cupei cuibului în medie 5,3 cm (variații 3–6,5 cm, n = 17); greutate cuibului în medie 36,1 g (variații 21–60 g, n = 19) (n = numărul cuiburilor măsurate).
Într-un studiu din regiunea Sumî (Ucraina) cuiburile privighetorii de zăvoi au fost găsite în locuri umbroase în mărăcinișurile dese, uneori mozaice, 52 (59,8%) cuiburi au fost găsite în desișurile de urzică mare (Urtica dioica) și 35 (40,2%) cuiburi în desișurile de piciorul caprei (Aegopodium podagraria), călțunul doamnei (Geum rivale) și alte ierburi latifoliate. Din cele 87 de cuiburi studiate 82 (94,3%) erau amplasate în litieră (așternutul de frunze) sau pe pământ în păduri (inclusiv între rădăcinile tufișurilor - 11 cuiburi și pe movilițe - 2 cuiburi), numai 5 (5,7%) cuiburi erau amplasate deasupra pământului: la baza tufelor dese de alun (Corylus avellana) (la o înălțime de 20 și 30 cm), pe un butuc putred cu o grosime de 20 cm (la o înălțime de 43 cm), pe o grămadă de crengi uscate (la o înălțime de 10 cm), și într-o împletitură deasă de mlădițe uscate și verzi de hamei (Humulus lupulus) lângă o tulpină de vișin (Cerasus vulgaris) (la o înălțime de 10 cm). Pereții cuiburilor erau făcuți din frunze uscate de anul trecut de stejar (Quercus robur), plop tremurător (Populus tremula), arțar (Acer platanoides) și frunze ale altor arbori, mai mari pe partea externă a cuibului și mai mici pe partea internă. În structura cuiburilor au fost găsite și tulpini uscate și frunze de urzici, de piciorul caprei, graminee și iarbă moale (Stellaria holostea), fâșii de coajă, rămurele mici de copaci, câteodată mușchi verzi și rădăcinuțe. Interiorul cuibului era căptușit neted cu tulpinițe mici de graminee sau fibre de coajă, bucăți de frunze de copaci, tulpinițe de sânziene (Galium), rareori era căptușit (6 cuiburi) cu un mic amestec de păr și lână. Patru cuiburi aveau pasarele originale - înclinate ușor, până la 33 cm lungime, acoperite cu tulpini grosiere de urzici, talpa gâștei cincilobată (Leonurus quinquelobatus) și urzică moartă (Lamium  sp.) (până la 47 cm lungime) și parțial cu frunze, fâșii de scoarță și rămurelele. De mai multe ori a fost observată femela care ieșea alergând din cuib pe o astfel de pardoseală. În parcul național Sebej din Regiunea Pskov (Rusia) un cuib era amplasat într-o grămadă din crengi uscate. Dintre cele 87 de cuiburi studiate în regiunea Sumî (Ucraina), 39 (44,8%) au fost găsite în arinișuri și sălcișuri, 27 (31,0%) - în vâlcelele dumbrăvilor, 13 (14,9%) - la marginile interioare ale dumbrăvilor (în apropierea poienilor și luncilor de pe fundul vâlcelelor), 5 (5,7%) - în defrișările acoperite cu lăstărișuri dese, 1 cuib (1,1%) - într-o fâșie cu pinet de pe malul unei râpe, 2 (2,3%) cuiburi - într-un cimitir sătesc vechi cu mulți copaci și tufe.
În România cuibul îl construiește femela pe sol sub un arbore, între rădăcinile acestuia, sub grămezi de crengi aflate pe pământ, între ierburi foarte dese, de obicei în mijlocul unui desiș de urzică (Urtica dioica) sau chiar pe frunze, dacă acestea sunt într-un strat gros. Cuibul este bine camuflat în vegetație. El este construit din fire de ierburi (graminee) uscate, crenguțe și frunze uscate, pe care-l căptușește cu fire de iarbă foarte fine, rădăcinuțe sau alte resturi vegetale fine, uneori cu păr de la animale. Dombrowski a găsit cuiburi stând pe un butuc ori în bifurcația unei sălcii mai puternice, aproape de pământ.
În Republica Moldova cuiburile sunt amplasate pe pământ la baza tufarilor, printre frunzele uscate sau la rădăcinile unor tufe sau în lizieră și sunt alcătuite din vegetație uscată (frunze, fire de iarbă), puf și fire de păr.

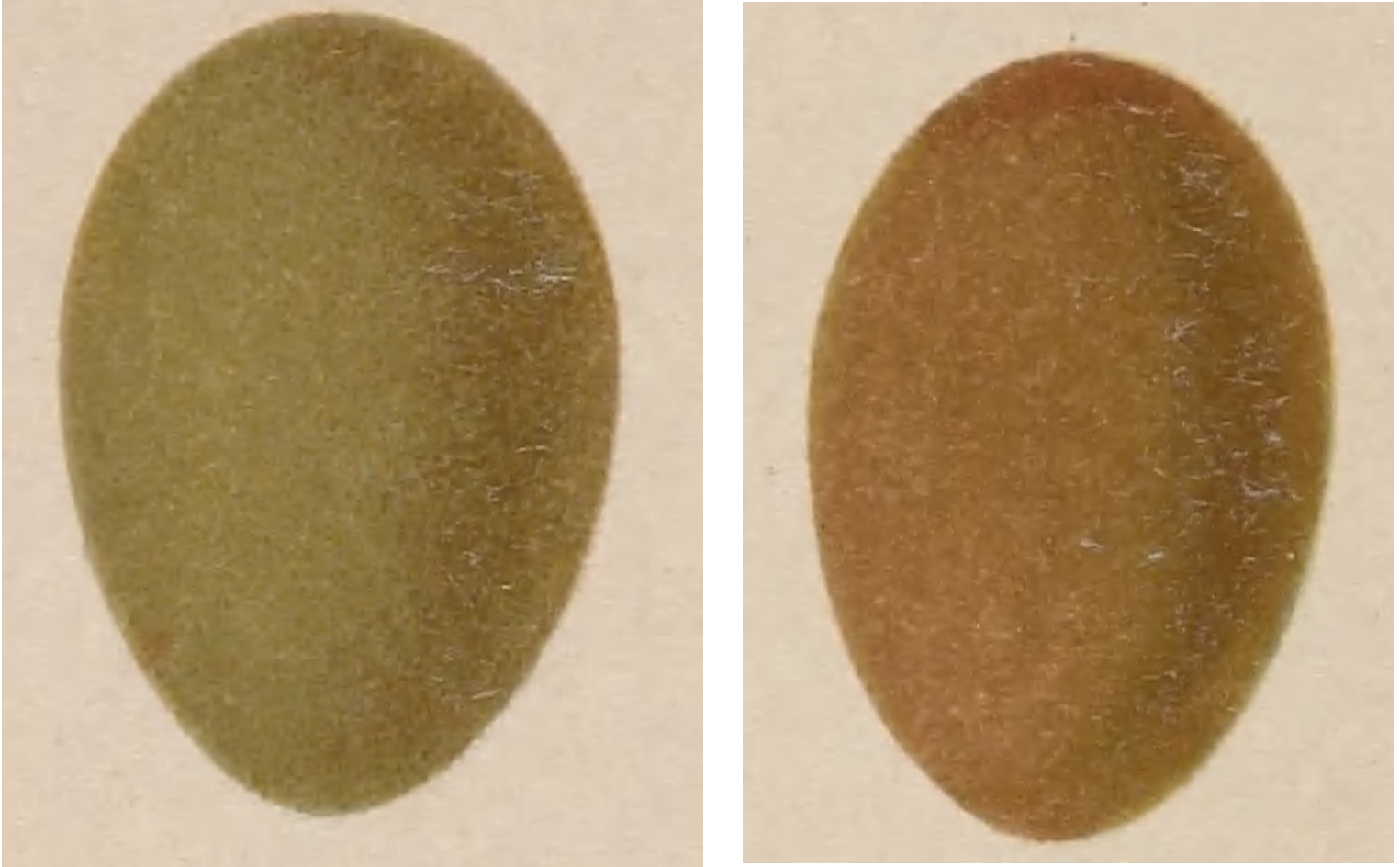
Ouăle privighetorii de zăvoi după Naumann.

### Ponta
Depunerea ouălor are loc de la mijlocul până la sfârșitul lui mai în cea mai mare parte a arealului pentru care există informații.
 Depune o singură pontă pe an, dar poate să depună o pontă de înlocuire dacă prima este pierdută; o dată a început să depună ponta de înlocuire la o zi după pierderea primei ponte în ziua 8 de incubare. Ponta constă de obicei din 4–5 ouă. În 47 de ponte depuse în vestul Finlandei 9 ponte conțineau câte 4 ouă fiecare și 36 ponte conțineau câte 5 ouă fiecare; în medie 4,8 ouă/pontă. Mărimea pontei complete în 48 cuiburi studiate în regiunea Sumî (Ucraina) a fost de 3 ouă în 2 cuiburi, 4 ouă în 9 cuiburi, 5 ouă în 32 cuiburi, 6 ouă în 5 cuiburi, în medie 4,83 ± 0,10 ouă/pontă, 66,7% ponte au avut fiecare câte 5 ouă. Ouăle sunt subeliptice, netede și ușor lucioase; au o culoare variabilă, ocru (brun-gălbuie) sau măslinie, verzuie, albastru-cenușie, cu pete mici roșiatice care dau obișnuit o nuanță roșiatică întregului ou, uneori doar pe capătul rotund; adesea ouăle au pete neregulate alb-cretacee. Dimensiunile ouălor sunt 21,8 × 16,2 mm (în 80 de ouă studiate variațiile au fost de 20,0–24,2 × 15,3–17,1 mm). Greutatea a 39 de ouă proaspete studiate în vestul Finlandei a fost de 3,18 ± 0,05 g.
Clocește numai femelă timp de circa 13–14 zile. În vestul Finlandei incubația a durat 13,3 ± 0,14 zile și a fost asigurată numai de către femelă. Femelă nu este hrănită la cuib de mascul și părăsește cuibul pe o durată medie de 9,3 min o dată sau de două ori pe oră pentru a se hrăni.

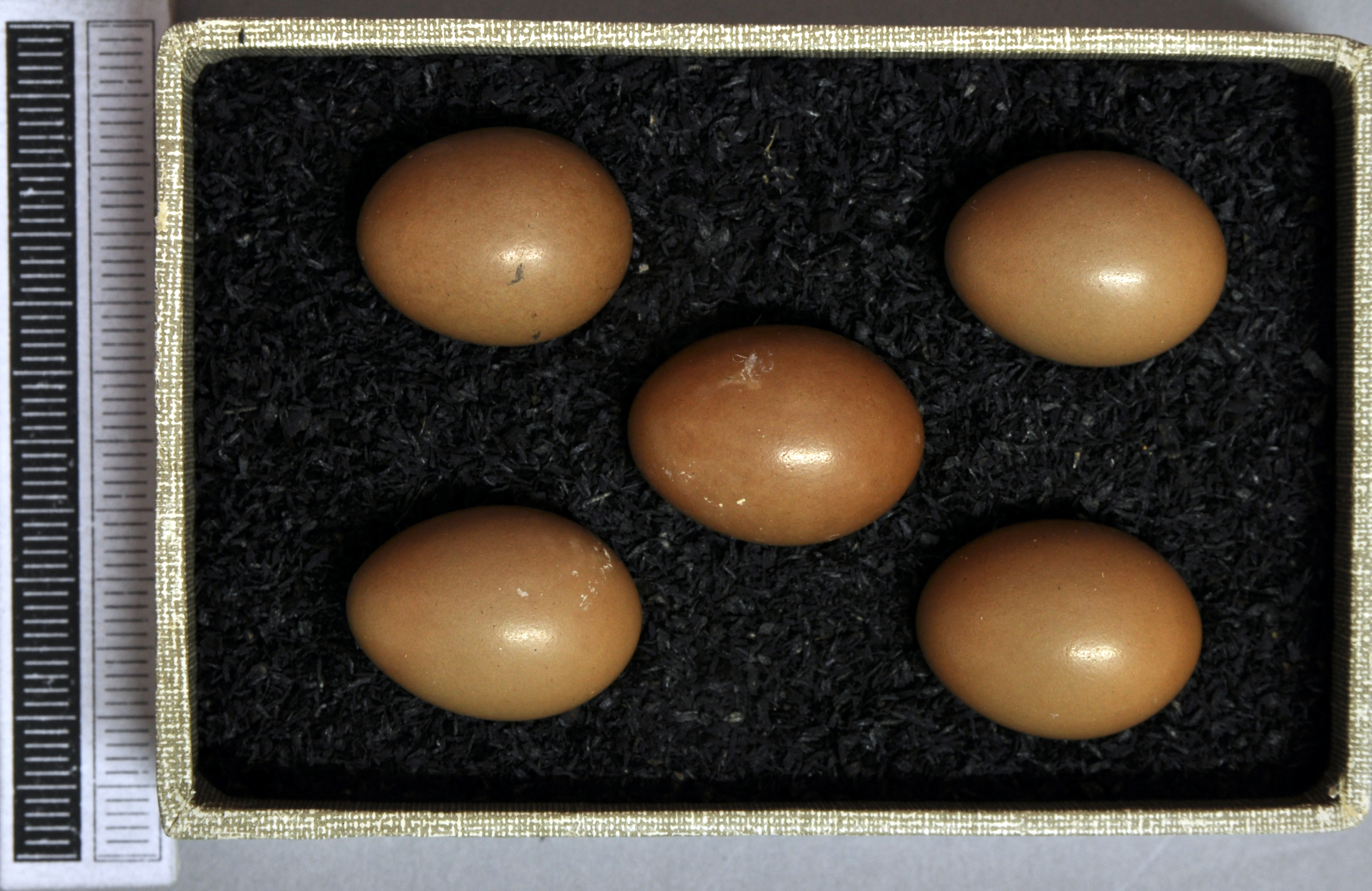
Ouăle privighetorii de zăvoi într-o colecție din muzeul Wiesbaden

În România pontă este depusă la sfârșitul primei decade a lunii mai, putându-se prelungi până la începutul lunii iunie. În România ponta este formată adesea din 5 ouă, rareori 4 sau 6 ouă, pe care femela le clocește timp de 13–14 zile. În perioada clocitului, femela este extrem de afectată pentru progenitură încât numai în cazuri extreme părăsește cuibul pentru a se hrăni. În perioada clocitului masculul aduce hrana la cuib. Ouăle au dimensiunea de 21,7 × 16,2 mm și au o culoare albastru-lăptos, simple sau ornate cu pete de culoare brun-ruginie. Dombrowski a găsit că ouăle erau ceva mai mari decât cele de priveghetoare roșcată, la culoare însă cam la fel, brun-măslinii și verzi-măslinii. Șaptesprezece ouă măsurate de Dombrowski au avut în medie 21,7 × 16,3; maxim. 23,9 × 16,8; minim. 20,3 × 15,4 mm.
În Republica Moldova femela depune 4–5 ouă de culoare măslinie, pe care le clocește 14–15 zile. În Transnistria ponte proaspete ale privighetorii de zăvoi au fost găsite de Averin și Ganea de la sfârșitul celei de-a doua decade ale lunii mai. În raionul Orhei (în pădurea de la Vîșcăuți), la 1 iunie a fost găsită o pontă cu ouă slab clocite. În 1961 în pădurea Pîrîta (Pererîta) din raionul Dubăsari au fost găsite ponte cu 5 ouă proaspete pe 20, 21, 22 mai, iar în 1962 în pădurea Morozeni din raionul Orhei au fost găsite ponte proaspăt depuse pe 18, 19 și 24 mai. Pe 6 iunie 1967 a fost găsită o pontă incompletă proaspăt depusă din 3 ouă în pădurea Trifăuți din raionul Soroca. Cea mai târzie pontă cu patru ouă clocite a fost găsită pe 19 iunie 1960 în pădurea Morozeni din raionul Orhei.

### Puii
Puii sunt nidicoli și deschid ochii după 7 zile de la eclozare. Puii rămân în cuib 8–12 zile și cerșesc hrana deschizând gura pe tăcute sau scoțind strigăte de cerșit. Ambii părinți hrănesc puii, masculul mai mult în primele zile până când femela este scutită de necesitatea de a acoperi puii; masculul lasă uneori hrana femelei din cuib pentru ca aceasta să hrănească puii. În primele zile, unul sau ambii părinți înghit sacii fecali ai puilor, mai târziu îi aruncă mai departe de cuib.
Puii sunt acoperiți și încălziți numai de femelă, mai asiduu după eclozarea lor, dar sunt hrăniți de ambii părinți. Într-un cuib, femela a acoperit puii 27% din timp între orele 02.00–09.00, 18% între 09.00–15.00, 15% între 15.00 și 22.00. Puii sunt acoperiți pentru perioade scurte de timp: fiecare perioadă durează 1–19 min., în medie 10,4. În timpul verilor călduroase puii nu sunt acoperiți de femelă după a 4-a zi de la eclozare. Masculul nu hrănește femela care clocește ouăle și acoperă puii, și de aceea ea părăsește cuibul din când în când fără zgomot pentru a se hrăni.
Puii părăsesc cuibul la 8–12 zile (de obicei la 9–10 zile) de la eclozare, înainte de a putea zbura bine. În Finlanda puii au părăsit cuibul după 9,6 ± 0,2 de zile de la eclozare în 8 cuiburi studiate. Puii stau în următoarele 4–5 zile în vegetația joasă. Deoarece au părăsit cuibul înainte de a putea zbura, continuă să cerșească mâncare. Părinții continuă să aibă grijă de pui și să-i hrănească timp de 2–3 săptămâni după ce aceștia au părăsit cuibul, iar puii din aceași pontă pot continua să stea împreună câtva timp după ce au devenit independenți. Într-un caz, probabil excepțional, masculul hrănea un pui în vârstă de 30 de zile din prima pontă în timp ce femela clocea ouăle din a doua pontă. Ca și la privighetoarea roșcată, părinți pot să împartă puii din aceași pontă după ce aceștia au părăsit cuibul: într-un caz fiecare părinte a avut grijă de 2 pui. Puii devin independenți la 2–3 săptămâni după părăsirea cuibului, dar pot rămâne în contact strâns (chiar și în stadiile inițiale ale plecării lor din locul de cuibărit). După ce au părăsit cuibul, puii nu se întorc de obicei în el ca se odihnească, dar un pui pipernicit care a părăsit cuibul a fost găsit în cuib în 2 seri, probabil că se odihnea în el.
În România puii, după eclozare, sunt hrăniți la cuib de părinți timp de 9–12 zile, apoi aceștia părăsesc cuibul instalându-se pe diverse tufe din apropiere, unde mai primesc hrană de la părinți încă o perioadă, până devin apți de zbor.
În Republica Moldova au fost observați de Averin și Ganea de nenumărate ori pui care numai ce au părăsit cuibul la vârsta de 12–13 zile în a treia decadă a lunii iunie. Cea mai timpurie părăsire a cuibului de către pui a fost înregistrată pe 16 iunie 1968 în pădurea Lozova din raionul Strășeni. N. A. Gladkov (1954) a găsit lângă Bahmut pe 23–24 iunie pui care erau mai mult sau mai puțin independenți.

### Maturitatea sexuală
Femelele și majoritatea masculilor ating maturitatea sexuală la vârsta de 2 ani, dar unii masculi la vârsta de un an.

### Longevitatea
Cea mai în vârstă pasăre inelată avea 8 ani și 11 luni. Cel mai în vârstă exemplar găsit mort în Germania avea peste 8 ani și 10 luni, iar în Ungaria o pasăre inelată avea 8 ani.

### Succesul reproductiv
Într-un studiu din vestul Finlandei succesul reproductiv a fost destul de ridicat, din cele 216 de ouă depuse în 45 de cuiburi studiate puii au eclozat în 86%, iar 89,2% din puii eclozați au părăsit cuibul și au devenit independenți, succesul reproductiv total fiind de 76,8%. În 50 de cuiburi studiate în regiunea Sumî (Ucraina), din 229 de ouă au eclozat 209 pui (91,3%), dintre care 204 (89,1%) pui au părăsit cuibul și au devenit independenți, ceea ce dă o medie de 4,08 ± 0,22 pui independenți pentru fiecare pereche cuibăritoare. Cauzele mortalității puilor sunt animalele prădătoare (vulpile, pisicile, jderii, dihorii, nevăstuicile, șobolanii, șerpii, broaștele, herminele, coțofenele, sfrânciocii), inundațiile din luncile care distrug cuibul și puii din el. Alte cauze ale eșecului reproductiv sunt abandonarea cuibului de păsările adulte din cauza perturbărilor antropogene. Într-un studiu din regiunea Voronej (Rusia) pierderile ouălor și puilor din cuib au fost considerabile de aproximativ 40%. Din 152 de ouă depuse au eclozat 120 de pui, iar dintre aceștia numai 91 de pui au supraviețuit. Cauzele principale ale mortalității ouălor și puiilor au fost animale prădătoare, care uneori împreună cu ouăle sau puii au ucis și pasările adulte. Aceeași soartă au avut 3 femele din 33 observate. Numărul ouălor sterile a fost extrem de mic: 2 din 152.

## Deplasările sezoniere
Privighetoarea de zăvoi este o pasăre migratoare pe distanțe lungi cu căi de migrație tipice în formă de pâlnie. Păsările din întreg arealul de reproducere converg către o zonă de iernare relativ îngustă în estul Africii - predominant la sud de ecuator (mai ales din sudul Tanzaniei spre sud până în estul Africii de Sud), unele mai la nord în sudul Etiopiei. În timpul migrației de primăvară zboară cu o viteză de cca. 80 km/zi în estul Africii, 230 km/zi deasupra deșertului și 80 km/zi în Europa. În migrația de toamnă zboară cu o viteză de cca. 120 km/zi în Europa, 140 km/zi când traversează deșertul și numai cca. 20 km/zi în nord-estul și estul Africii.

### Migrația de primăvară
Părăsesc cartierele de iarnă din Africa la mijlocul-sfârșitul lui martie și exodul se finalizează pe la începutul lui aprilie. Pasajul spre nord prin estul Zairului are loc la jumătatea lui martie și prin Kenya de la sfârșitul lui martie până în a 3-a săptămână a lui aprilie cu perioada de vârf în prima săptămână a lui aprilie. Pasajul de primăvară spre locurile de cuibărit durează mai puțin și este evident în Kenya, aici multe păsări zboară probabil mai departe și se deplasează în general mai spre estul Kenyei (uneori specia este comună pe coastă, spre deosebire de toamna), dar mulți indivizi probabil se îndreaptă direct spre centrul și estul Etiopiei, și posibil spre Somalia; nu a fost înregistrată primăvara în Sudan, toate păsările care iernează părăsesc de obicei Zambia și Malawi până la sfârșitul lui martie sau în primele zece zile ale lui aprilie. Populațiile care iernează părăsesc sudul Etiopiei la începutul lui aprilie, dar pasajul continuă până la sfârșitul lui aprilie (nu a fost înregistrată după 5 mai).
Pasajul prin Egipt are loc mai ales la mijlocul lui aprilie - începutul lui mai; este mai puțin comună sau numeroasă în Egipt primăvară decât toamna și se întâlnește rar pe coasta sudaneză a Mării Roșii și în Arabia. Majoritatea zboară mai departe, probabil multe fac o escală în Orientul Mijlociu. Pasajul prin estul Mediteranei și Orientul Mijlociu are loc de la mijlocul lui aprilie (mai devreme la mijlocul lui martie în Egipt) până la sfârșitul lui mai, pasajul principal prin Israel are loc de la mijlocul lui aprilie până la sfârșitul lui mai, uneori la mijlocul lui iunie. În număr mic trec în pasaj prin estul Arabiei Saudite și Statele Golfului Persic (Oman, Emiratele Arabe Unite, Bahrain și Kuweit) de la mijlocul lui aprilie până la mijlocul lui mai sau începutul lui iunie. Pasajul prin nordul Iranului se desfășoară de obicei de la mijlocul lui aprilie până la jumătatea lui mai. Păsările care trec mai târziu prin Orientul Mijlociu se îndreaptă probabil spre zonele estice ale arealului de cuibărit (primele păsări sosesc în sud-centrul Siberiei nu mai devreme de a doua jumătate a lunii mai), în timp ce păsările care trec mai devreme se deplasează probabil spre zonele vestice ale arealului de cuibărit, unde sosesc de obicei în primele 10 zile ale lui mai.
Este comună în Azraq (Iordania) și în Liban și Siria, iar pasajul spre nord are loc prin Irak, Iran și estul Mediteranei. Specia este prezentă în Iordania, nord-estul Israelului, Siria și Liban de la mijlocul lui aprilie până la începutul lui mai, și de la sfârșitul lui aprilie până la mijlocul lui mai în Irak și Iran. În Cipru poate să fie mai comună decât se presupunea, iar multe privighetori roșcate (Luscinia megarhynchos) înregistrate vizual sunt probabil privighetori de zăvoi, de ex. din 357 privighetori capturate cu clei primăvara doar 112 erau privighetori roșcate. Primăvara este rară în Turcia. Trece prin Cipru la sfârșitul lui martie și în aprilie și prin platoul central al Turciei de la jumătatea lui martie, pasajul atingând maximul la sfârșitul lui aprilie și începutul lui mai. Se întâlnește de la mijlocul lui aprilie până la mijlocul lui mai pe coastele europene ale Mării Negre.
Sosește în sud-vestul arealului de reproducere din România și Ucraina la jumătatea lui aprilie. În Hiddensee (Germania) ajunge în primele 10 zile ale lunii mai, iar întreaga populație sosește de obicei până la 20 mai. În Suedia sosește la sfârșitul lui aprilie și primele zece zile ale lui mai. În Rusia europeană sosește de la sfârșitul lui aprilie în sudul arealului până la începutul sau mijlocul lui mai în nordul arealului, dar ajunge în centrul Rusiei și nordul Kazahstanului nu mai devreme de mijlocul lui mai (data medie a sosirii în Tomsk din sud-centrul Siberiei a fost 17 mai în decurs de peste 16 ani) și lângă Tobolsk la sfârșitul lui mai. Înregistrările speciei în timpul primăverii în Marea Britanie sunt de 6 ori mai frecvente decât înregistrările din timpul toamnei, aceasta este probabil legată de extinderea arealului. Într-un studiu din estul Germaniei, femelele au sosit în locurile de cuibărit cu 8–10 zile mai târziu decât masculii.

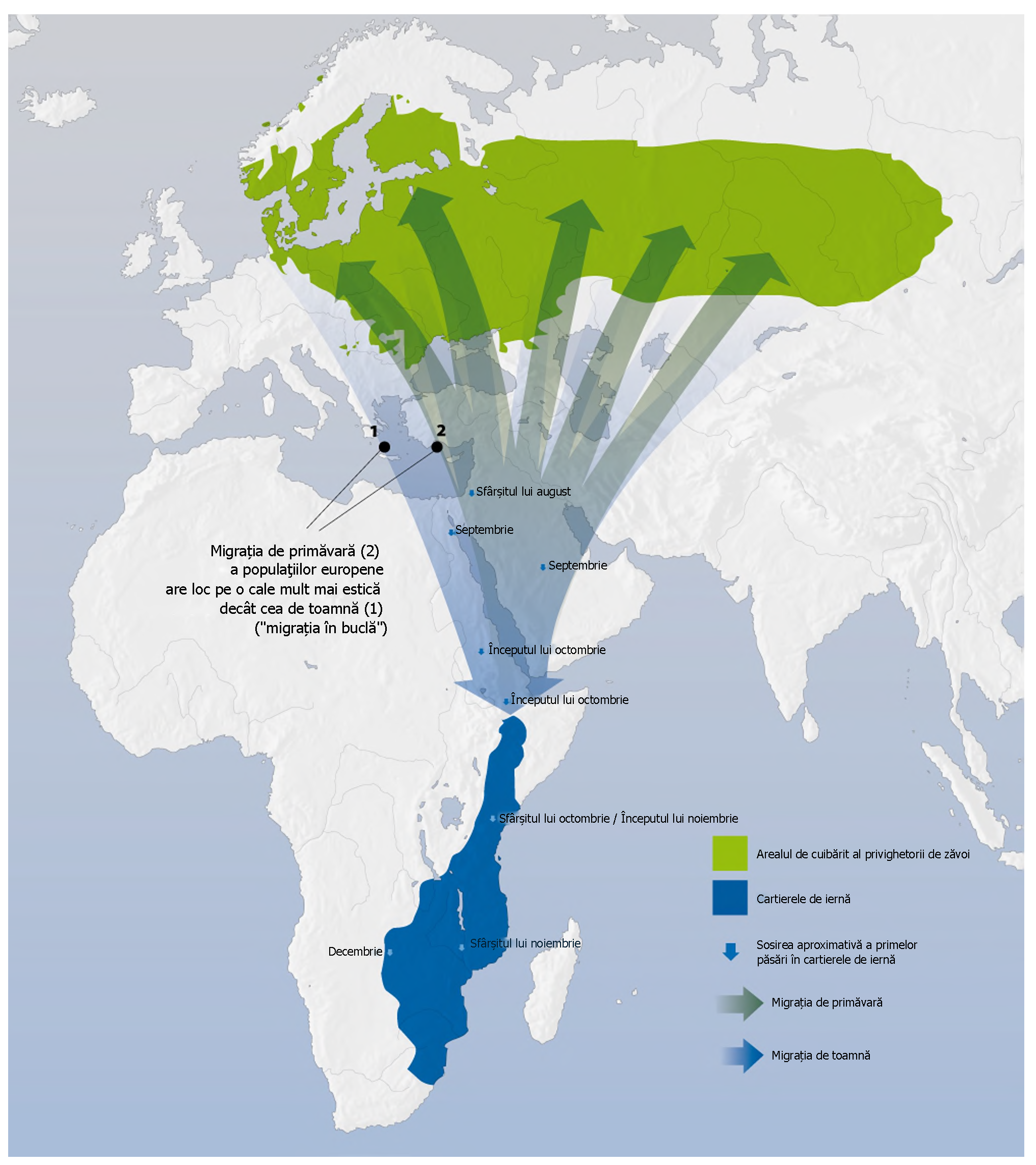
Migrația privighetorii de zăvoi

### Migrația de toamnă
Privighetoarea de zăvoi urmărește vegetația verde și insectele abundente care apar după ploi, ajustând calendarul și direcția deplasărilor migratorii cu modificările sezoniere ale disponibilității hranei în Europa și Africa. Specia se oprește de mai multe ori pentru perioade mai lungi în timpul migrației de toamnă pentru a se hrăni. Păsările stau probabil trei-patru săptămâni în sudul Europei (peninsula Apeninică și peninsula Balcanică), apoi stau până la 2 luni (sau câteva dintre ele chiar pot rămâne toată iarna) în zonele verzi din estul Sudanului și vestul Etiopiei, apoi își continuă călătoria spre hățișurile din estul Kenyei de la sfârșitul lui noiembrie până la sfârșitul lui decembrie. Din locurile de cuibărit din vestul arealului, specia migrează toamna în direcția sud-est. Este foarte comună în estul Mediteranei în migrația de toamnă, dar și peninsula Apeninică poate fi o cale de migrație pentru ea, însă căile de migrație mai estice (zona balcanică) sunt probabil mai importante, deoarece există un număr relativ mic de păsări inelate în Italia în timpul migrației de toamnă.
Populațiile migrează din nord-centrul și estul Europei (în direcția sud-est înainte de a se îndrepta spre sud) și vestul Rusiei mai ales la sfârșitul lui iulie sau începutul lui august, cu un pasaj principal prin Ungaria, România și Bulgaria la jumătatea lui august, pasajul principal prin Slovenia are loc puțin mai târziu în această lună sau la începutul lui septembrie, trec apoi de-a lungul țărmului vestic al Mării Negre și traversează estul Mediteranei. Pasajul de toamnă sud-estic este indispensabil pentru populația vestică din regiunea baltică înainte de a se îndrepta spre sud în nord-estul Africii. În estul Germaniei, pasajul are loc aproape în întregime la est de râurile Spree și Neisse. În timpul migrației este comună în Bulgaria și România și pe coasta Mării Negre a Turciei.
Pasajul către sud prin Ucraina și prin estul Mediteranei spre nordul Egiptului are loc în special de la mijlocul până la sfârșitul lui august și în septembrie, dar primul pasaj în Crimeea are loc pe la sfârșitul lui iulie și specia este prezentă în unele zone ale Rusiei până la jumătatea sau sfârșitul lui septembrie. Trece în pasaj prin Cipru de la mijlocul lui august până în octombrie cu maximul la sfârșitul lui august și în septembrie, prin Egipt de la mijlocul lui august până la mijlocul lui octombrie cu perioada de vârf de la sfârșitul lui august până la mijlocul lui septembrie și prin centrul Sudanului în august-noiembrie cu perioada de vârf la sfârșitul lui septembrie. În timpul pasajului prin estul Mediteranei este comună în Cipru, dar în Malta apare numai accidental. Comună în pasaj în estul Egiptului.
Populațiile cuibăritoare în centrul arealului probabil migrează spre sud între Marea Neagră și Marea Caspică și se alătură în estul Mediteranei populațiilor cuibăritoare în vestul arealului. Păsările din estul arealului de cuibărit se deplasează în principal prin Caucaz și litoralul Mării Negre din nordul Turciei (dar în general sunt rare sau puțin numeroase în Armenia și Iran) de la mijlocul lui august până la mijlocul sau sfârșitul lui septembrie, trec prin Bosfor până la sfârșitul lui septembrie și de la începutul lui august pe platoul central al Turciei. Unele se alătură păsărilor care pleacă spre sud din vestul și centrul arealului, cu recuperări în Egipt ale păsărilor inelate în Danemarca, Suedia și Finlanda, iar în Germania a fost recuperată o pasăre inelată în Egipt. Pasajul prin Liban este destul de limitat și are loc de la începutul lui septembrie până la jumătatea lui octombrie, prin Israel de la jumătatea lui august până la jumătatea lui noiembrie, dar pasajul principal se încheie până la mijlocul lui septembrie. Cel puțin unele populații cuibăritoare în estul arealului migrează prin estul și apoi prin sudul coastelor Mării Caspice de la sfârșitul lui august până la mijlocul lui septembrie și prin vestul Iranului, Irak și Statele Golfului Persic în septembrie și la începutul lui octombrie (de la mijlocul lui august până la mijlocul lui octombrie în Kuweit și de la începutul lui august până la începutul lui noiembrie în Oman, în septembrie-octombrie prin Bahrain). Pasajul prin sudul Mării Caspice are loc de la sfârșitul lui august până la mijlocul lui septembrie și prin Orientul Mijlociu de la sfârșitul lui august până la începutul lui octombrie, atingând apogeul la jumătatea lui septembrie.
A fost înregistrată în pasaj în Irak și la sud de Marea Caspică în Iran. În pasaj se întâlnește în număr mic în statele din Golful Persic, rareori în Oman și rar în Yemenul de Nord. În Yemen în trecut (la începutul anilor 1950) a fost menționată că este destul de comună (posibil eronat), cu mii de înregistrări în pasajul de primăvară, scăzând la câteva sute în 1950–1951, dar înregistrările recente arată că este o pasăre de pasaj rară sau puțin numeroasă toamna.
Ajunge pe coasta sudaneză a Mării Roșii în perioada 10 august - 12 octombrie, în principal în perioada 25 august - 20 septembrie, pasajul principal prin Etiopia are loc din a 2-a săptămâna a lui septembrie până la începutul lui noiembrie. Intră în Africa probabil pe un front larg traversând Arabia și Marea Roșie, la est de longitudinea 25°E, uneori în număr mare, populația vestică din regiunea baltică traversând astfel cel puțin longitudinea estică 20°. Multe intră în Africa traversând nordul Mării Roșii. Este foarte numeroasă toamna pe coasta Sudanului (de ex. este a doua din cele mai frecvente păsări migratoare pe coasta sudaneză în august-septembrie) și de-a lungul râului Nil în august (data medie a sosirii pe coasta Mării Roșii este 10 august) și septembrie (un număr mai mic trec în pasaj la începutul lui noiembrie), dar este rară sau absentă la vest de Nil. Există o singură înregistrare în sudul Sudanului, dar este numeroasă în pasajul de toamnă în Etiopia, în principal în Valea Marelui Rift. Este comună sau foarte numeroasă la est de Valea Marelui Rift în timpul migrației spre sud, când mai mult de 31.000 de păsări au fost inelate în noiembrie-decembrie în Parcul Național Tsavo West (Kenya) în 1969–1995, dar mai puțin numeroasă primăvara de la sfârșitul lui martie până la mijlocul lui aprilie.
Migrația în Kenya începe la sfârșitul lui octombrie; perioada de vârf a migrației în Ngulia are loc în perioada 10 noiembrie - 10 decembrie cu un pasaj oarecare până la sfârșitul lui decembrie, acest calendar arată că are loc o migrație în etape și unele păsări fac un popas probabil până la 2 luni în zonele verzi din estul Sudanului și vestul Etiopiei (mai ales în Valea Marelui Rift), de la sfârșitul lui august până la sfârșitul lui noiembrie, majoritatea continuându-și drumul până la începutul lui noiembrie. Prin urmare, pasajul prin Kenya are loc prin vest-nord, păsările migrează la est de lacul Turkana și munții Aberdare și sunt mai comune în zonele centrale și sudice, limita estică a pasajului este clar conturată, dar din când în când păsările sunt înregistrate mai la est până în Garissa, dar niciodată în zona de coastă, bazinul inferior al râului Tana sau în nord-estul Kenyei. Păsările fac popasuri în număr mare în tufărișurile din estul Keniei numai după ce vegetația a înfrunzit, de obicei de la sfârșitul lui noiembrie până la sfârșitul lui decembrie.
Pasajul principal continuă mai departe printr-o fășie îngustă prin est-centrul și sud-estul Keniei (neajungând la coasta), posibil și prin sudul Somaliei și nordul Tanzaniei, de la începutul lui noiembrie și specia este prezentă în Zambia și Malawi pe la jumătatea - sfârșitului lui noiembrie (uneori nu mai devreme de mijlocul lui decembrie/ianuarie), indicând că migrația continuă cel puțin până la jumătatea lui decembrie, când este înregistrată în Zimbabwe și nordul Botswanei, câteodată la începutul lui ianuarie, iar majoritatea părăsesc zonele mai sudice până la sfârșitul lui martie - începutul lui aprilie. Majoritatea sosesc în sudul Africii de la sfârșitul lui noiembrie, greutățile mari ale unor păsări din sudul Malawiului în decembrie și începutul lui ianuarie sugerează că unele se află încă în pasaj.
În Kenya, în unele locuri specia este comună la altitudini de 500–1500 m, la est de regiunile muntoase, în principal în districtele Meru și Kitui până în regiunea Voi-Taita; numărul indivizilor este variabil în funcție de abundența ploilor din decembrie-februarie. Există puține înregistrări la vest de Valea Marelui Rift și nici una în Uganda. A fost înregistrată în Tanzania la vest până la lacul Manyara, Tabora și Rukwa. Probabil este comună în Zambia, în principal în nordul extrem, la est de munții Muchinga, Copperbelt (Centura Cuprului) și la sud de latitudinea sudică 15°S. Comună în sudul Malawiului. Nicăieri nu este numeroase în Zimbabwe, a fost înregistrată în Zambezi în Mozambic, pe râul Okavango (Cubango) în Namibia, râul Botletle (Boteti) în Botswana, iar mai la sud în Transvaal și Natal, Africa de Sud. Există 2 înregistrări în Nigeria, în septembrie-octombrie, destul de departe la vest de arealul obișnuit.

### Deplasările sezoniere în România și Republica Moldova
În România privighetoarea de zăvoi (filomela) este o specie migratoare care își face apariția din cartierele de iernat în a treia decadă a lunii aprilie, continuându-și pasajul până la sfârșitul primei decade a lunii mai, iar pasajul de toamnă începe din a doua decadă a lunii august până la mijlocul lui septembrie. Adesea, sosirile sunt în masă compactă putându-se auzi zeci de cântece, în plină zi, în zonele de pasaj (coasta Mării Negre, zona Iașilor; zona Bucureștilor etc.). În timpul pasajului se pot captura foarte multe exemplare. Specia este prezentă în România începând din luna IV și până în luna IX.
După Dombrowski privighetoarea de zăvoi apare primăvara în România la mijlocul lui aprilie, întâi în exemplare singuratice; până la finele lunii sosesc însă toate în număr complet. Plecarea lor începe deja la începutul lui august și durează până la mijlocul lui septembrie, rareori mai departe. În pasajul de toamnă năvălește în țară, și este găsită pretutindeni, chiar și în grădinile din centrul Bucureștilor.
Data sosirii și plecării privighetorii de zăvoi în România după Dombrowski.
| Anul  | Primul exemplar | Ultimul exemplar |
| ----- | --------------- | ---------------- |
| 1896. | —               | 19.IX.           |
| 1897. | 10.IV.          | 23.IX.           |
| 1898. | —               | 14.IX.           |
| 1899. | 17.IV.          | —                |
| 1900. | 12.IV.          | 18.IX.           |
| 1901. | 10.IV.          | 1.X.             |
| 1902. | 21.IV.          | 15.IX.           |
| 1903. | —               | 27.IX.           |
| 1904. | 13.IV.          | 3.X.             |
| 1905. | 11.IV.          | 29.IX.           |
| 1906. | 14.IV.          | —                |
| 1907. | 15.IV.          | 20.IX.           |
| 1908. | —               | 1.X.             |
| 1909. | 20.IV.          | 19.IX.           |

În Republica Moldova privighetoarea de zăvoi sosește la sfârșitul lui aprilie și pleacă în august-septembrie. După datele culese de Averin și Ganea privighetoarea de zăvoi sosește primăvara în Republica Moldova la începutul decadei a III-a a lui aprilie. Uneori păsările sosesc puțin mai devreme. Cea mai timpurie dată a sosirii în Transnistria a fost înregistrată la 15 aprilie 1955. În 1956 primii indivizi au fost observați pe 22 aprilie în raionul Anenii Noi, în 1966 în nordul republicii pe 21 aprilie. Fluctuațiile datelor sosirii acestei specii în diferiți ani au fost mici, cu excepția anului 1955 și 1968. Migrația de toamnă în Moldova se observă de la sfârșitul lui august până la începutul lui septembrie. La 9 septembrie 1959, în grădina sovhozului Copanca au fost întâlnite mai multe privighetori. Pe 23 septembrie 1956, câțiva indivizi din această specie au fost observați în pădurea Cahul pe o tufă de soc (Sambucus nigra). Ultimele păsări au fost întâlnite la 2 octombrie 1965.
Data sosirii privighetorii de zăvoi în Republica Moldova după Averin și Ganea.
| Locul observației                                            | Data sosirii primelor păsări |
| ------------------------------------------------------------ | ---------------------------- |
| Pădurea Chițcani, raionul Tiraspol                           | 15.IV 1955                   |
| Pădurea Hîrbovăț, raionul Anenii Noi                         | 22.IV 1956                   |
| Pădurea Tabani, raionul Briceni                              | 19.IV 1957                   |
| Periferia Chișinăului (o livadă)                             | 20.IV 1958                   |
| Livada din Coșnița, raionul Dubăsari                         | 25.IV 1959                   |
| Grădina Botanică a Academiei de Științe a Moldovei, Chișinău | 18.IV 1960                   |
| Pădurea Coșnița, raionul Dubăsari                            | 21.IV 1961                   |
| Grădina Botanică a Academiei de Științe a Moldovei, Chișinău | 18.IV 1962                   |
| Stația agrobiologică a Institutului Pedagogic Tiraspol       | 22.IV 1963                   |
| Pădurea Edineț                                               | 21.IV 1966                   |
| Pădurea Lozova, raionul Nisporeni                            | 16.IV 1968                   |

## Statutul și conservarea
Specia nu este  amenințată cu dispariția la nivel global (LC după criteriile IUCN).
În România și Republica Moldova privighetoarea de zăvoi este o specie cu un efectiv optim și care la etapa actuală nu se află în pericolul diminuării.
Privighetoarea de zăvoi este protejată la nivel internațional și european prin: 
- Convenția de la Berna privind conservarea vieții sălbatice și a habitatelor naturale din Europa, adoptată la Berna la 19 septembrie 1979 (anexa 2 care interzice orice formă de capturare intenționată, de deținere și de ucidere intenționată; degradarea sau distrugerea intenționată a locurilor de reproducere sau a zonelor de repaus; perturbarea intenționată a faunei sălbatice, mai ales în perioada de reproducere, de dependență și de hibernare în așa fel încât perturbarea să aibă un efect semnificativ în ce privește obiectivele prezentei convenții; distrugerea sau culegerea intenționată a ouălor în natură sau deținerea lor, chiar goale; deținerea sau comercializarea internă a acestor animale vii sau moarte, inclusiv a animalelor naturalizate, și a oricărei părți sau produs al lor, ușor identificabil, obținut din animal, când această măsură contribuie la eficacitatea dispozițiilor prezentului articol).[193]
- Convenția privind conservarea speciilor migratoare de animale sălbatice, adoptată la Bonn la 23 iunie 1979), anexa 2 (specii de faună strict protejate).[194]

În România specia este inclusă în legea 407/2006 a vânătorii și a protecției fondului cinegetic, anexa 2, care include speciile la care  vânarea este interzisă (valoarea de despăgubire 80 euro).

### Amenințări potențiale
Privighetoarea de zăvoi este amenințată oriunde unde are loc modificarea, fragmentarea și pierderea  habitatului cauzate de  activitățile agricole, exploatarea  pădurilor sau a schimbării folosinței terenurilor care duc la diminuarea  stratului subarbustiv,  tufișurilor,  ierburilor înalte și dese și altor elemente esențiale ale habitatului în  zonele umede. Un alt factor important negativ care provoacă moartea privighetorii de zăvoi este utilizarea pe scară mare a  pesticidelor și  erbicidelor în agricultură și silvicultură.
Păsările adulte se ascund în  vegetația deasă și  migrează noaptea și rareori cad pradă  prădătorilor; însă ouăle și puii lor sunt vânați de  pisici,  câini,  vulpi,  jderi,  dihori,  nevăstuici,  șobolani,  șerpi,  broaște,  hermine și alți  răpitori.  Inundațiile din  luncile unde cuibărește specia distrug cuibul și puii din el.  Cuibul poate fi abandonat de păsările adulte din cauza perturbărilor antropogene. Incendiile vegetației provoacă daune uriașe  florei,  faunei și populației privighetorii de zăvoi, din nefericire aceste incendii sunt din ce în ce mai frecvente.

### Măsuri de conservare necesare
Printre măsurile pentru conservarea speciei se numără potrivirea  lucrărilor silvice cu biologia speciei, pentru a evita perturbarea ei în perioada  reproducerii, păstrarea  stratului subarbustiv în  pădurile exploatate, evitarea împăduririlor zonelor de  tufăriș, mai ales în  zonele umede, păstrarea zonelor împădurite cu scopul de a restabili  habitatele aflate în stare degradată, menținerea mozaicului de habitate cu prezența pâlcurilor de  copaci și a  arbuștilor în zonele destinate  activităților agricole, păstrarea și sporirea coridoarelor între zonele de  pajiști spontane incluzând în ele și  arbori răzleți, linii de arbori și grupuri de arbori neproductivi dispersate.
Sunt necesare măsuri pentru reducerea utilizării  insecticidelor și  erbicidelor în  silvicultură și  agricultură, iar în caz de necesitate și în lipsa unor alternative, se vor folosi numai insecticidele și erbicidele cu  toxicitate și persistență minimă care vor fi aplicate pe terenurile de reproducere a speciei numai în afara  perioadei de reproducere. Prevenirea sau penalizarea  incendierii ilegale a vegetației în tufărișuri. Păstrarea  miriștilor și interzicerea arderii acestora. Se vor aplica măsuri de control al populațiilor de  pisici și  câini domestici sau sălbăticiți.
Sunt necesare studii referitoare la diverse aspecte ale biologiei speciei, inclusiv ale parametrilor demografici,  migrației și  reproducerii speciei, inventarierea  zonelor de reproducere actuale și potențiale și identificarea zonelor importante pentru conservarea speciei.

## Imagini clasice

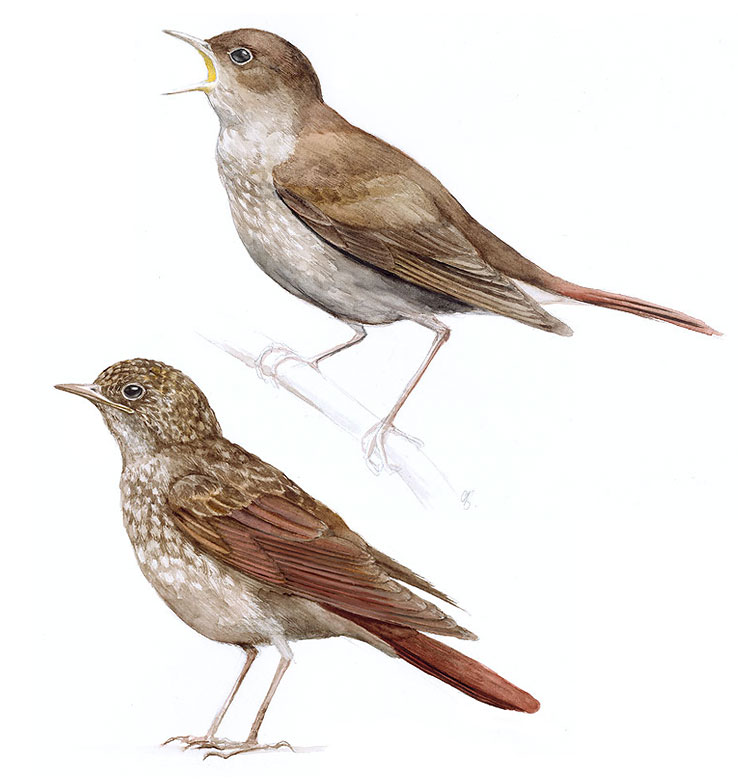
Privighetoarea de zăvoi. Sus - adultul, jos - juvenilul
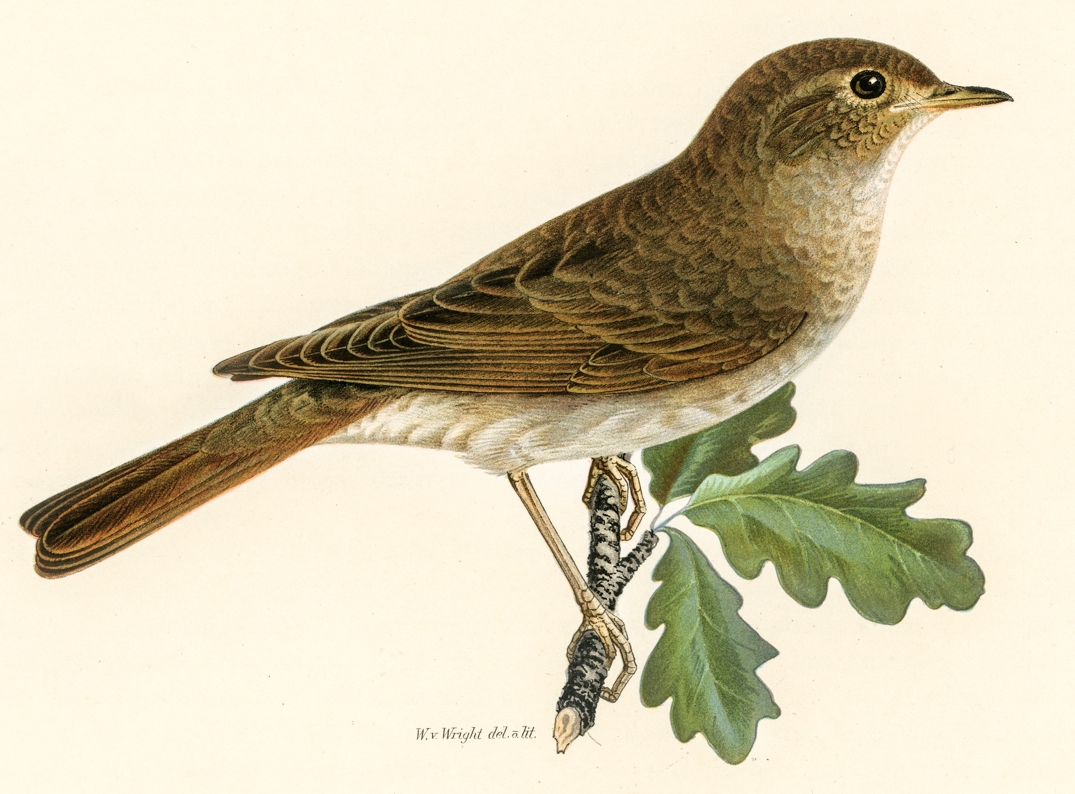
Privighetoarea de zăvoi după Svenska fåglar
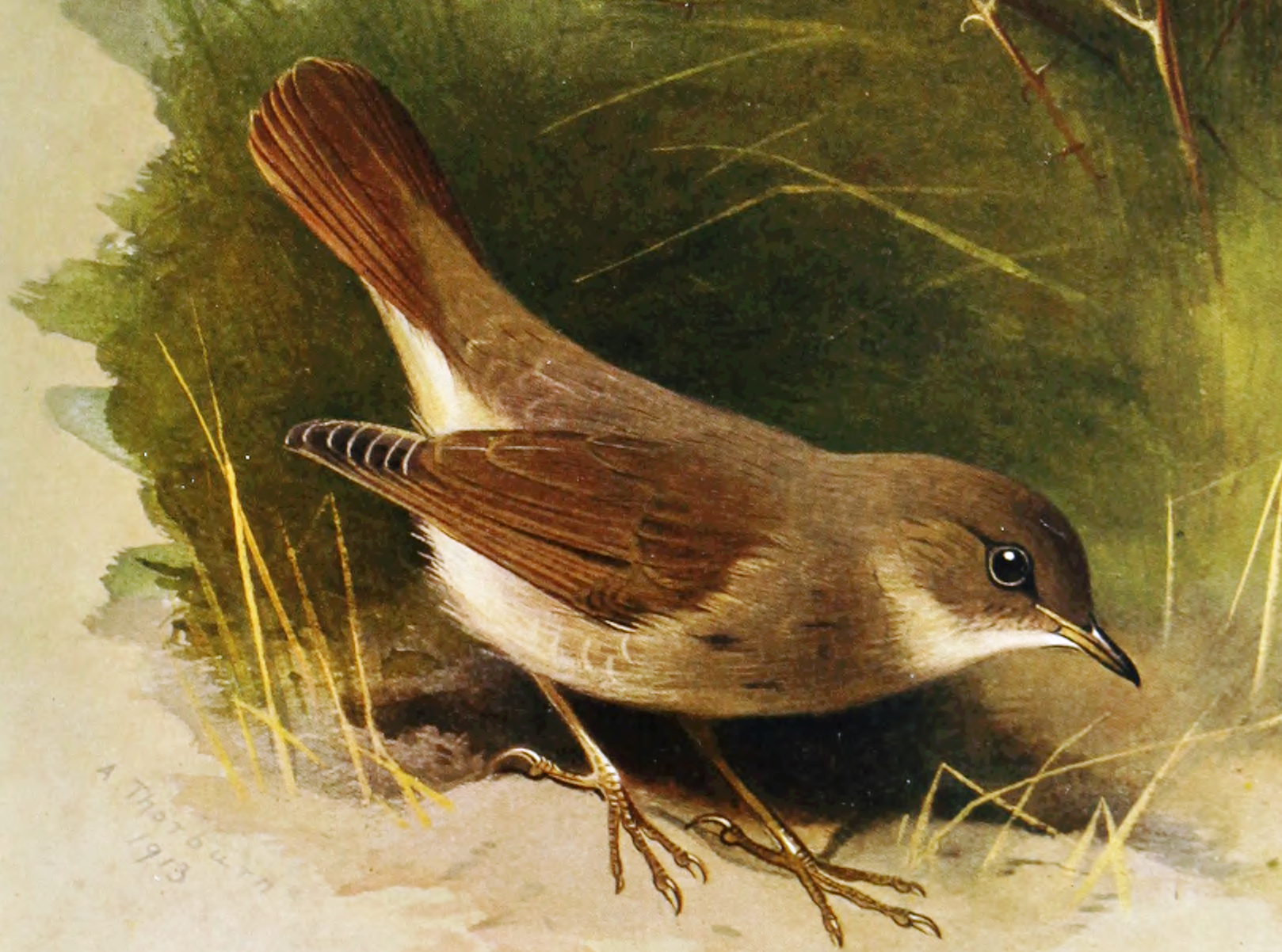
Privighetoarea de zăvoi după Archibald Thorburn
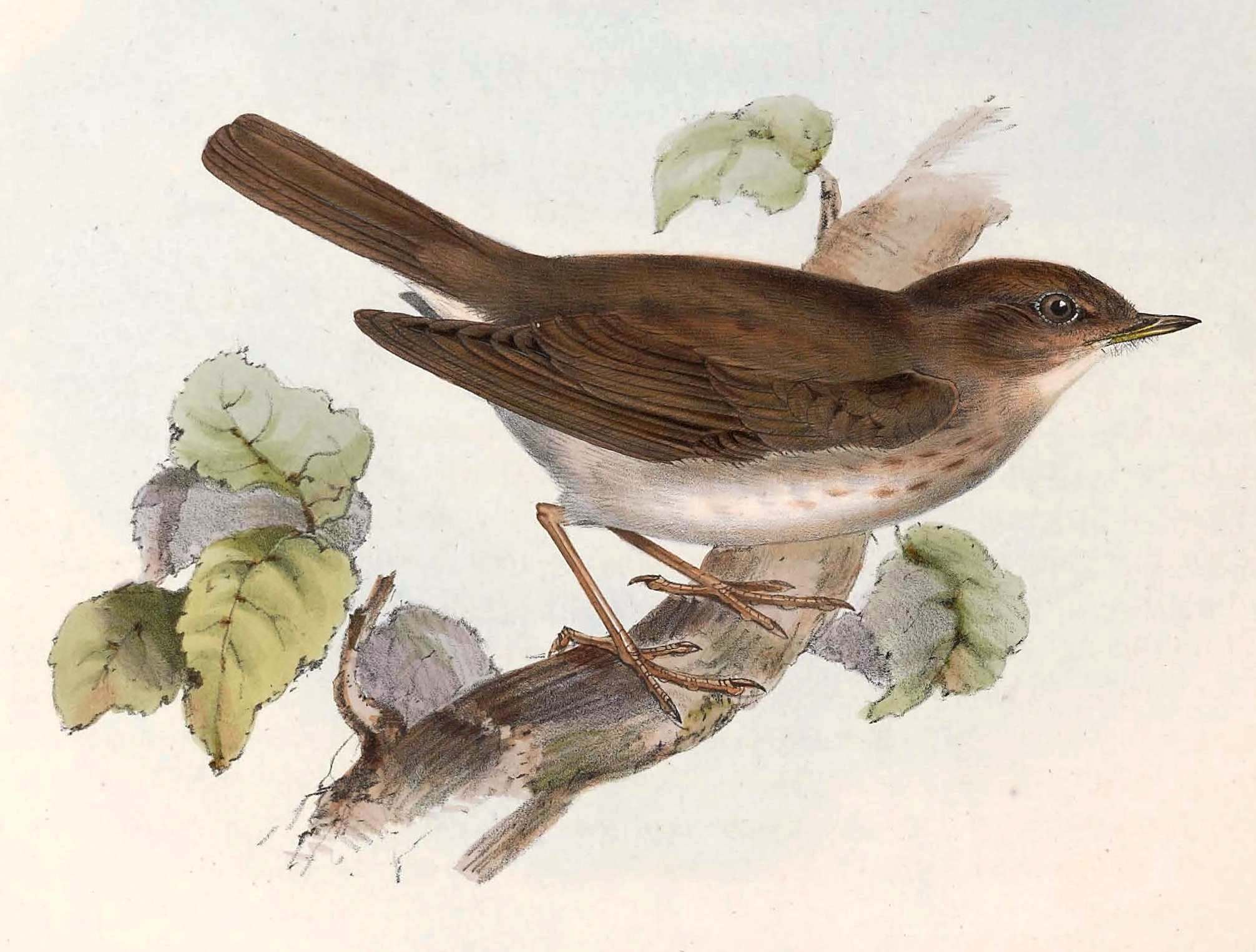
Privighetoarea de zăvoi după John Gould
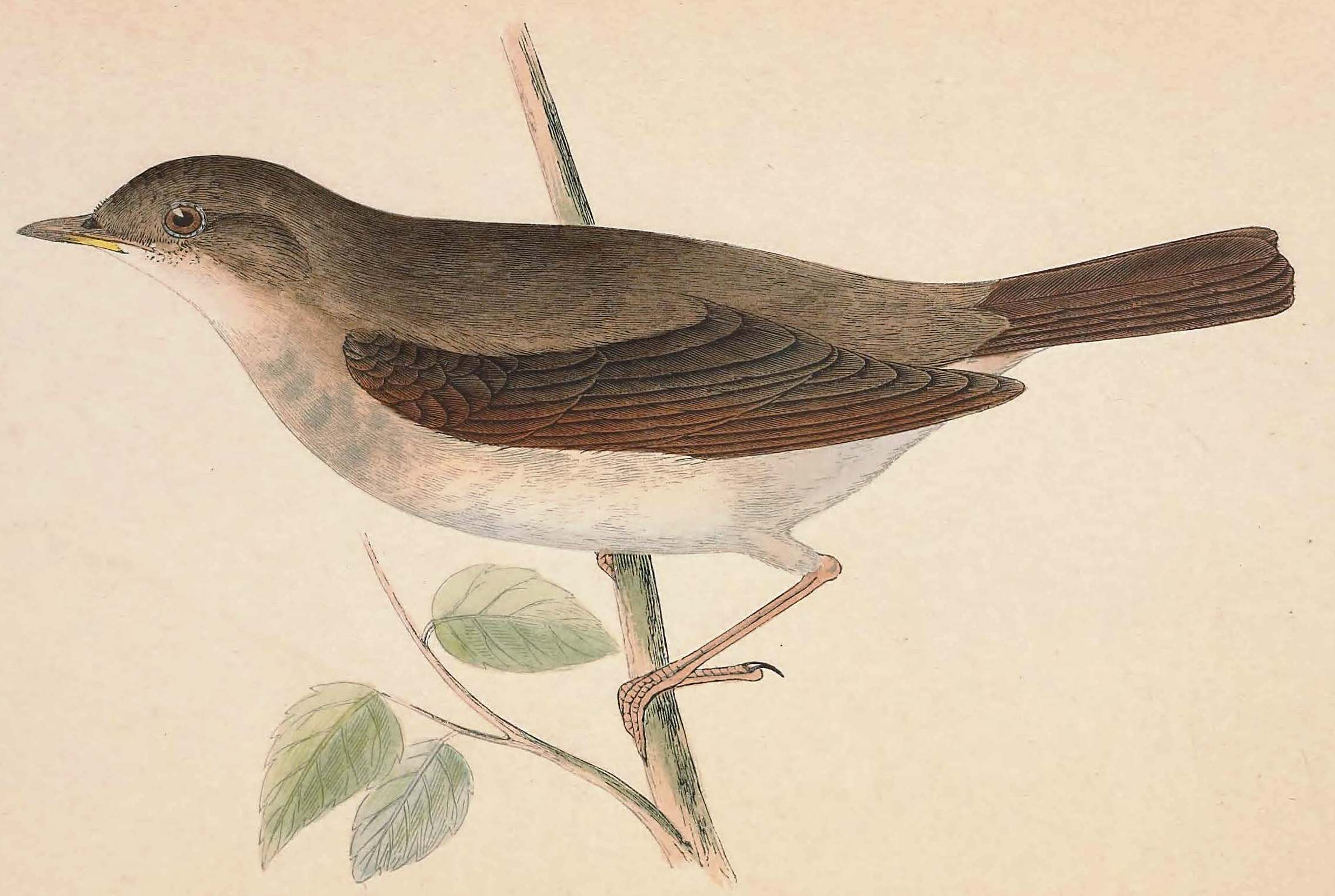
Privighetoarea de zăvoi după Bree
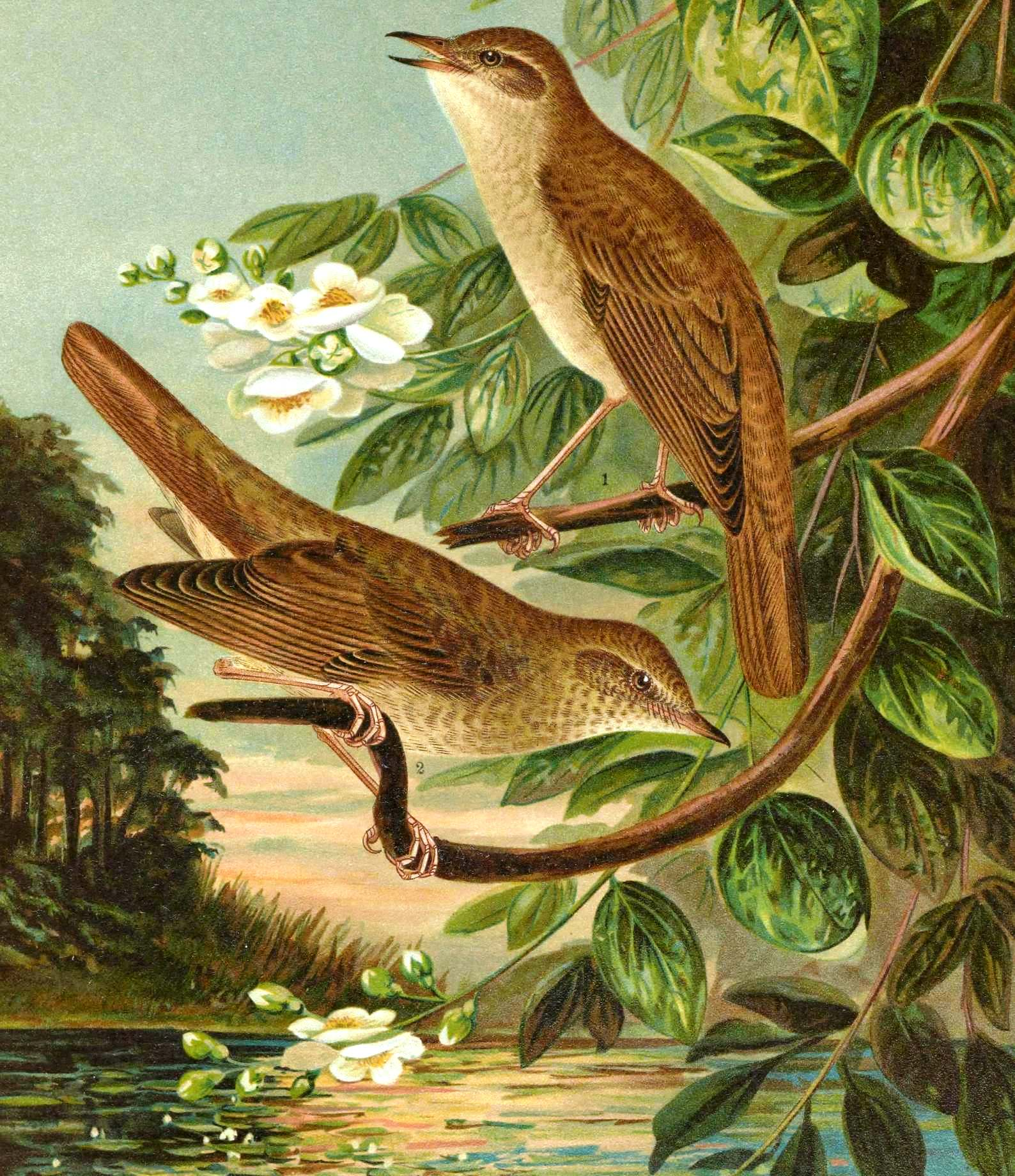
1. (sus) Privighetoarea roșcată (Luscinia megarhynchos); 2. (jos) Privighetoare de zăvoi (Luscinia luscinia), după Naumann
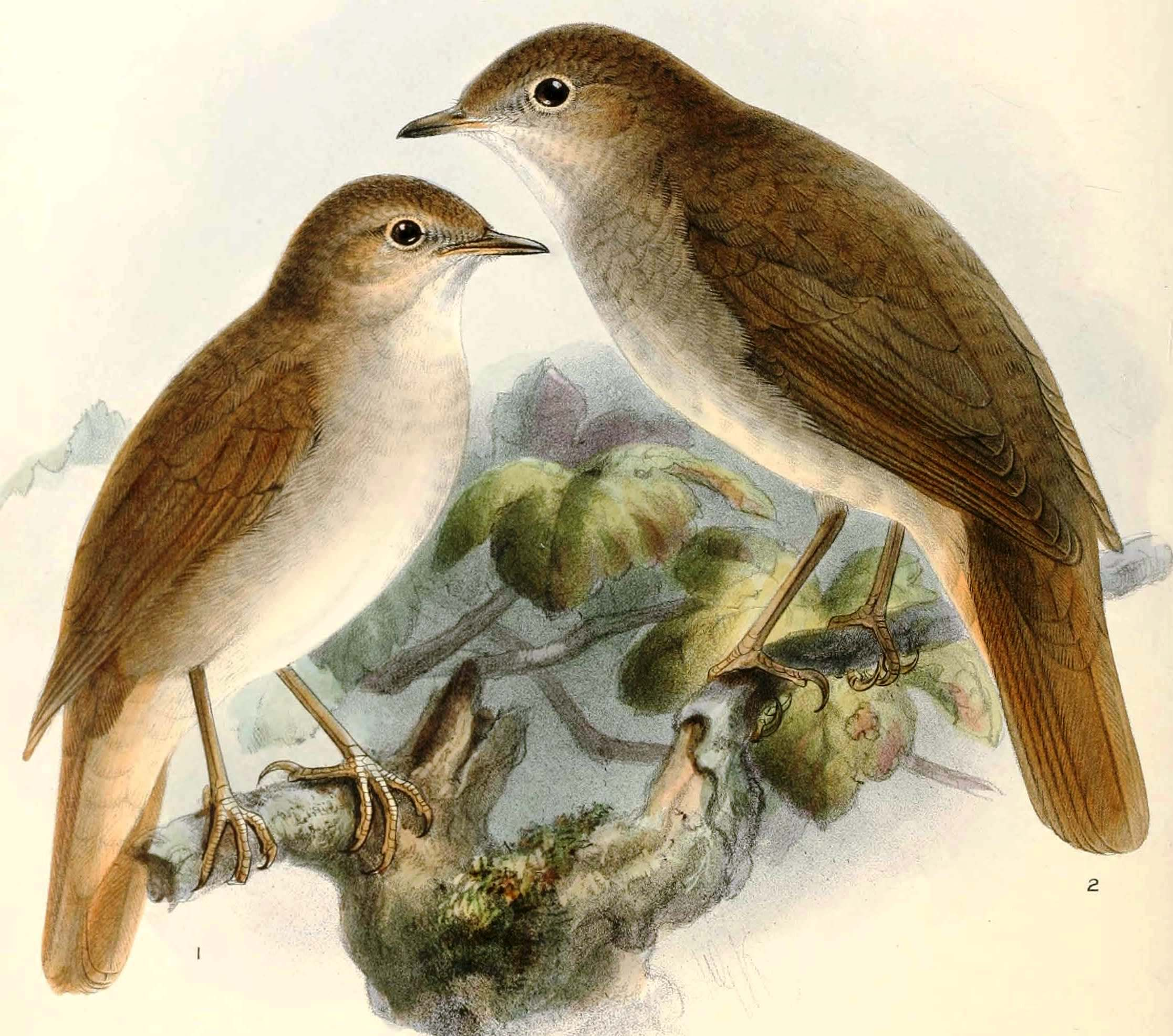
1. (în stânga) Privighetoarea roșcată (Luscinia megarhynchos); 2. (în dreapta) Privighetoare de zăvoi (Luscinia luscinia), după Dresser